# Championnats de France de cyclisme sur route
Pour les articles homonymes, voir Championnats de France de cyclisme.

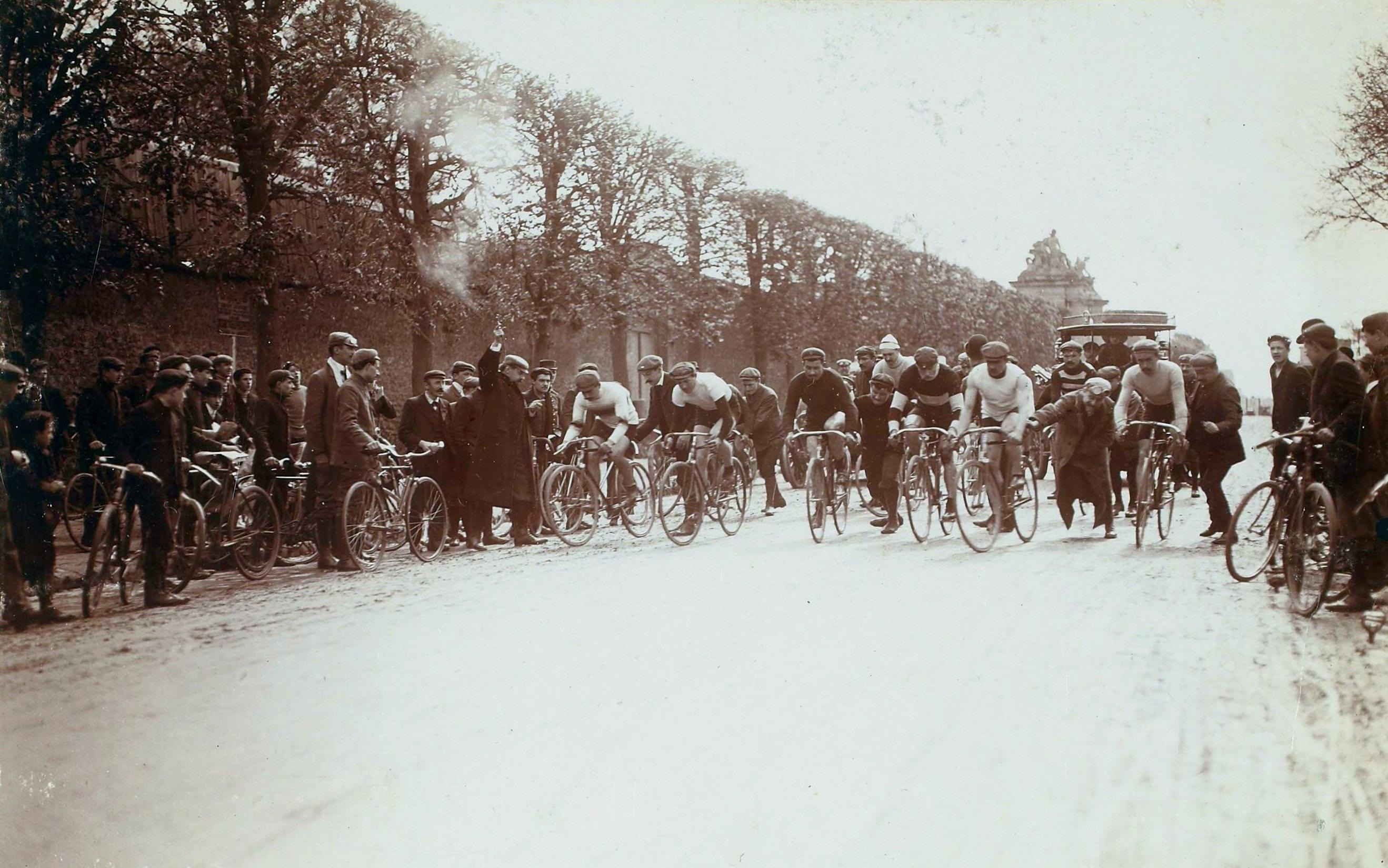
Départ du premier championnat, le 9 mai 1907 (13 partants).

Les championnats de France de cyclisme sur route sont organisés chaque année depuis 1907 afin de déterminer le champion de France et la championne de France. Le titre est attribué sur une course unique. Le champion de France porte un maillot tricolore jusqu'au championnat de France suivant. Depuis 1995, un titre de champion de France du contre-la-montre est également attribué.

## Historique

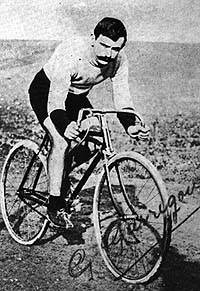
Gustave Garrigou, le premier champion de France en 1907.

Le premier championnat de France sur route a lieu en 1907. Il est remporté par Gustave Garrigou, qui s'impose également l'année suivante. Les premières éditions sont courues derrière un entraîneur à bicyclette sur un parcours d'une distance de 100 km faisant un aller-retour entre Versailles et Rambouillet. De 1922 à 1928, puis en 1931, le championnat est disputé sous forme de contre-la-montre. À partir de 1928, la course a lieu régulièrement à l'autodrome de Linas-Montlhéry. Elle retrouve la formule de la course en ligne en 1932.
En 1940, le championnat ne peut pas être organisé. Au mois de décembre, l'Union vélocipédique de France devient la Fédération française de cyclisme. Celle-ci organise un championnat de France à Montlhéry le 15 juin 1941, obtenant de l'occupant allemand un accord pour permettre la venue des coureurs de zone libre. En avril, plusieurs coureurs de zone occupée sont cependant arrêtés en zone libre où ils allaient disputer la Flèche du Rhône, et passent plusieurs semaines en prison. Cet événement dissuadera les coureurs de zone libre de participer au championnat. Celui-ci met aux prises 29 coureurs et est remporté par Albert Goutal. Le 29 juin, un championnat de France pour les coureurs de la zone libre est organisé à Alès et remporté par René Vietto. Lyon et Saint-Gaudens accueillent ensuite le championnat. De 1944 à 1946, le titre de champion de France est décerné grâce à un classement par points à l'issue de plusieurs épreuves, ressemblant alors à la future Coupe de France. Le circuit de Montlhéry accueille la course jusqu'en 1959, à l'exception de 1952 (Reims), 1953 (Saint-Étienne) et 1955 (Châteaulin). Le championnat reviendra toutefois à Montlhéry en 1997.
Initialement séparées, certaines épreuves se disputent au même endroit dès les années 1960. Les épreuves élites amateurs et féminines se déroulent dès 1962 dans le même lieu. En 1985, l'épreuve féminine a lieu dans le même week-end que l'épreuve des professionnels à Chailley puis dès 1986, les trois épreuves se réunissent.
Les épreuves de contre-la-montre sont créées en 1995 : elles ont toutes lieu dans le même endroit (Les Herbiers) et séparément des courses en ligne jusqu'en 2001 lorsque les épreuves de CLM se courent dans chaque championnat : élites et jeunes.
Le titre Espoirs Femmes, originellement attribué lors de l'épreuve élites, est disputé à partir de 2019 lors des championnats de l'Avenir à l'instar de la course masculine : les espoirs femmes peuvent alors aussi concourir pour l'épreuve élites Femmes en juin. Cette même année, le championnat de relais mixte Juniors est ajouté au programme.
En 2024, une nouvelle catégorie apparait : Élite Femmes Amateurs, à l'instar des hommes. Les titres de CLM et course en ligne restent toujours disputés en même temps que les professionnelles lors des épreuves élites femmes. Concernant les championnats de l'Avenir, les cadets et cadettes ont désormais leur épreuve de CLM.
En 2025, la catégorie Élite Femmes Amateurs acquiert sa propre épreuve de course en ligne qui se déroule la veille de l'épreuve réservée aux profesionnelles, à l'instar des amateurs masculins.

## Le maillot tricolore
Le champion de France revêt un maillot tricolore bleu, blanc et rouge, qu'il porte en course jusqu'au championnat suivant. Ce maillot distinctif existe depuis la création du championnat de France sur route.
En 1973, l'affichage des marques sur le maillot tricolore, qui s'est développé à partir de 1965, est interdit. Il est de nouveau autorisé en 1991. Cependant, l'équipe Groupama-FDJ conserve ce système de maillot vierge de tout sponsor lorsqu'un de ses coureurs, français ou étranger, remporte son championnat national.
Les anciens champions de France peuvent également signaler leur titre sur leur maillot. Georges Speicher et Raymond Louviot se sont ainsi distingués avec des « quarts de manche tricolores » durant les années 1930 et 1940. Le port d'un liseré tricolore s'est généralisé durant les années 1980.

## Palmarès Élites

### Élites Hommes

#### Course en ligne

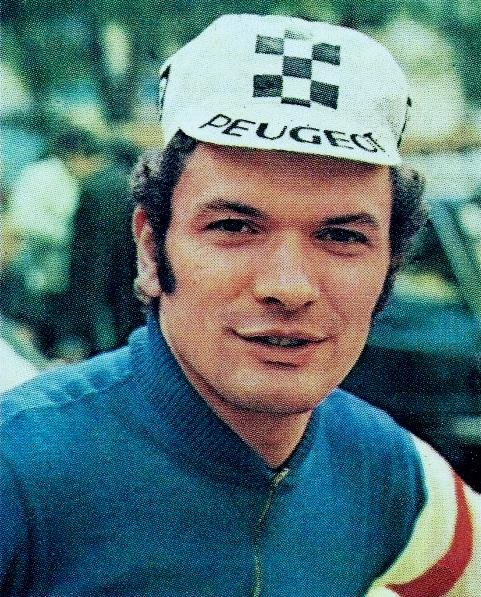
Bernard Thévenet champion de France sur route en 1973.

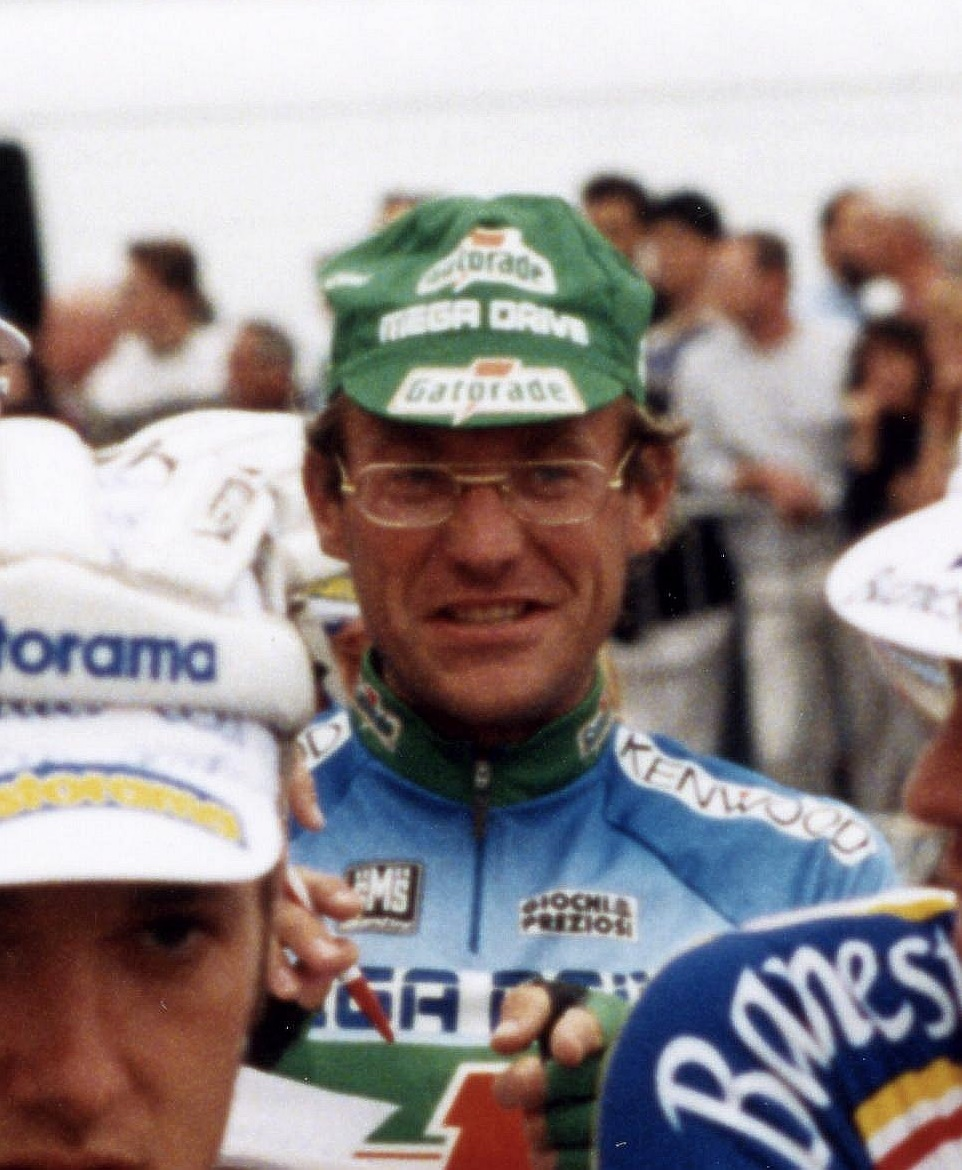
Laurent Fignon remporte le titre sur route en 1984.

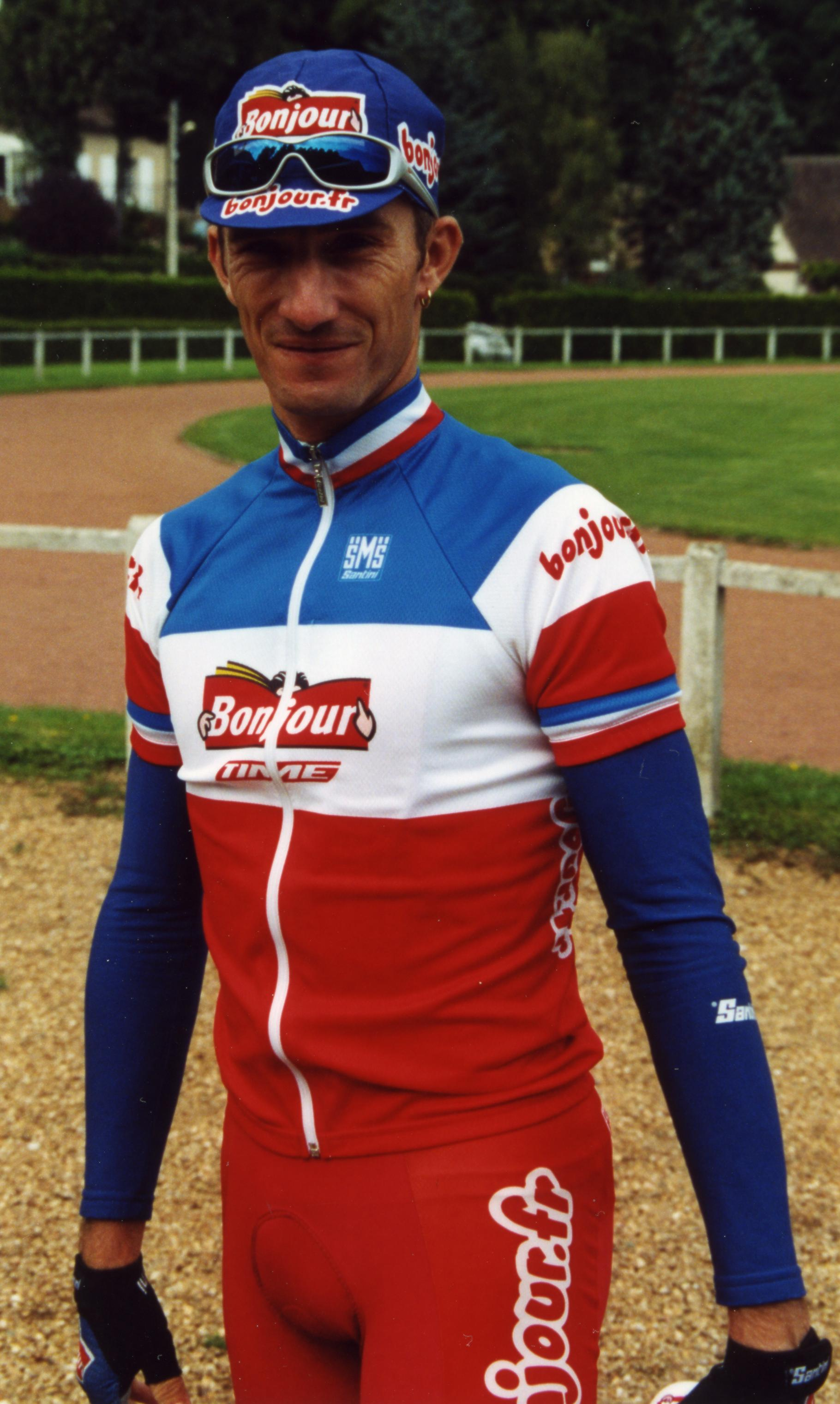
Didier Rous au critérium de Lèves 2001, portant le maillot tricolore.

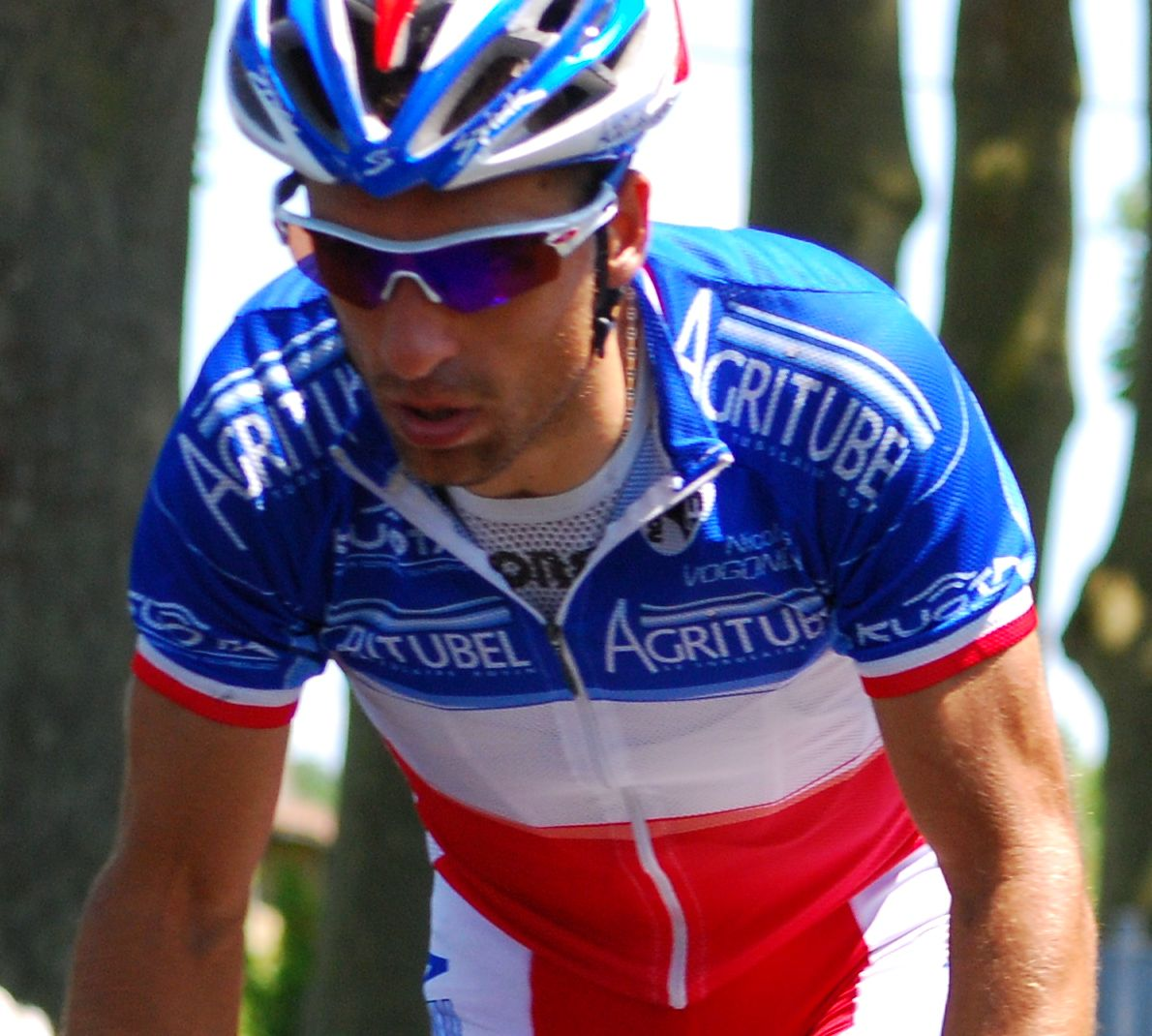
Nicolas Vogondy remporte le titre sur route en 2002 et 2008.

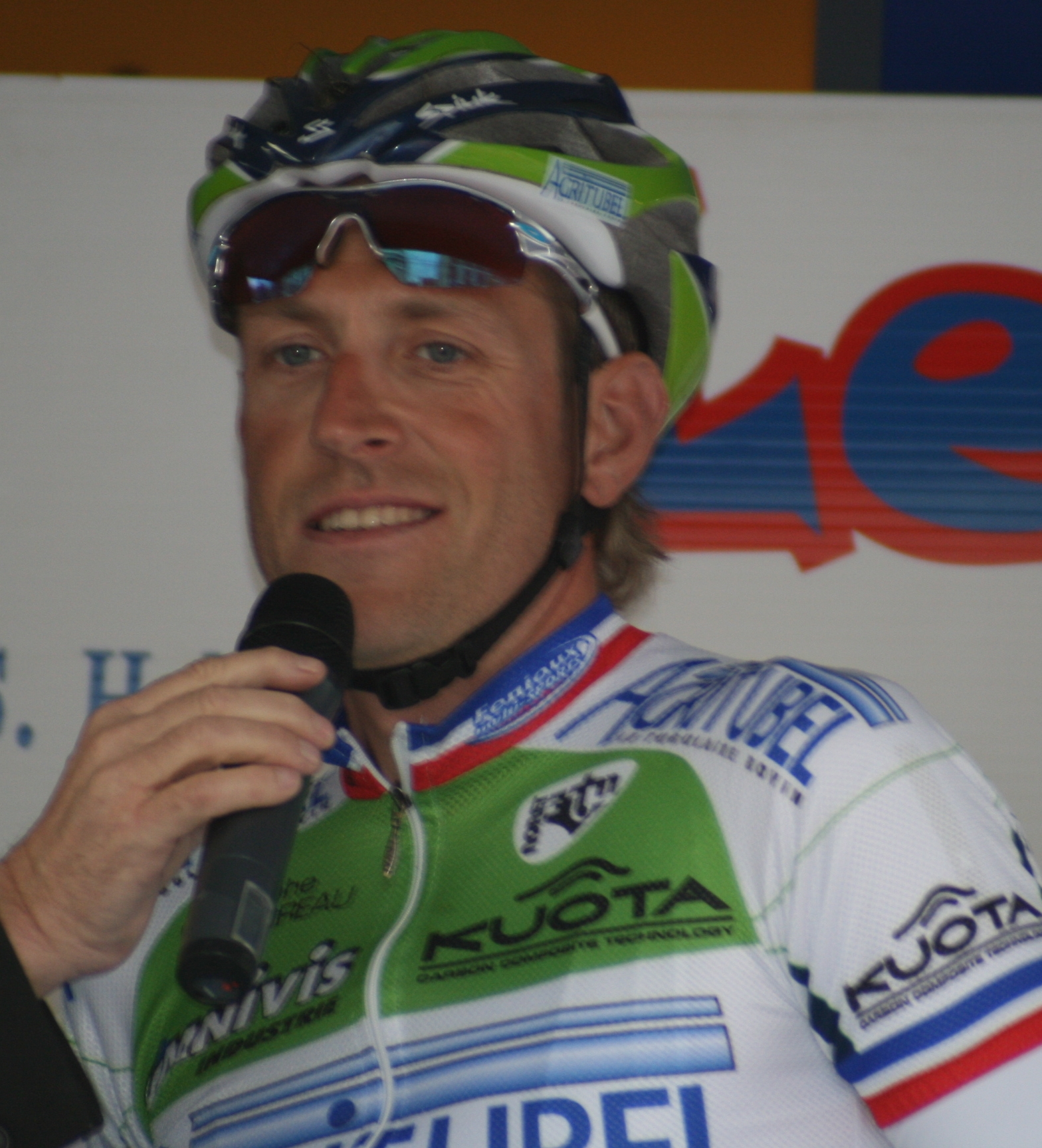
Christophe Moreau, champion de France en 2007, arborant un liseré tricolore au col et aux manches de son maillot en 2008.

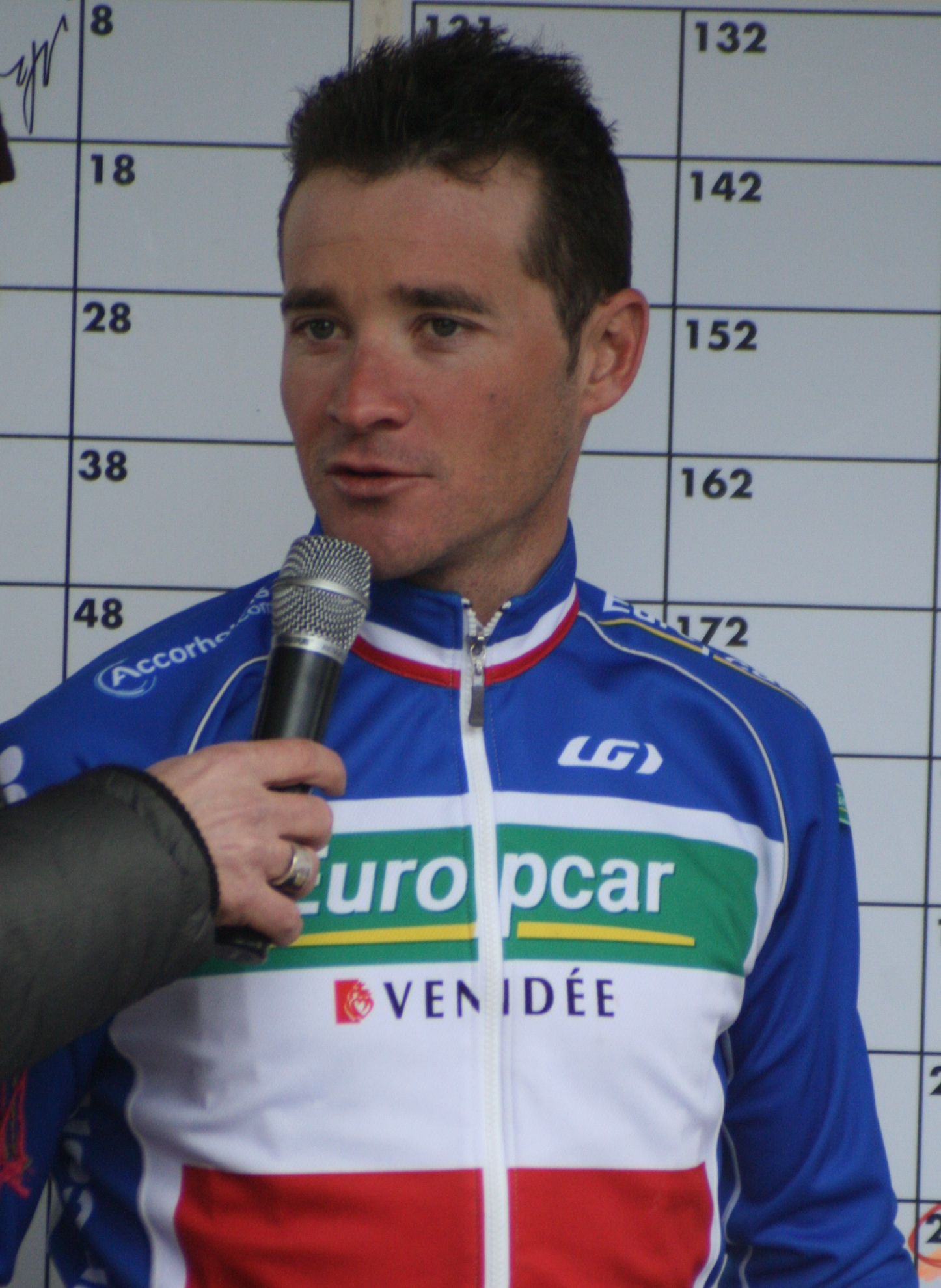
Thomas Voeckler remporte le titre sur route en 2004 et 2010.

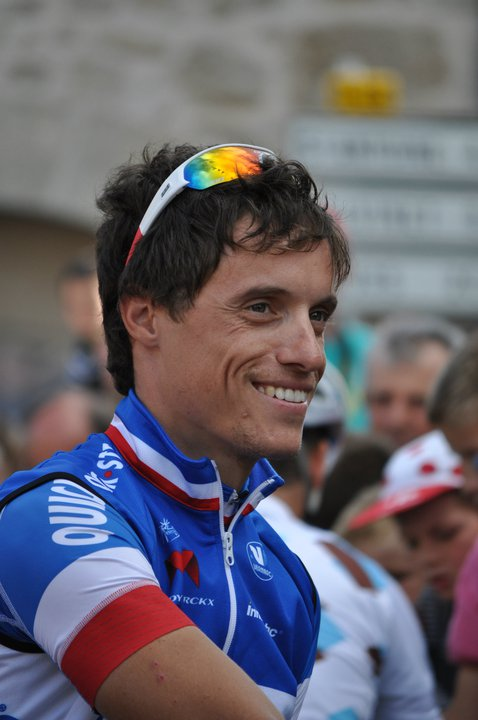
Sylvain Chavanel remporte le titre sur route en 2011.

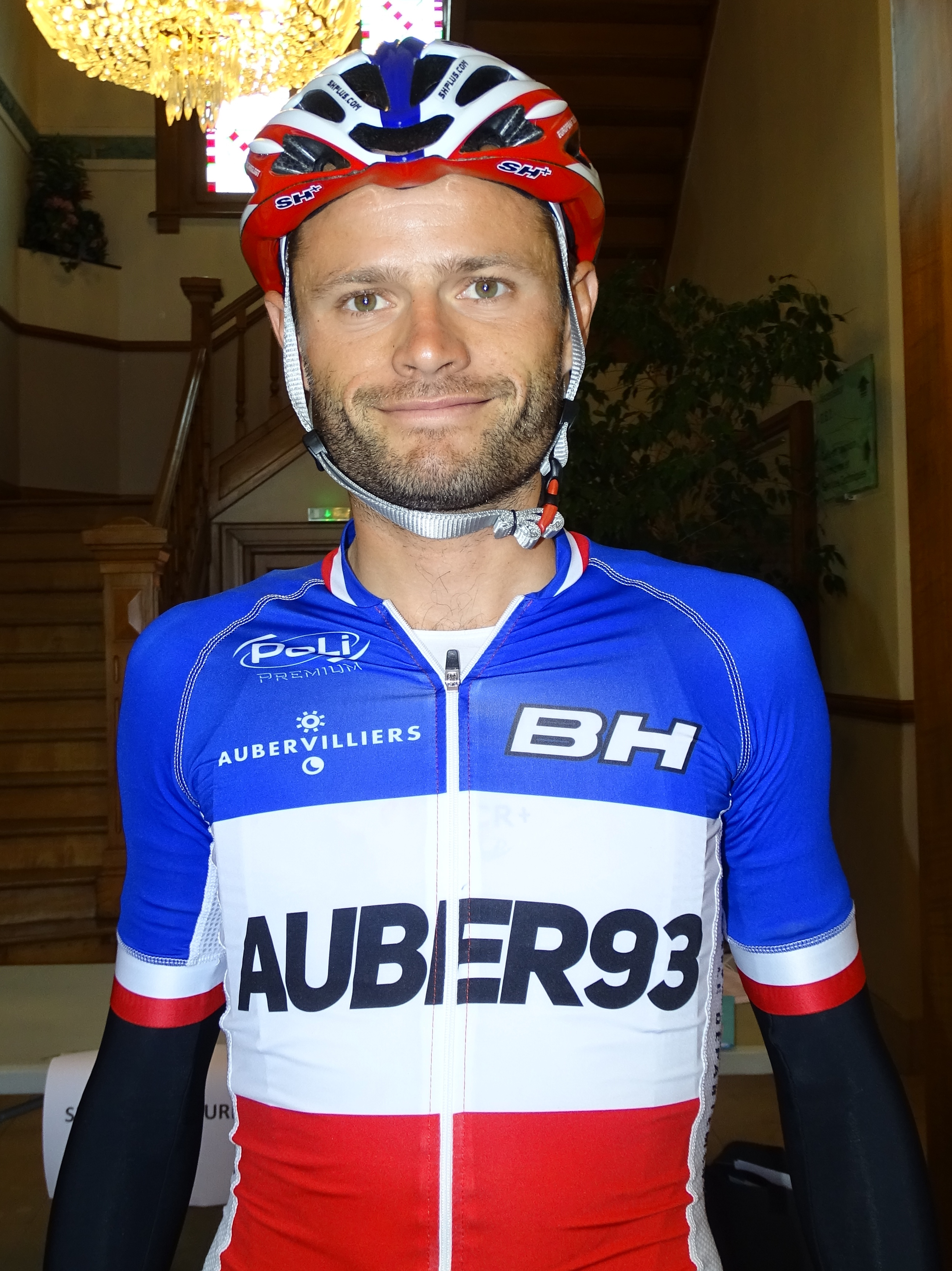
Steven Tronet arborant son maillot de champion de France sur route lors du Grand Prix de la ville de Pérenchies 2015.

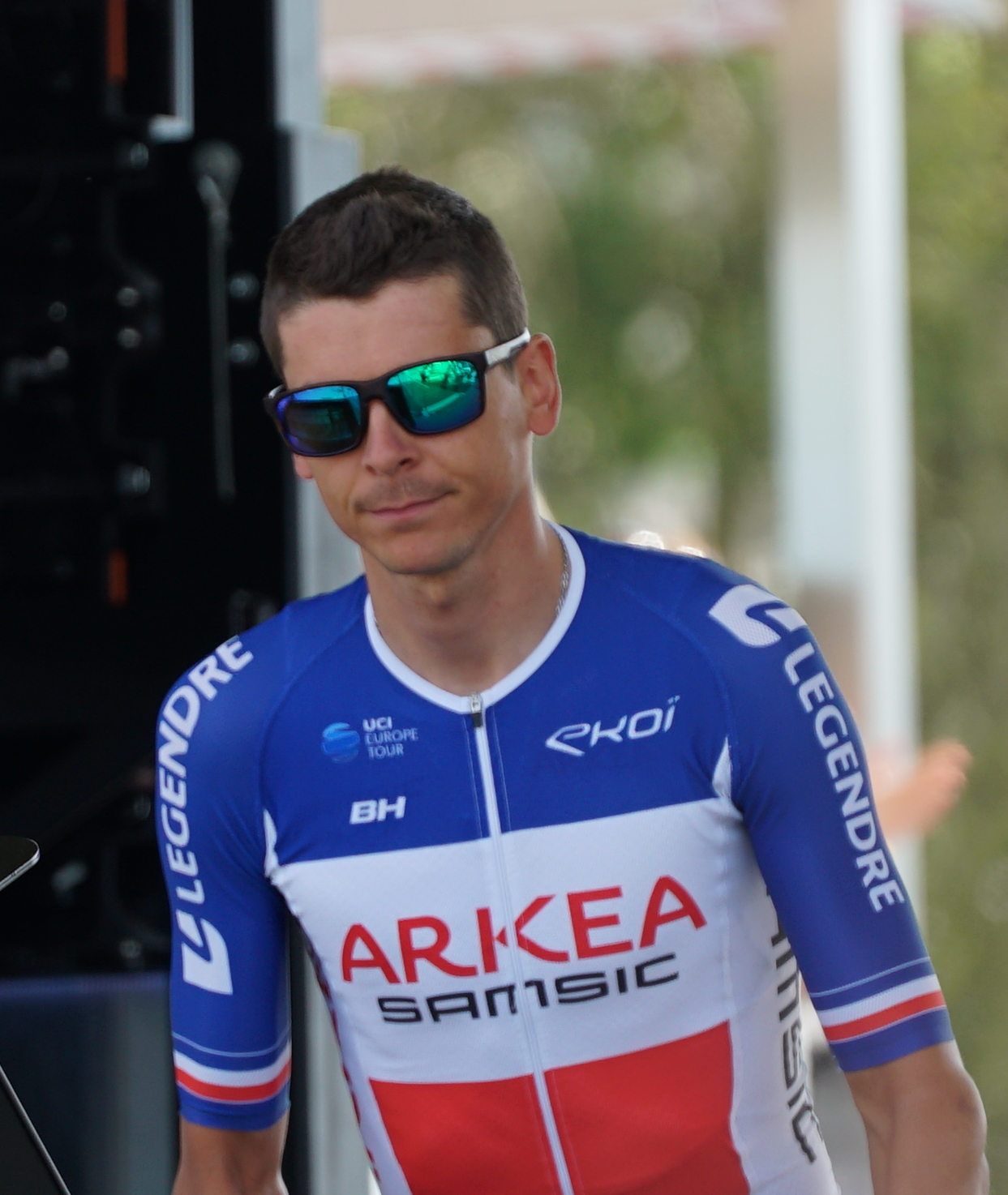
Warren Barguil remporte le titre sur route en 2019.

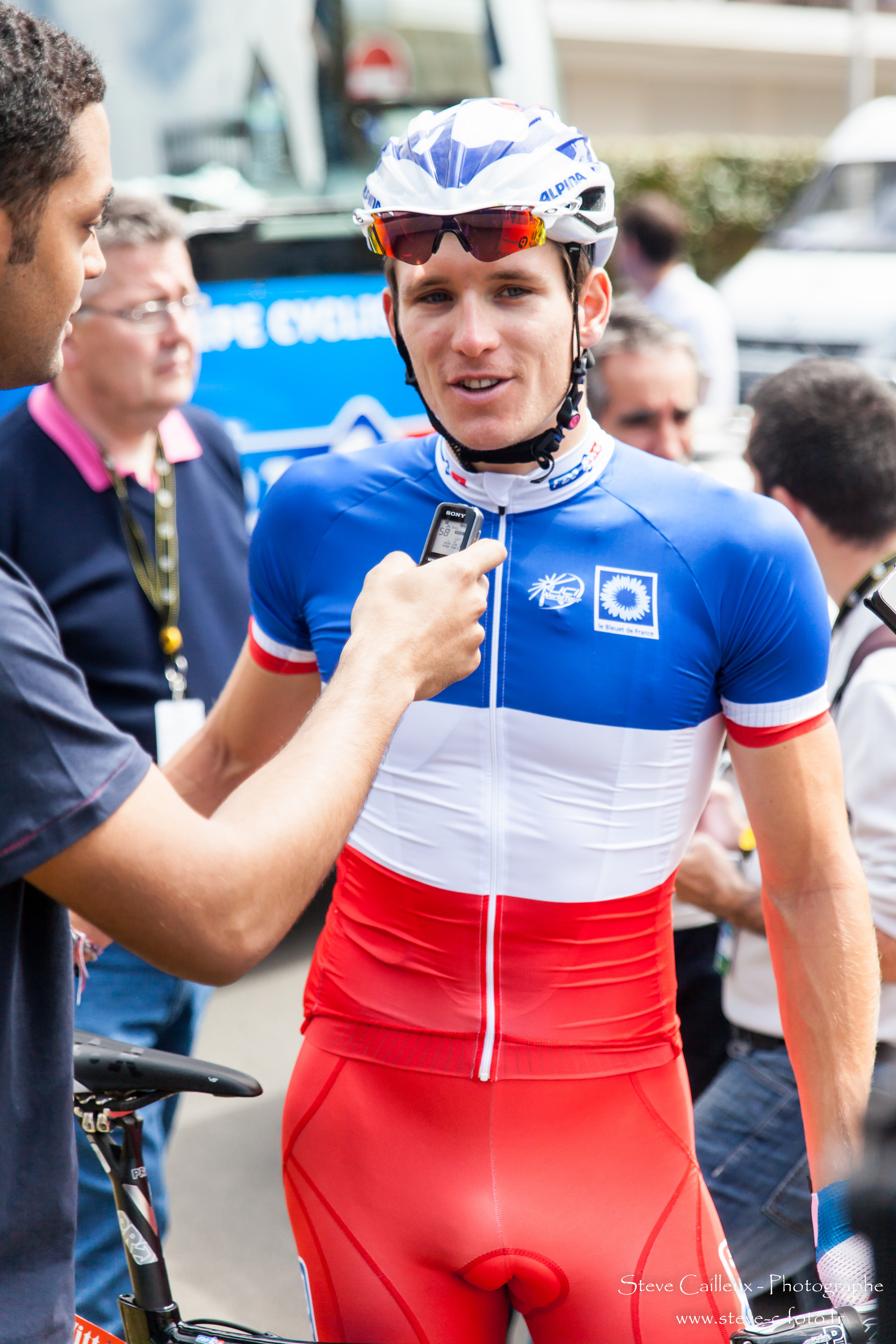
Arnaud Démare remporte le titre sur route en 2014, 2017 et 2020.

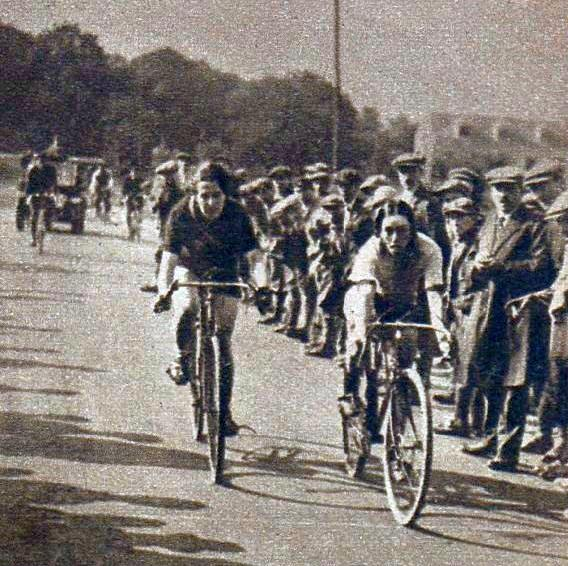
Jeanne Armouet, victorieuse sur route 1925, qui succède ainsi à Cousin.

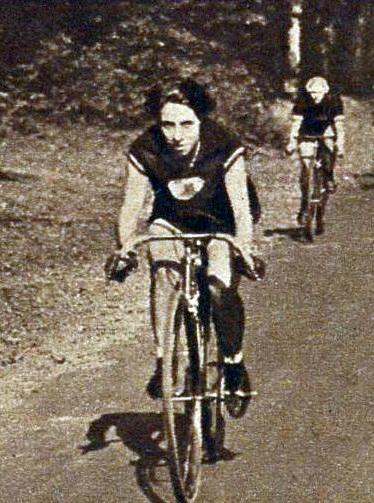
Éliane Robin, championne sur route en 1926.

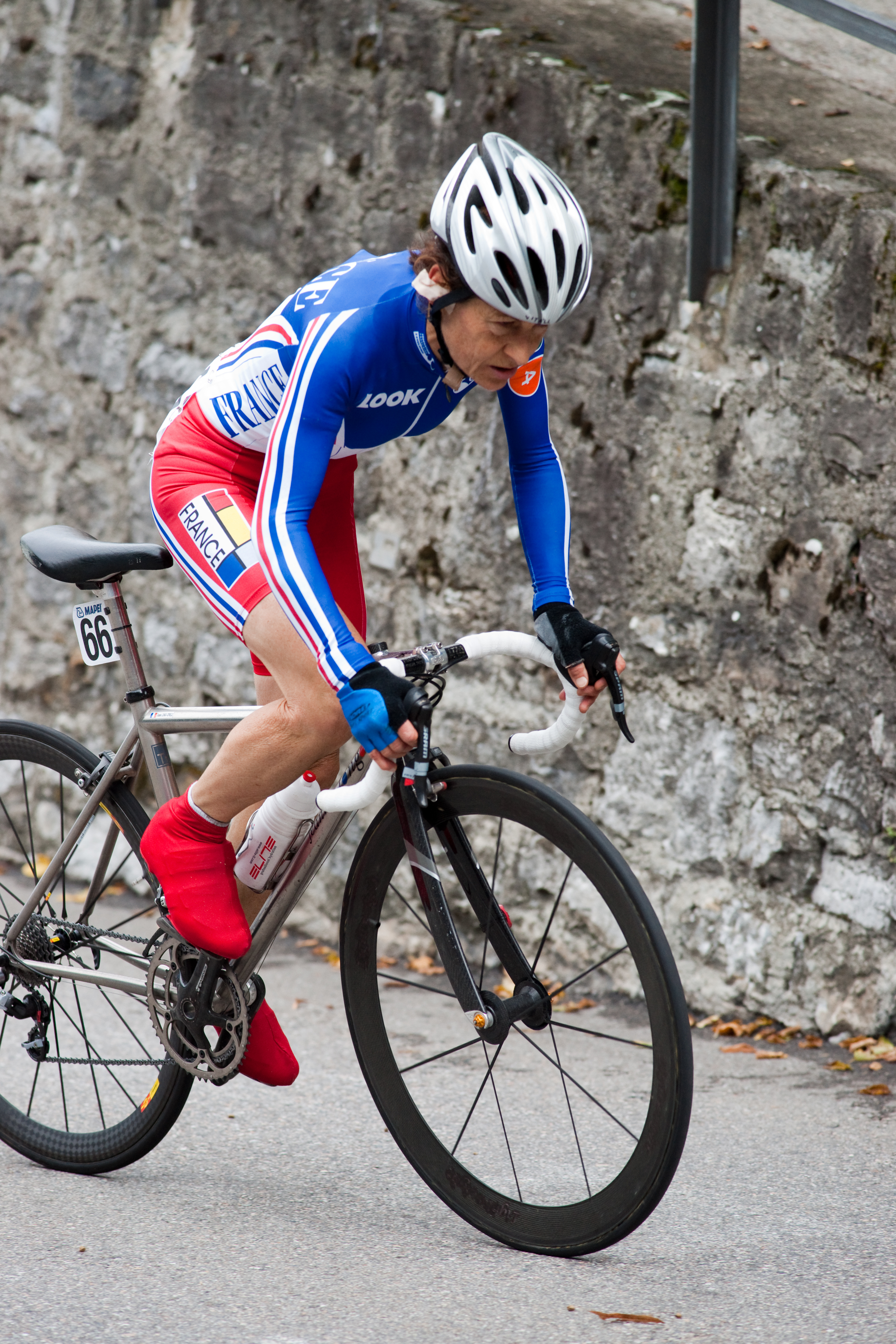
Jeannie Longo en 2011, 20 fois championne sur route et 11 fois championne du contre-la-montre.

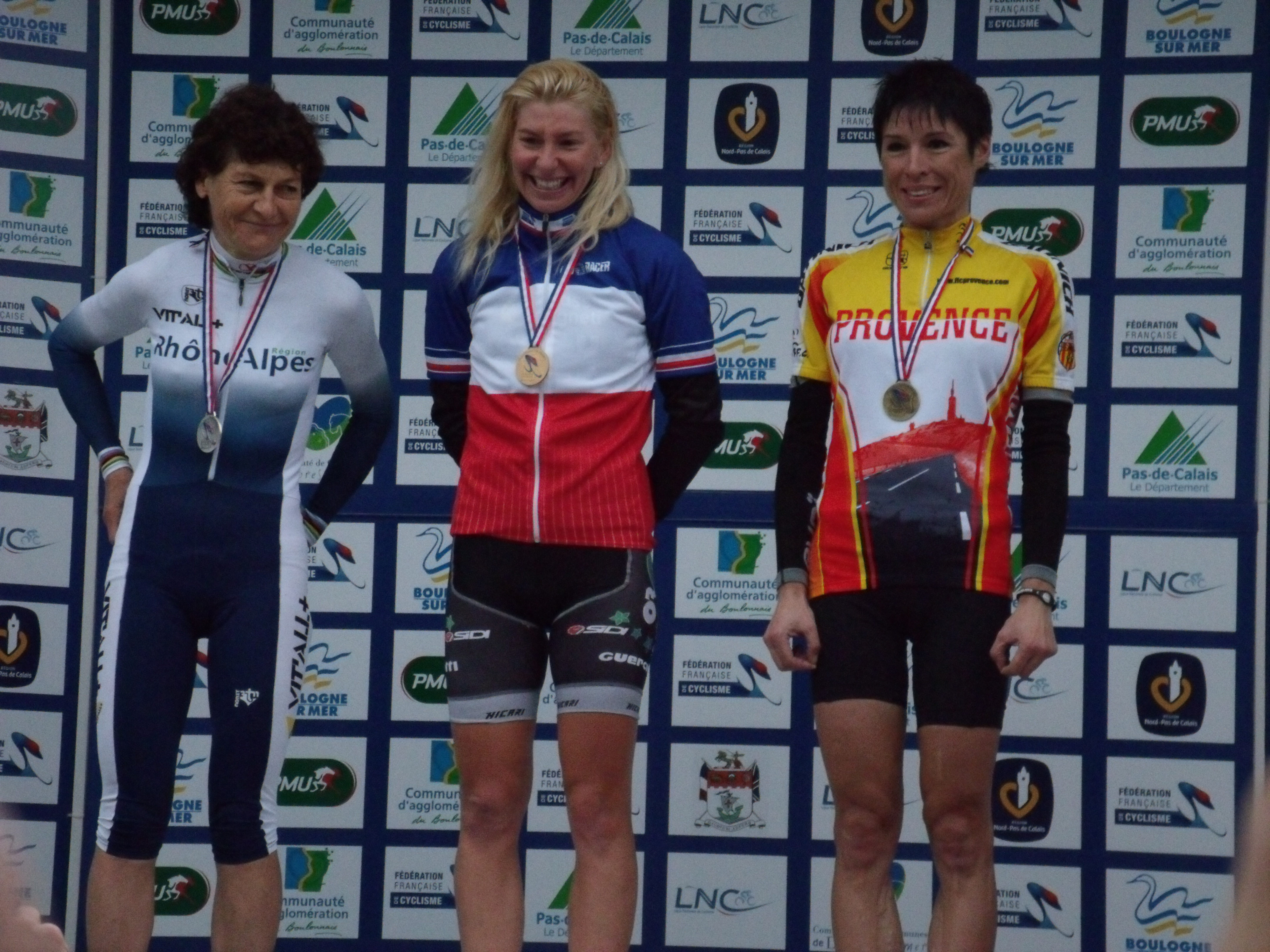
Podium du championnat de France de 2011.

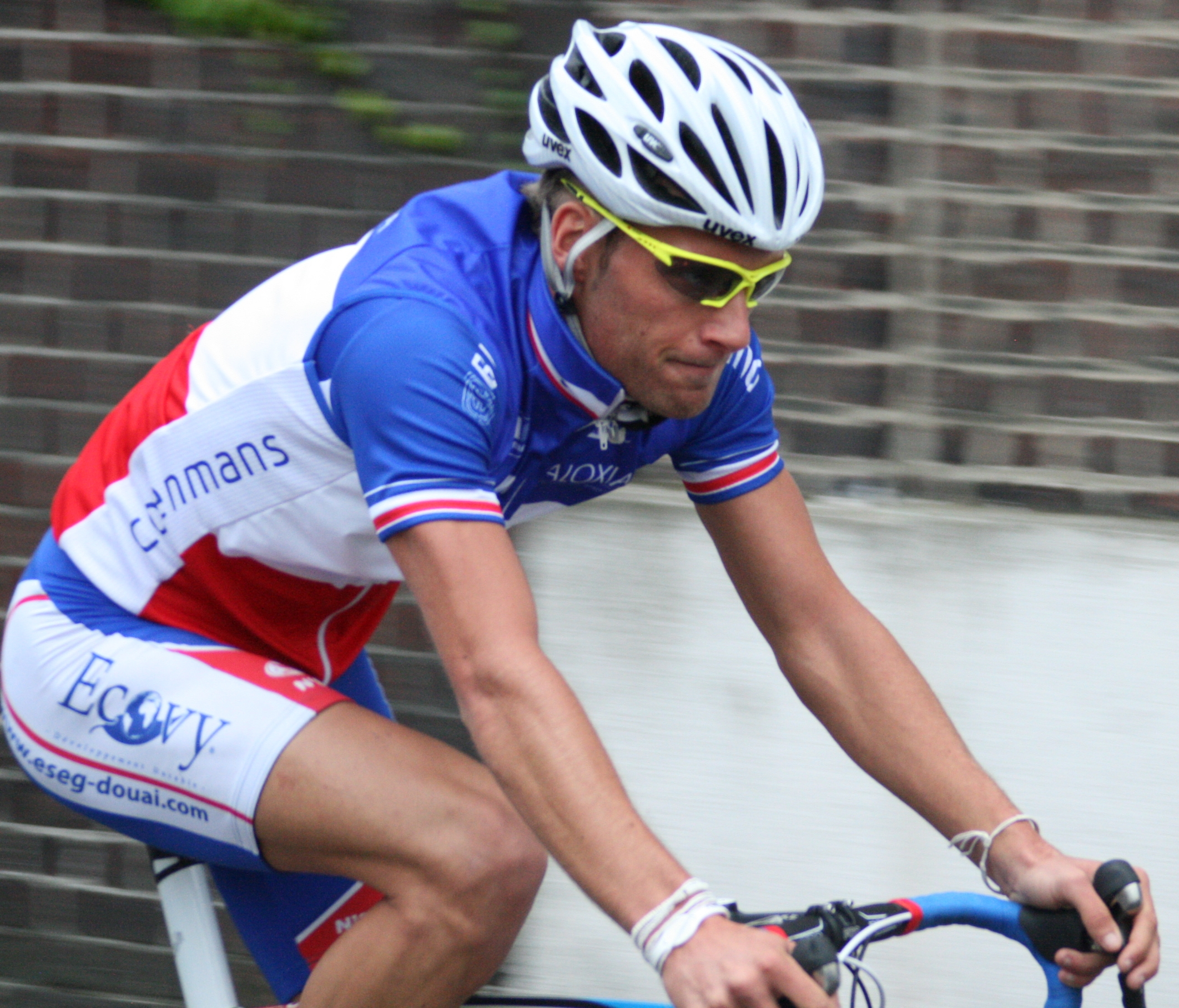
Anthony Colin vêtu du maillot de champion de France en 2010

| Année       | Lieu                      | Champion                  | Deuxième             | Troisième               |
| ----------- | ------------------------- | ------------------------- | -------------------- | ----------------------- |
| 1907        | Rambouillet               | Gustave Garrigou          | Henri Lignon         | Louis Trousselier       |
| 1908        | Rambouillet               | Gustave Garrigou (2)      | Louis Trousselier    | Maurice Brocco          |
| 1909        | Rambouillet               | Jean Alavoine             | Henri Lignon         | Édouard Léonard         |
| 1910        | Rambouillet               | Émile Georget             | Maurice Brocco       | Lucien Petit-Breton     |
| 1911        | Rambouillet               | Octave Lapize             | Gustave Garrigou     | Jean Alavoine           |
| 1912        | Rambouillet               | Octave Lapize (2)         | Louis Engel          | Charles Charron         |
| 1913        | Rambouillet               | Octave Lapize (3)         | Maurice Brocco       | Charles Crupelandt      |
| 1914        | Rambouillet               | Charles Crupelandt        | Émile Engel          | Maurice Brocco          |
| 1915 - 1918 | non disputé               | non disputé               | non disputé          | non disputé             |
| 1919        | Rambouillet               | Henri Pélissier           | Honoré Barthélémy    | Maurice Brocco          |
| 1920        | Rambouillet               | Jean Alavoine (2)         | Henri Pélissier      | Maurice Brocco          |
| 1921        | Rambouillet               | Francis Pélissier         | Henri Pélissier      | Romain Bellenger        |
| 1922        | Rambouillet               | Jean Brunier              | Marcel Godard        | Jean Alavoine           |
| 1923        | Rambouillet               | Francis Pélissier (2)     | Romain Bellenger     | Henri Pélissier         |
| 1924        | Rambouillet               | Francis Pélissier (3)     | Henri Pélissier      | Georges Cuvelier        |
| 1925        | Rambouillet               | Achille Souchard          | Francis Pélissier    | Romain Bellenger        |
| 1926        | Rambouillet               | Achille Souchard (2)      | Francis Pélissier    | Ferdinand Le Drogo      |
| 1927        | Rambouillet               | Ferdinand Le Drogo        | Charles Pélissier    | Maurice Bonney          |
| 1928        | Montlhéry                 | Ferdinand Le Drogo (2)    | André Leducq         | André Raynaud           |
| 1929        | Montlhéry                 | Marcel Bidot              | Jean Bidot           | André Leducq            |
| 1930        | Montlhéry                 | Roger Bisseron            | Charles Pélissier    | Ferdinand Le Drogo      |
| 1931        | Montlhéry                 | Armand Blanchonnet        | Francis Pélissier    | André Leducq            |
| 1932        | Montlhéry                 | André Godinat             | Antonin Magne        | Benoît Faure            |
| 1933        | Montlhéry                 | Roger Lapébie             | Antonin Magne        | Georges Speicher        |
| 1934        | Montlhéry                 | Raymond Louviot           | Antonin Magne        | André Godinat           |
| 1935        | Montlhéry                 | Georges Speicher          | René Le Grevès       | Jules Merviel           |
| 1936        | Montlhéry                 | René Le Grevès            | Antonin Magne        | Louis Thiétard          |
| 1937        | Montlhéry                 | Georges Speicher (2)      | René Le Grevès       | Joseph Soffietti        |
| 1938        | Montlhéry                 | Paul Maye                 | Sylvain Marcaillou   | Marcel Laurent          |
| 1939        | Montlhéry                 | Georges Speicher (3)      | Louis Thiétard       | Fabien Galateau         |
| 1940        | non disputé               | non disputé               | non disputé          | non disputé             |
| 1941        | Montlhéry (zone occupée)  | Albert Goutal             | Gérard Virol         | Lucien Lauk             |
| 1941        | Alès (zone libre)         | René Vietto               | Dante Gianello       | Victor Pernac           |
| 1942        | Lyon                      | Émile Idée                | Raymond Louviot      | Lucien Le Guével        |
| 1943        | Saint-Gaudens             | Paul Maye (2)             | Benoît Faure         | Lucien Lauk             |
| 1944        | par points                | Urbain Caffi              | Lucien Teisseire     | Émile Idée              |
| 1945        | par points                | Éloi Tassin               | Paul Maye            | Joseph Goutorbe         |
| 1946        | par points                | Louis Caput               | Joseph Soffietti     | Kléber Piot             |
| 1947        | Montlhéry                 | Émile Idée (2)            | Jean de Gribaldy     | Lucien Lauk             |
| 1948        | Montlhéry                 | César Marcelak            | Raymond Louviot      | Paul Giguet             |
| 1949        | Montlhéry                 | Jean Rey                  | Camille Danguillaume | Attilio Redolfi         |
| 1950        | Montlhéry                 | Louison Bobet             | Antonin Rolland      | Émile Idée              |
| 1951        | Montlhéry                 | Louison Bobet (2)         | Pierre Barbotin      | Roger Buchonnet         |
| 1952        | Reims                     | Adolphe Deledda           | Jean Baldassari      | Bernard Gauthier        |
| 1953        | Saint-Étienne             | Raphaël Géminiani         | Antonin Rolland      | Louison Bobet           |
| 1954        | Montlhéry                 | Jacques Dupont            | Robert Varnajo       | Pierre Molinéris        |
| 1955        | Châteaulin                | André Darrigade           | Louison Bobet        | Louis Caput             |
| 1956        | Montlhéry                 | Bernard Gauthier          | René Privat          | Louison Bobet           |
| 1957        | Châteaulin                | Valentin Huot             | Marcel Rohrbach      | Jean Forestier          |
| 1958        | Belvès                    | Valentin Huot (2)         | Raphaël Géminiani    | François Mahé           |
| 1959        | Montlhéry                 | Henry Anglade             | Jean Forestier       | René Privat             |
| 1960        | Reims                     | Jean Stablinski           | Louis Rostollan      | André Darrigade         |
| 1961        | Rouen                     | Raymond Poulidor          | Jean Stablinski      | Guy Ignolin             |
| 1962        | Revel                     | Jean Stablinski (2)       | Marcel Rohrbach      | Anatole Novak           |
| 1963        | Rouen                     | Jean Stablinski (3)       | Guy Ignolin          | Jacques Anquetil        |
| 1964        | Châteaulin                | Jean Stablinski (4)       | Georges Groussard    | André Foucher           |
| 1965        | Rennes                    | Henry Anglade (2)         | Raymond Poulidor     | Jacques Anquetil        |
| 1966        | Sallanches                | Jean-Claude Theillière    | Jean Stablinski      | André Foucher           |
| 1967        | Felletin                  | Désiré Letort             | Lucien Aimar         | Raymond Riotte          |
| 1968        | Aubenas                   | Lucien Aimar              | Roger Pingeon        | Michel Périn            |
| 1969        | Soissons                  | Raymond Delisle           | Maurice Izier        | Bernard Guyot           |
| 1970        | Rennes                    | Paul Gutty                | Cyrille Guimard      | Christian Raymond       |
| 1971        | Gap                       | Yves Hézard               | Jean Dumont          | Cyrille Guimard         |
| 1972        | Censeau                   | Roland Berland            | Bernard Guyot        | Michel Périn            |
| 1973        | Plumelec                  | Bernard Thévenet          | Régis Ovion          | Claude Tollet           |
| 1974        | Château-Chinon            | Georges Talbourdet        | Alain Santy          | Bernard Bourreau        |
| 1975        | Limoges                   | Régis Ovion               | Alain Santy          | Gérard Moneyron         |
| 1976        | Montauban                 | Guy Sibille               | Alain Meslet         | Jean-Pierre Genet       |
| 1977        | Château-Chinon            | Marcel Tinazzi            | René Bittinger       | André Chalmel           |
| 1978        | Sarrebourg                | Bernard Hinault           | Jean-René Bernaudeau | Gilbert Chaumaz         |
| 1979        | Plumelec                  | Roland Berland (2)        | Bernard Hinault      | Mariano Martinez        |
| 1980        | Les Echelles              | Pierre-Raymond Villemiane | Bernard Hinault      | Raymond Martin          |
| 1981        | La Ferté-Gaucher          | Serge Beucherie           | Bernard Vallet       | Hubert Linard           |
| 1982        | Bailleul                  | Régis Clère               | Bernard Vallet       | Jacques Michaud         |
| 1983        | Carcassonne               | Marc Gomez                | Jacques Michaud      | Jean-René Bernaudeau    |
| 1984        | Plouay                    | Laurent Fignon            | Éric Dall'Armelina   | Pascal Jules            |
| 1985        | Chailley                  | Jean-Claude Leclercq      | Charly Bérard        | Martial Gayant          |
| 1986        | Châteaulin                | Yvon Madiot               | Jean-Claude Leclercq | Jean-Claude Bagot       |
| 1987        | Lugny                     | Marc Madiot               | Luc Leblanc          | Martial Gayant          |
| 1988        | Saint-Étienne             | Éric Caritoux             | Marc Madiot          | Gilbert Duclos-Lassalle |
| 1989        | Montluçon                 | Éric Caritoux (2)         | Laurent Bezault      | Martial Gayant          |
| 1990        | Saint-Saulge              | Philippe Louviot          | Pascal Dubois        | Christophe Manin        |
| 1991        | Saint-Saulge              | Armand de Las Cuevas      | Thierry Claveyrolat  | Gérard Rué              |
| 1992        | Avize                     | Luc Leblanc               | Thierry Marie        | Jean-Claude Colotti     |
| 1993        | Châtellerault             | Jacky Durand              | Laurent Brochard     | Francisque Teyssier     |
| 1994        | Fontenay-le-Comte         | Jacky Durand (2)          | Frédéric Moncassin   | Christophe Capelle      |
| 1995        | La Cluse-et-Mijoux        | Eddy Seigneur             | Jean-Claude Colotti  | Laurent Madouas         |
| 1996        | Castres                   | Stéphane Heulot           | Laurent Roux         | Frédéric Guesdon        |
| 1997        | Linas-Montlhéry           | Stéphane Barthe           | Damien Nazon         | Franck Morelle          |
| 1998        | Charade                   | Laurent Jalabert          | Luc Leblanc          | Richard Virenque        |
| 1999        | Charade                   | François Simon            | Pascal Hervé         | Cédric Vasseur          |
| 2000        | Le Poiré-sur-Vie          | Christophe Capelle        | Jacky Durand         | Anthony Morin           |
| 2001        | Argenton-sur-Creuse       | Didier Rous               | Walter Bénéteau      | Arnaud Prétot           |
| 2002        | Briançon                  | Nicolas Vogondy           | Nicolas Jalabert     | Patrice Halgand         |
| 2003        | Plumelec                  | Didier Rous (2)           | Richard Virenque     | Patrice Halgand         |
| 2004        | Pont-du-Fossé             | Thomas Voeckler           | Cyril Dessel         | Benoît Salmon           |
| 2005        | Boulogne-sur-Mer          | Pierrick Fédrigo          | Laurent Brochard     | Nicolas Jalabert        |
| 2006        | Chantonnay                | Florent Brard             | Thomas Voeckler      | Didier Rous             |
| 2007        | Aurillac                  | Christophe Moreau         | Pierrick Fédrigo     | Patrice Halgand         |
| 2008        | Semur-en-Auxois           | Nicolas Vogondy (2)       | Arnaud Coyot         | Julien Loubet           |
| 2009        | Saint-Brieuc              | Dimitri Champion          | Anthony Geslin       | Anthony Roux            |
| 2010        | Chantonnay                | Thomas Voeckler (2)       | Christophe Le Mével  | Mickaël Delage          |
| 2011        | Boulogne-sur-Mer          | Sylvain Chavanel          | Anthony Roux         | Thomas Voeckler         |
| 2012        | Saint-Amand-les-Eaux      | Nacer Bouhanni            | Arnaud Démare        | Adrien Petit            |
| 2013        | Lannilis                  | Arthur Vichot             | Sylvain Chavanel     | Tony Gallopin           |
| 2014        | Futuroscope               | Arnaud Démare             | Nacer Bouhanni       | Kévin Réza              |
| 2015        | Chantonnay                | Steven Tronet             | Tony Gallopin        | Sylvain Chavanel        |
| 2016        | Vesoul                    | Arthur Vichot (2)         | Tony Gallopin        | Alexis Vuillermoz       |
| 2017        | Saint-Omer                | Arnaud Démare (2)         | Nacer Bouhanni       | Jérémy Leveau           |
| 2018        | Mantes-la-Jolie           | Anthony Roux              | Anthony Turgis       | Julian Alaphilippe      |
| 2019        | La Haie-Fouassière        | Warren Barguil            | Julien Simon         | Damien Touzé            |
| 2020        | Grand-Champ               | Arnaud Démare (3)         | Bryan Coquard        | Julian Alaphilippe      |
| 2021        | Épinal                    | Rémi Cavagna              | Rudy Molard          | Damien Touzé            |
| 2022        | Cholet                    | Florian Sénéchal          | Anthony Turgis       | Axel Zingle             |
| 2023        | Cassel                    | Valentin Madouas          | Rudy Molard          | Julien Bernard          |
| 2024        | Saint-Martin-de-Landelles | Paul Lapeira              | Julien Bernard       | Thomas Gachignard       |
| 2025        | Les Herbiers              | Dorian Godon              | Romain Grégoire      | Kévin Vauquelin         |
| 2026        | La Tour-du-Pin            |                           |                      |                         |
| 2027        | Altkirch                  |                           |                      |                         |

Multi-titrés
| Titres | Coureurs |
| ------ | --- |
| 4      | Jean Stablinski |
| 3      | Octave Lapize, Francis Pélissier, Georges Speicher, Arnaud Démare |
| 2      | Jean Alavoine, Henri Anglade, Roland Berland, Louison Bobet, Eric Caritoux, Jacky Durand, Gustave Garrigou, Valentin Huot, Émile Idée, Ferdinand Le Drogo, Paul Maye, Didier Rous, Achille Souchard, Arthur Vichot, Thomas Voeckler, Nicolas Vogondy |

#### Contre-la-montre

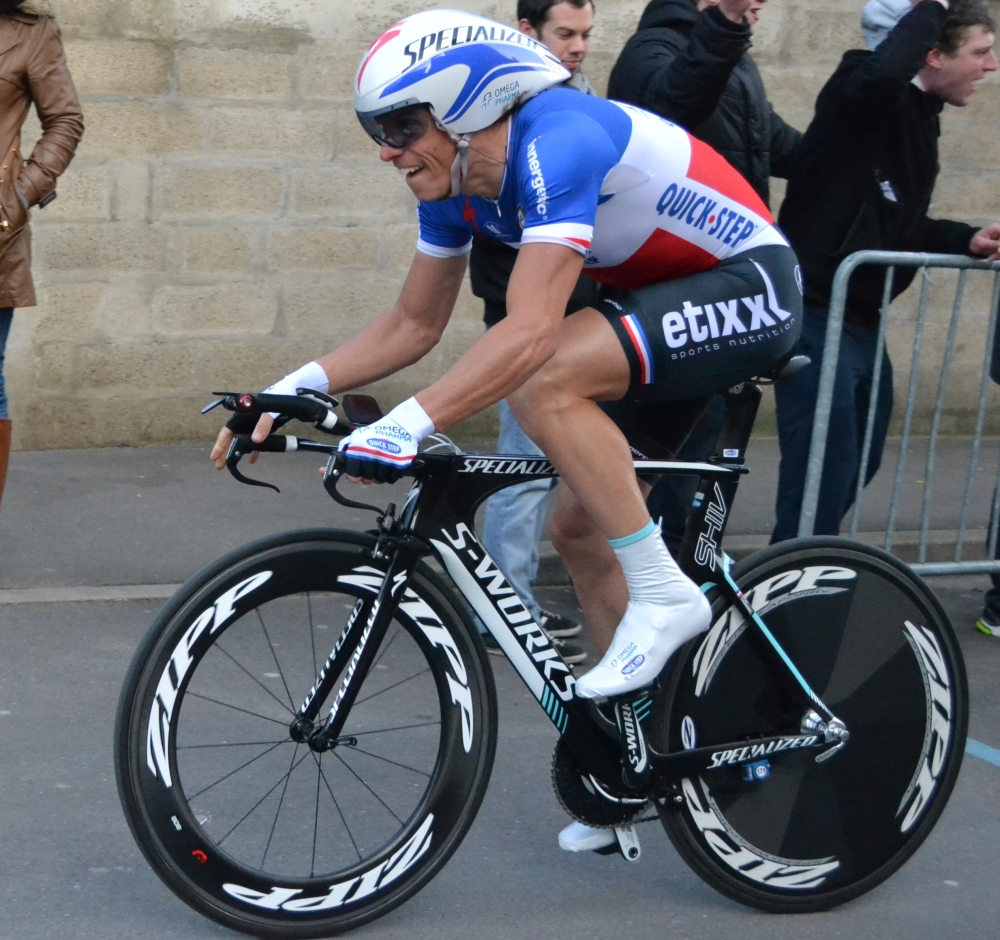
Sylvain Chavanel, vainqueur de 6 championnats du contre-la-montre, avec son maillot de champion de France durant Paris-Nice 2013.

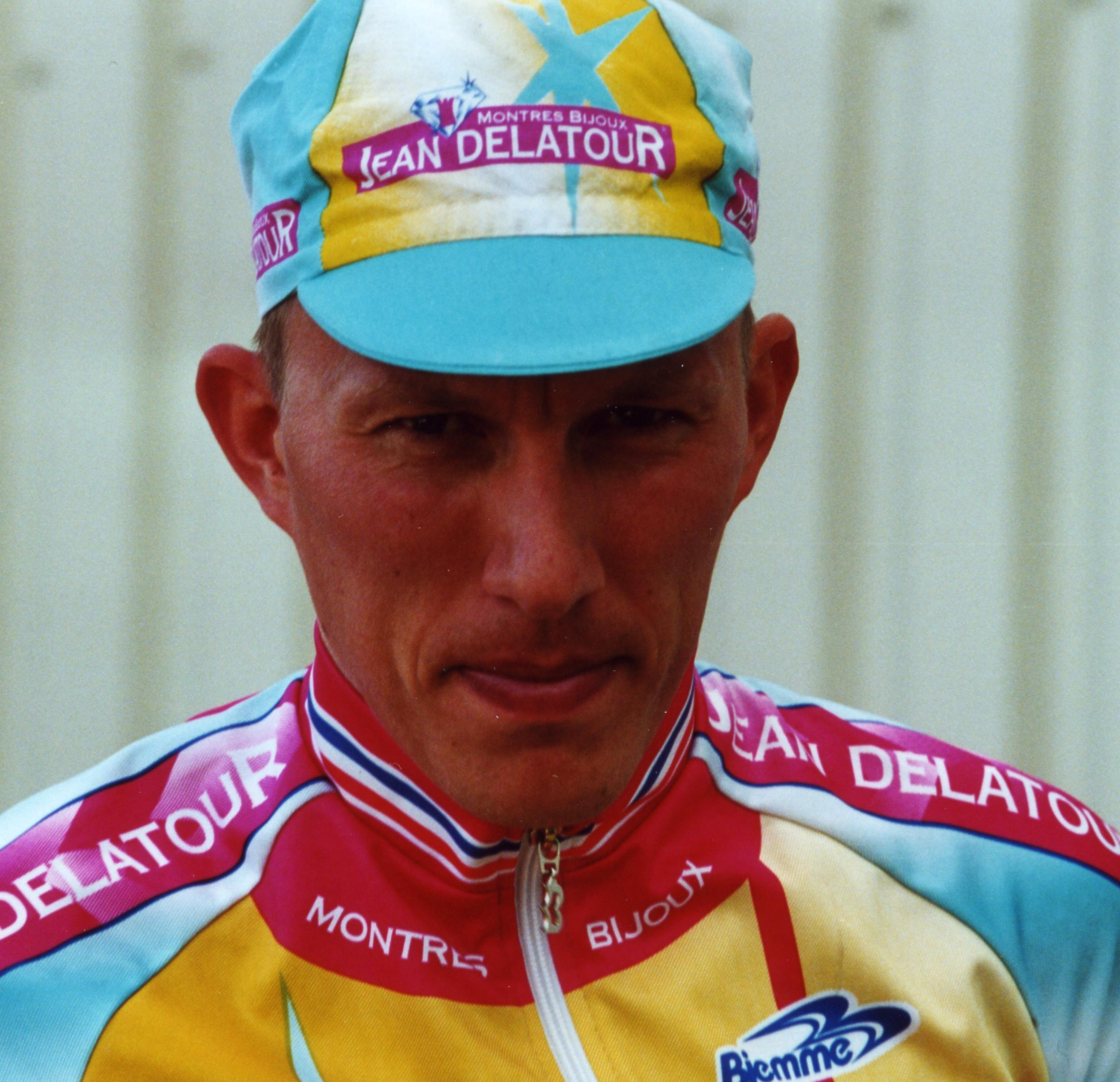
Eddy Seigneur, vainqueur de 4 championnats du contre-la-montre.

| Année | Lieu                      | Champion                | Deuxième            | Troisième          |
| ----- | ------------------------- | ----------------------- | ------------------- | ------------------ |
| 1995  | Les Herbiers              | Thierry Marie           | Pascal Lance        | Bruno Thibout      |
| 1996  | Malbuisson                | Eddy Seigneur           | Laurent Brochard    | Christophe Moreau  |
| 1997  | Malbuisson                | Francisque Teyssier     | Philippe Gaumont    | Christophe Moreau  |
| 1998  | Malbuisson                | Gilles Maignan          | Francisque Teyssier | Christophe Bassons |
| 1999  | Charade                   | Gilles Maignan (2)      | Christophe Moreau   | Frédéric Finot     |
| 2000  | Le Poiré-sur-Vie          | Francisque Teyssier (2) | Eddy Seigneur       | Christophe Moreau  |
| 2001  | Argenton-sur-Creuse       | Florent Brard           | Christophe Moreau   | Eddy Seigneur      |
| 2002  | Briançon                  | Eddy Seigneur (2)       | David Moncoutié     | Laurent Lefèvre    |
| 2003  | Plumelec                  | Eddy Seigneur (3)       | Stéphane Barthe     | Nicolas Portal     |
| 2004  | Pont-du-Fossé             | Eddy Seigneur (4)       | Christophe Moreau   | Frédéric Finot     |
| 2005  | Boulogne-sur-Mer          | Sylvain Chavanel        | Didier Rous         | Frédéric Finot     |
| 2006  | Chantonnay                | Sylvain Chavanel (2)    | Didier Rous         | Christophe Kern    |
| 2007  | Aurillac                  | Benoît Vaugrenard       | Dimitri Champion    | Nicolas Vogondy    |
| 2008  | Semur-en-Auxois           | Sylvain Chavanel (3)    | Christophe Kern     | Noan Lelarge       |
| 2009  | Saint-Brieuc              | Jean-Christophe Péraud  | Sylvain Chavanel    | David Le Lay       |
| 2010  | Chantonnay                | Nicolas Vogondy         | Sylvain Chavanel    | László Bodrogi     |
| 2011  | Boulogne-sur-Mer          | Christophe Kern         | Christophe Riblon   | Geoffroy Lequatre  |
| 2012  | Saint-Amand-les-Eaux      | Sylvain Chavanel (4)    | Jérémy Roy          | Yoann Paillot      |
| 2013  | Pays des Abers            | Sylvain Chavanel (5)    | Jérémy Roy          | Johan Le Bon       |
| 2014  | Futuroscope               | Sylvain Chavanel (6)    | Anthony Roux        | Maxime Bouet       |
| 2015  | Chantonnay                | Jérome Coppel           | Stéphane Rossetto   | Sylvain Chavanel   |
| 2016  | Vesoul                    | Thibaut Pinot           | Anthony Roux        | Tony Gallopin      |
| 2017  | Saint Omer                | Pierre Latour           | Yoann Paillot       | Anthony Roux       |
| 2018  | Mantes-la-Jolie           | Pierre Latour (2)       | Tony Gallopin       | Benjamin Thomas    |
| 2019  | La Haie-Fouassière        | Benjamin Thomas         | Stéphane Rossetto   | Julien Antomarchi  |
| 2020  | Grand-Champ               | Rémi Cavagna            | Benjamin Thomas     | Bruno Armirail     |
| 2021  | Épinal                    | Benjamin Thomas (2)     | Bruno Armirail      | Alexys Brunel      |
| 2022  | Cholet                    | Bruno Armirail          | Rémi Cavagna        | Benjamin Thomas    |
| 2023  | Cassel                    | Rémi Cavagna (2)        | Bruno Armirail      | Pierre Latour      |
| 2024  | Saint-Martin-de-Landelles | Bruno Armirail (2)      | Kévin Vauquelin     | Thibault Guernalec |
| 2025  | Les Herbiers              | Bruno Armirail (3)      | Kévin Vauquelin     | Paul Seixas        |
| 2026  | La Tour-du-Pin            |                         |                     |                    |
| 2027  | Altkirch                  |                         |                     |                    |

Multi-titrés
| Titres | Coureurs                                                                          |
| ------ | --------------------------------------------------------------------------------- |
| 6      | Sylvain Chavanel                                                                  |
| 4      | Eddy Seigneur                                                                     |
| 3      | Bruno Armirail                                                                    |
| 2      | Francisque Teyssier, Gilles Maignan, Pierre Latour, Benjamin Thomas, Rémi Cavagna |

### Élites Femmes

#### Course en ligne
| Année | Lieu                      | Championne                   | Deuxième                  | Troisième                 |
| ----- | ------------------------- | ---------------------------- | ------------------------- | ------------------------- |
| 1951  | Nantes                    | Lucienne Benoît              | Georgette Rodet           | Jeannine Lemaire          |
| 1952  | Montlhéry                 | Jeannine Lemaire             | Gaby Guillard             | Huguette Luneau           |
| 1953  | Nantes                    | Jeannine Lemaire (2)         | Gaby Guillard             | Reine Lacave              |
| 1954  | Roanne                    | Noelle Sabbe                 | Jeannine Lemaire          | Joséphine Bardelet        |
| 1955  | Montlhéry                 | Lydia Brein-Haritonides      | Marie-Jeanne Donabedian   | Simone Demory             |
| 1956  | Longwy                    | Lyli Herse                   | Marie-Jeanne Donabedian   | Renée Vissac              |
| 1957  | Bourg-en-Bresse           | Lyli Herse (2)               | Pierrette Soupiret        | Marie-Jeanne Donabedian   |
| 1958  | Montlhéry                 | Lyli Herse (3)               | Renée Vissac              | Gilberte Rocaboy          |
| 1959  | Landivisiau               | Lyli Herse (4)               | Renée Vissac              | Simone Demory             |
| 1960  | Annemasse                 | Renée Vissac                 | Lyli Herse                | Andrée Vaudel             |
| 1961  | Louvroil                  | Lyli Herse (5)               | Simone Heutte             | Renée Vissac              |
| 1962  | Saint-Hilaire-du-Harcouët | Lyli Herse (6)               | Andrée Flageolet          | Renée Vissac              |
| 1963  | Sancerre                  | Lyli Herse (7)               | Renée Thuin               | Andrée Flageolet          |
| 1964  | Coutances                 | Andrée Flageolet             | Lyli Herse                | Renée Vissac              |
| 1965  | Bully-les-Mines           | Lyli Herse (8)               | Renée Vissac              | Simone Boubechiche        |
| 1966  | Le Havre                  | Gisèle Caille                | Claude Bordujenko         | Lyli Herse                |
| 1967  | Xertigny                  | Lyli Herse (9)               | Christiane Rousseau       | Renée Vissac              |
| 1968  | Port-de-Bouc              | Chantal N'Guyen              | Jacky Barbedette          | Micheline Le Moigne       |
| 1969  | Rouen-les-Essarts         | Geneviève Gambillon          | Danièle Piton             | Micheline Le Moigne       |
| 1970  | Serent                    | Geneviève Gambillon (2)      | Micheline Le Moigne       | Chantal Heuveline         |
| 1971  | Jeumont                   | Annick Chapron               | Geneviève Gambillon       | Béatrice Vachet           |
| 1972  | Vitteaux                  | Geneviève Gambillon (3)      | Josiane Bost              | Sylviane Junal            |
| 1973  | Dax                       | Élisabeth Camus              | Mauricette Carpentier     | Geneviève Gambillon       |
| 1974  | Montpinchon               | Geneviève Gambillon (4)      | Annick Chapron            | Élisabeth Camus           |
| 1975  | Callac                    | Geneviève Gambillon (5)      | Josiane Bost              | Jeanine Martin-Leborgne   |
| 1976  | Lignac                    | Geneviève Gambillon (6)      | Nicole Verzier            | Josiane Bost              |
| 1977  | Pomport                   | Geneviève Gambillon (7)      | Josiane Bost              | Nicole Verzier            |
| 1978  | Escoussens                | Chantal Fortier              | Colette Savary-Davaine    | Élisabeth Camus           |
| 1979  | Neufchâtel-en-Saosnois    | Jeannie Longo                | Élisabeth Camus           | Nathalie Diart            |
| 1980  | Villié-Morgon             | Jeannie Longo (2)            | Chantal Fortier           | Sylvie Brémond            |
| 1981  | Charleville-Mézières      | Jeannie Longo (3)            | Fabienne Amedro           | Valérie Simonnet          |
| 1982  | Bressuire                 | Jeannie Longo (4)            | Fabienne Amedro           | Chantal Pouline           |
| 1983  | Wintzenheim               | Jeannie Longo (5)            | Corinne Crunelle          | Dominique Damiani         |
| 1984  | Berck                     | Jeannie Longo (6)            | Isabelle Nicoloso         | Nathalie Pelletier        |
| 1985  | Chailley                  | Jeannie Longo (7)            | Valérie Simonnet          | Dominique Damiani         |
| 1986  | Châteaulin                | Jeannie Longo-Ciprelli (8)   | Valérie Simonnet          | Isabelle Nicoloso-Verger  |
| 1987  | Lugny                     | Jeannie Longo-Ciprelli (9)   | Valérie Simonnet          | Martine L'Haridon         |
| 1988  | Saint-Étienne             | Jeannie Longo-Ciprelli (10)  | Valérie Simonnet          | Dominique Damiani         |
| 1989  | Montluçon                 | Jeannie Longo-Ciprelli (11)  | Valérie Simonnet          | Sandrine Lestrade         |
| 1990  | Saint-Saulge              | Catherine Marsal             | Elisabeth Mahaut          | Barbara Aulnette          |
| 1991  | Saint-Saulge              | Marion Clignet               | Nathalie Cantet           | Sandrine Lestrade         |
| 1992  | Avize                     | Jeannie Longo-Ciprelli (12)  | Marion Clignet            | Laurence Leboucher        |
| 1993  | Châtellerault             | Marion Clignet (2)           | Catherine Marsal          | Corinne Le Gal            |
| 1994  | Fontenay-le-Comte         | Chantal Gorostegui           | Jocelyne Messori-Hugi     | Catherine Marsal          |
| 1995  | La Cluse-et-Mijoux        | Jeannie Longo-Ciprelli (13)  | Catherine Marsal          | Élisabeth Chevanne-Brunel |
| 1996  | Castres                   | Catherine Marsal (2)         | Jeannie Longo-Ciprelli    | Jocelyne Messori-Hugi     |
| 1997  | Montlhéry                 | Sylvie Riedle                | Emmanuelle Farcy          | Catherine Marsal          |
| 1998  | Charade                   | Jeannie Longo-Ciprelli (14)  | Séverine Desbouys         | Fany Lecourtois           |
| 1999  | Charade                   | Jeannie Longo-Ciprelli (15)  | Géraldine Jehl-Loewenguth | Séverine Desbouys         |
| 2000  | Le Poiré-sur-Vie          | Jeannie Longo-Ciprelli (16)  | Catherine Marsal          | Magali Le Floc'h          |
| 2001  | Argenton-sur-Creuse       | Jeannie Longo-Ciprelli (17)  | Sonia Huguet              | Catherine Marsal          |
| 2002  | Briançon                  | Magali Le Floc'h             | Edwige Pitel              | Béatrice Thomas           |
| 2003  | Plumelec                  | Sonia Huguet                 | Maryline Salvetat         | Delphine Guille           |
| 2004  | Pont-du-Fossé             | Jeannie Longo-Ciprelli (18)  | Élisabeth Chevanne-Brunel | Sandrine Marcuz-Moreau    |
| 2005  | Boulogne-sur-Mer          | Magali Le Floc'h (2)         | Sandrine Marcuz-Moreau    | Karine Gautard            |
| 2006  | Chantonnay                | Jeannie Longo-Ciprelli (19)  | Béatrice Thomas           | Élodie Touffet            |
| 2007  | Aurillac                  | Edwige Pitel                 | Jeannie Longo-Ciprelli    | Marina Jaunatre           |
| 2008  | Semur-en-Auxois           | Jeannie Longo (20)           | Christel Ferrier-Bruneau  | Edwige Pitel              |
| 2009  | Saint-Brieuc              | Christel Ferrier-Bruneau     | Marina Jaunatre           | Jeannie Longo             |
| 2010  | Chantonnay                | Mélodie Lesueur              | Amélie Rivat              | Jeannie Longo             |
| 2011  | Boulogne-sur-Mer          | Christel Ferrier-Bruneau (2) | Jeannie Longo             | Magdalena de Saint-Jean   |
| 2012  | Saint-Amand-les-Eaux      | Marion Rousse                | Julie Krasniak            | Fanny Riberot             |
| 2013  | Pays des Abers            | Élise Delzenne               | Amélie Rivat              | Aude Biannic              |
| 2014  | Futuroscope               | Pauline Ferrand-Prévot       | Mélodie Lesueur           | Fanny Riberot             |
| 2015  | Chantonnay                | Pauline Ferrand-Prévot (2)   | Audrey Cordon-Ragot       | Amélie Rivat              |
| 2016  | Vesoul                    | Edwige Pitel (2)             | Marjolaine Bazin          | Audrey Cordon-Ragot       |
| 2017  | Saint Omer                | Charlotte Bravard            | Amélie Rivat              | Marjolaine Bazin          |
| 2018  | Mantes-la-Jolie           | Aude Biannic                 | Gladys Verhulst           | Annabelle Dreville        |
| 2019  | La Haie-Fouassière        | Jade Wiel                    | Victorie Guilman          | Aude Biannic              |
| 2020  | Grand-Champ               | Audrey Cordon-Ragot          | Gladys Verhulst           | Clara Copponi             |
| 2021  | Épinal                    | Évita Muzic                  | Audrey Cordon-Ragot       | Gladys Verhulst           |
| 2022  | Cholet                    | Audrey Cordon-Ragot (2)      | Gladys Verhulst           | Noémie Abgrall            |
| 2023  | Cassel                    | Victoire Berteau             | Marie Le Net              | Jade Wiel                 |
| 2024  | Saint-Martin-de-Landelles | Juliette Labous              | Gladys Verhulst           | Jade Wiel                 |
| 2025  | Les Herbiers              | Marie Le Net                 | Léa Curinier              | Julie Bego                |
| 2026  | La Tour-du-Pin            |                              |                           |                           |
| 2027  | Altkirch                  |                              |                           |                           |

Multi-titrés
| Titres | Coureurses |
| ------ | --- |
| 20     | Jeannie Longo-Ciprelli |
| 9      | Lily Herse |
| 7      | Geneviève Gambillon |
| 2      | Marion Clignet, Pauline Ferrand-Prévot, Christel Ferrier-Bruneau, Magali Le Floc'h, Jeannine Lemaire, Catherine Marsal, Edwige Pitel, Audrey Cordon-Ragot |

#### Contre-la-montre
| Année | Lieu                      | Championne                 | Deuxième                   | Troisième                 |
| ----- | ------------------------- | -------------------------- | -------------------------- | ------------------------- |
| 1995  | Les Herbiers              | Jeannie Longo-Ciprelli     | Catherine Marsal           | Cécile Odin               |
| 1996  | Malbuisson                | Marion Clignet             | Fany Lecourtois            | Chrystèle Richard         |
| 1997  | Saint-Amand-Montrond      | Catherine Marsal           | Emmanuelle Farcy           | Laurence Leboucher        |
| 1998  | Malbuisson                | Albine Caillié             | Laurence Leboucher         | Pierrine Raimboeuf        |
| 1999  | Charade                   | Jeannie Longo-Ciprelli (2) | Catherine Marsal           | Géraldine Jehl-Loewenguth |
| 2000  | Le Poiré-sur-Vie          | Jeannie Longo-Ciprelli (3) | Albine Caillié             | Marion Clignet            |
| 2001  | Argenton-sur-Creuse       | Jeannie Longo-Ciprelli (4) | Albine Caillié             | Juliette Vandekerckhove   |
| 2002  | Briançon                  | Jeannie Longo-Ciprelli (5) | Laurence Leboucher         | Edwige Pitel              |
| 2003  | Plumelec                  | Jeannie Longo-Ciprelli (6) | Edwige Pitel               | Sonia Huguet              |
| 2004  | Pont-du-Fossé             | Edwige Pitel               | Jeannie Longo-Ciprelli     | Sonia Huguet              |
| 2005  | Boulogne-sur-Mer          | Edwige Pitel (2)           | Jeannie Longo-Ciprelli     | Marina Jaunatre           |
| 2006  | Chantonnay                | Jeannie Longo-Ciprelli (7) | Edwige Pitel               | Maryline Salvetat         |
| 2007  | Aurillac                  | Maryline Salvetat          | Jeannie Longo-Ciprelli     | Edwige Pitel              |
| 2008  | Semur-en-Auxois           | Jeannie Longo (8)          | Maryline Salvetat          | Edwige Pitel              |
| 2009  | Saint-Brieuc              | Jeannie Longo (9)          | Edwige Pitel               | Marina Jaunatre           |
| 2010  | Chantonnay                | Jeannie Longo (10)         | Edwige Pitel               | Christel Ferrier-Bruneau  |
| 2011  | Boulogne-sur-Mer          | Jeannie Longo (11)         | Christelle Ferrier-Bruneau | Audrey Cordon             |
| 2012  | Saint-Amand-les-Eaux      | Pauline Ferrand-Prévot     | Audrey Cordon              | Edwige Pitel              |
| 2013  | Pays des Abers            | Pauline Ferrand-Prévot (2) | Audrey Cordon              | Mélodie Lesueur           |
| 2014  | Futuroscope               | Pauline Ferrand-Prévot (3) | Audrey Cordon              | Aude Biannic              |
| 2015  | Chantonnay                | Audrey Cordon-Ragot        | Aude Biannic               | Pauline Ferrand-Prévot    |
| 2016  | Vesoul                    | Audrey Cordon-Ragot (2)    | Edwige Pitel               | Élise Delzenne            |
| 2017  | Saint-Omer                | Audrey Cordon-Ragot (3)    | Séverine Eraud             | Aude Biannic              |
| 2018  | Mantes-la-Jolie           | Audrey Cordon-Ragot (4)    | Juliette Labous            | Séverine Eraud            |
| 2019  | La Haie-Fouassière        | Séverine Eraud             | Audrey Cordon-Ragot        | Coralie Demay             |
| 2020  | Grand-Champ               | Juliette Labous            | Audrey Cordon-Ragot        | Aude Biannic              |
| 2021  | Épinal                    | Audrey Cordon-Ragot (5)    | Juliette Labous            | Cédrine Kerbaol           |
| 2022  | Cholet                    | Audrey Cordon-Ragot (6)    | Juliette Labous            | Cédrine Kerbaol           |
| 2023  | Cassel                    | Cédrine Kerbaol            | Audrey Cordon-Ragot        | Coralie Demay             |
| 2024  | Saint-Martin-de-Landelles | Audrey Cordon-Ragot (7)    | Cédrine Kerbaol            | Marion Borras             |
| 2025  | Les Herbiers              | Cédrine Kerbaol (2)        | Juliette Labous            | Marion Borras             |
| 2026  | La Tour-du-Pin            |                            |                            |                           |
| 2027  | Altkirch                  |                            |                            |                           |

Multi-titrés
| Titres | Coureurses                    |
| ------ | ----------------------------- |
| 11     | Jeannie Longo-Ciprelli        |
| 7      | Audrey Cordon-Ragot           |
| 3      | Pauline Ferrand-Prévot        |
| 2      | Edwige Pitel, Cédrine Kerbaol |

### Amateurs Hommes
La catégorie amateurs existe depuis 1899 et sa première édition a été disputée à Montgeron dans l'Essonne (Île-de-France).

#### Course en ligne
| Année | Lieu                      | Champion               | Deuxième               | Troisième                |
| ----- | ------------------------- | ---------------------- | ---------------------- | ------------------------ |
| 1899  | Montgeron                 | Ernest Simon           | Amédée Labarbe         | Albert Luchtmeyer        |
| 1900  | Saint-Germain-en-Laye     | Gabriel Petit          | Georges Lorgeou        | J. Brochard              |
| 1901  | Montgeron                 | Joseph Berthet         | August Lapré           | Marcel Cadolle           |
| 1902  | Orléans                   | Eugène Bernaud         | Eugène Forestier       | Paul Armbruster          |
| 1903  | Versailles                | Marcel Cadolle         | René Pottier           | Albert Gazel             |
| 1904  | Lyon                      | Albert Gazel           | Marcel Lécuyer         | Auguste Garnier          |
| 1905  | Versailles                | Fernand Vast           | Maurice Léturgie       | Georges Perrette         |
| 1906  | Marseille                 | Philippe Leroux        | Ribera                 | É. Bettini               |
| 1907  | Nancy                     | Octave Lapize          | Émile Wirtz            | Maurice Brocco           |
| 1908  | Amiens                    | Paul Mazan             | Émile Engel            | Émile Wirtz              |
| 1909  | Reims                     | Georges Perrette       | Émile Wirtz            | Paul Hostein             |
| 1910  | Lyon                      | Victor Philippe        | José Pelletier         | Louis Luquet             |
| 1911  | Saint-Germain-en-Laye     | Georges Lutz           | Georges Perrette       | Honoré Barthélemy        |
| 1912  | Saint-Germain-en-Laye     | Arsène Alancourt       | François Passerieu     | Raymond Bailly           |
| 1913  | Lyon                      | Eugène Bezaud          | Arsène Alancourt       | Charles Antonin          |
| 1914  | Lyon                      | Jean Guieu             | Édouard Boisnard       | Arsène Alancourt         |
| 1920  | Versailles                | Robert Reboul          | Jean Hillarion         | Achille Souchard         |
| 1921  | Versailles                | Robert Grassin         | Arsène Alancourt       | Auguste Sabatier         |
| 1922  | Ormesson                  | Achille Souchard       | Gabriel Rérolle        | Pierre Beffarat          |
| 1923  | Bordeaux                  | Achille Souchard       | Robert Roussel         | André Leducq             |
| 1924  | Bordeaux                  | René Hamel             | Armand Blanchonnet     | Georges Wambst           |
| 1925  | Versailles                | André Leducq           | René Brossy            | Jean Labordes            |
| 1926  | Lyon                      | André Raynaud          | Octave Dayen           | François Urago           |
| 1927  | Reims                     | André Aumerle          | René Brossy            | Octave Dayen             |
| 1928  | Lyon                      | Jean Maréchal          | Henri Mouillefarine    | Octave Dayen             |
| 1929  | Melun                     | René Brossy            | Corentin Cornet        | René Le Grevès           |
| 1930  | Nice                      | Henri Bergerioux       | René Le Grevès         | Jean Noret               |
| 1931  | Montlhéry                 | Yves Le Goff           | Robert Godard          | Maurice Brun             |
| 1932  | Bruay-les-Mines           | Philippe Bono          | Étienne Parizet        | Georges Vey              |
| 1933  | Vichy                     | André Deforge          | Robert Godard          | Georges Vey              |
| 1934  | Bordeaux                  | Paul Maye              | Robert Renoncé         | Paul Laroulandie         |
| 1935  | Annecy                    | Robert Godard          | Robert Charpentier     | Paul Couderc             |
| 1936  | Le Havre                  | Raymond Lemarié        | Edmond Cazenabe        | Georges Mery             |
| 1937  | Les Sables d'Olonne       | Serge Svoboda          | René Lafosse           | Antoine Pellet           |
| 1938  | Nice                      | Albert Fabre           | Jean Gecelle           | Robert Panier            |
| 1939  | Montceau-les-Mines        | Claude Govaert         | Marcel Vandevelde      | Robert Dorgebray         |
| 1941  | Alès                      | Gino Proietti          | Raymond Guegan         |                          |
| 1942  | Lyon                      | Paul Neri              | Louis Turmel           | René Cador               |
| 1943  | Montauban                 | Michel Rabut           | Alphonse De Vreese     | Roger Piel               |
| 1945  | Maisons-Alfort            | Jean Guéguen           | René Lafosse           | José Beyaert             |
| 1946  | Paris                     | Louison Bobet          | Gustave Imbert         | Raymond Laborderie       |
| 1947  | Besançon                  | Jean Bidart            | Robert Desbats         | François Person          |
| 1948  | La Roche-sur-Yon          | Jean Erussard          | Victor Fraccaro        | Pierre Proust            |
| 1949  | Reims                     | Robert Varnajo         | Roger Huraux           | Roger Bisetti            |
| 1950  | Toulouse                  | Charles Ausset         | Georges Decaux         | Armand Lelli             |
| 1951  | Cherbourg                 | Jean Dacquay           | Gaston Hyardet         | Roger Huet               |
| 1952  | Carcassonne               | Jacques Anquetil       | Claude Rouer           | Jacques Galland          |
| 1953  | Le Havre                  | Raymond Hoorelbeke     | Gilbert Saulière       | Christian Fanuel         |
| 1954  | Rouen                     | Roger Bourgeois        | Michel Vermeulin       | Roger Darrigade          |
| 1955  | Montlhéry                 | Roger Darrigade        | Maurice Moucheraud     | Marcel Leprévost         |
| 1956  | Monaco                    | Jean Graczyk           | Arnaud Geyre           | André Le Dissez          |
| 1957  | Strasbourg                | Joseph Boudon          | Bernard Viot           | Georges Dequesne         |
| 1958  | Nancy                     | Augustin Corteggiani   | Robert Sciardis        | Joseph Boudon            |
| 1959  | Morlaix                   | Claude Sauvage         | Jean-Claude Lebaube    | Joseph Boudon            |
| 1960  | Annemasse                 | Roland Lacombe         | Joseph Boudon          | Lucien Aimar             |
| 1961  | Pau                       | Jacques Gestraud       | Jean Arzé              | Henri Belena             |
| 1962  | Saint-Hilaire du Harcouët | Francis Bazire         | Michel Béchet          | Jacques Hurel            |
| 1963  | Sancerre                  | Jean Dumont            | Francis Bazire         | Lucien Aimar             |
| 1964  | Coutances                 | Christian Raymond      | Paul Lemeteyer         | Jean Dumont              |
| 1965  | Bully-les-Mines           | Claude Guyot           | André Desvages         | Jacques Botherel         |
| 1966  | Le Havre                  | Roger Lancien          | Jean-Claude Maroilleau | Jean-Claude Lainé        |
| 1967  | Xertigny                  | Jean-Pierre Boulard    | Henri Heintz           | Francis Ducreux          |
| 1968  | Port-de-Bouc              | Stéphane Abrahamian    | Pierre Gautier         | Jean-Pierre Danguillaume |
| 1969  | Rouen-Les Essarts         | Daniel Ducreux         | Ladislas Zakreta       | Jean-Pierre Danguillaume |
| 1970  | Plumelec                  | Jean Thomazeau         | Raymond Martin         | Jacky Chan-Tsin          |
| 1971  | Jeumont                   | Richard Podesta        | Marcel Duchemin        | Claude Aigueparses       |
| 1972  | Vitteaux                  | Raymond Martin         | Jean-Claude Meunier    | Régis Ovion              |
| 1973  | Dax                       | Hervé Florio           | Francis Duteil         | Alain Cigana             |
| 1974  | Montpinchon               | Rachel Dard (en)       | Jean Chassang          | Christian Seznec         |
| 1975  | Callac                    | Jacques Stablinski     | Bernard Osmont         | Sylvain Blandon          |
| 1976  | Éguzon-Chantôme           | Francis Duteil         | Jean-René Bernaudeau   | Christian Jourdan        |
| 1977  | Pomport                   | Patrick Friou          | Jean-René Bernaudeau   | Philippe Bodier          |
| 1978  | Escoussens                | Gérard Dessertenne     | Christian Jourdan      | Gérard Macé              |
| 1979  | Neufchâtel-en-Saosnois    | Francis Duteil (2)     | Michel Larpe           | Jean-François Rodriguez  |
| 1980  | Villié-Morgon             | Christian Fauré        | Dominique Celle        | Régis Clère              |
| 1981  | Charleville-Mézières      | Philippe Dalibard      | Étienne Néant          | Marc Gomez               |
| 1982  | Bressuire                 | Laurent Biondi         | René Bajan             | Denis Roux               |
| 1983  | Wintzenheim               | Jean-François Bernard  | Denis Roux             | Michel Jean              |
| 1984  | Berck-sur-Mer             | Daniel Amardeilh       | François Lemarchand    | Pascal Dubois            |
| 1985  | Plouaret                  | Daniel Amardeilh (2)   | Yves Bonnamour         | Loïc Le Flohic           |
| 1986  | Châteaulin                | Claude Carlin          | Gérard Rué             | Gilles Sanders           |
| 1987  | Lugny                     | Gérard Guazzini        | Patrick Vallet         | Thierry Laurent          |
| 1988  | Saint-Etienne             | Serge Bodin            | Laurent Madouas        |                          |
| 1989  | Montluçon                 | Nicolas Dubois         | Stéphane Dief          | Marcel Kaikinger         |
| 1990  | Saint-Saulge              | Franck Morelle         | Patrick Bruet          | Régis Simon              |
| 1991  | Saint-Saulge              | Thomas Davy            | Éric Fouix             | Stéphane Galbois         |
| 1992  | Avize                     | Pascal Hervé           | Jean-Pierre Bourgeot   | Christophe Faudot        |
| 1993  | Châtellerault             | Jimmy Delbove          | Jean-Paul Garde        | Pascal Peyramaure        |
| 1994  | Fontenay-le-Comte         | Sébastien Medan        | Jean-Jacques Henry     | Damien Nazon             |
| 1995  | La Cluse-et-Mijoux        | Christophe Thébault    | Christophe Agnolutto   | Franck Tognini           |
| 1996  | Castres                   | Frank Hérembourg       | Sébastien Laroche      | Éric Pascal              |
| 1997  | Montlhéry                 | Laurent Planchaud      | Stéphane Foucher       | Brice Bouniot            |
| 1998  | Charade                   | Thierry Loder          | Michel Lallouët        | Stéphane Rifflet         |
| 1999  | Charade                   | Ludovic Turpin         | Cédric Célarier        | Freddy Ravaleu           |
| 2000  | Le Poiré-sur-Vie          | Romain Mary            | Lénaïc Olivier         | Samuel Bonnet            |
| 2001  | Argenton-sur-Creuse       | Nicolas André          | Guillaume Lejeune      | Sylvain Lavergne         |
| 2002  | Briançon                  | Frédéric Delalande     |                        |                          |
| 2003  | Plumelec                  | Alexandre Grux         | Noan Lelarge           | Matthieu Sprick          |
| 2004  | Pont-du-Fossé             | Christophe Riblon      | Denis Robin            | Noan Lelarge             |
| 2005  | Boulogne-sur-Mer          | Rémi Pauriol           | Arnaud Lesvenan        | Médéric Clain            |
| 2006  | Chantonnay                | Dimitri Champion       | Arnaud Lesvenan        | Nicolas Rousseau         |
| 2007  | Aurillac                  | Loïc Herbreteau        | Jean-Charles Sénac     | Nicolas Reynaud          |
| 2008  | Semur-en-Auxois           | Jean-Christophe Péraud | Guillaume Bonnafond    | Blel Kadri               |
| 2009  | Saint-Brieuc              | Samuel Plouhinec       | Arthur Vichot          | Frédéric Finot           |
| 2010  | Chantonnay                | Anthony Colin          | Julien Guay            | Étienne Tortelier        |
| 2011  | Boulogne-sur-Mer          | Freddy Bichot          | Samuel Plouhinec       | Mathieu Converset        |
| 2012  | Saint-Amand-les-Eaux      | Jimmy Raibaud          | Cyrille Patoux         | Olivier Le Gac           |
| 2013  | Lannilis                  | Cédric Delaplace       | Clément Saint-Martin   | Yann Guyot               |
| 2014  | Futuroscope               | Yann Guyot             | Jérôme Mainard         | Anthony Turgis           |
| 2015  | Chantonnay                | Clément Mary           | Florent Pereira        | Nans Peters              |
| 2016  | Vesoul                    | Valentin Madouas       | Benoît Cosnefroy       | David Gaudu              |
| 2017  | Saint-Omer                | Flavien Maurelet       | Bruno Armirail         | Alexis Guérin            |
| 2018  | Mantes-la-Jolie           | Geoffrey Bouchard      | Flavien Dassonville    | Axel Flet                |
| 2019  | La Haie-Fouassière        | Alexis Renard          | Maxime Urruty          | Eddy Finé                |
| 2020  | Grand-Champ               | Jason Tesson           | Émilien Jeannière      | Clément Jolibert         |
| 2021  | Épinal                    | Axel Mariault          | Louis Richard          | Paul Lapeira             |
| 2022  | Cholet                    | Mattéo Vercher         | Mickaël Guichard       | Maximilien Juillard      |
| 2023  | Cassel                    | Killian Verschuren     | Baptiste Huyet         | Clément Carisey          |
| 2024  | Saint-Martin-de-Landelles | Titouan Margueritat    | Baptiste Poulard       | Joris Chaussinand        |
| 2025  | Les Herbiers              | Théo Lévêque           | Léandre Huck           | Mathéo Barusseau         |
| 2026  | La Tour-du-Pin            |                        |                        |                          |
| 2027  | Altkirch                  |                        |                        |                          |

Multi-titrés
| Titres | Coureurs                         |
| ------ | -------------------------------- |
| 2      | Daniel Amardeilh, Francis Duteil |

#### Contre-la-montre
| Année | Lieu                      | Champion                    | Deuxième           | Troisième                |
| ----- | ------------------------- | --------------------------- | ------------------ | ------------------------ |
| 2014  | Futuroscope               | Romain Bacon                | Julien Morice      | Julien Loubet            |
| 2015  | Chantonnay                | Thomas Rostollan            | Anthony Perez      | Romain Bacon             |
| 2016  | Vesoul                    | Yoann Paillot               | Jérémy Cabot       | Romain Bacon             |
| 2017  | Saint Omer                | Yoann Paillot (2)           | Bruno Armirail     | Louis Pijourlet          |
| 2018  | Mantes-la-Jolie           | Alexys Brunel               | Romain Bacon       | Sébastien Fournet-Fayard |
| 2019  | La Haie-Fouassière        | Romain Bacon                | Simon Verger       | Baptiste Bleier          |
| 2020  | Grand-Champ               | Émilien Viennet             | Clément Carisey    | Julien Souton            |
| 2021  | Épinal                    | Kévin Vauquelin             | Thomas Delphis     | Corentin Ermenault       |
| 2022  | Cholet                    | Antoine Devanne             | Corentin Ermenault | Pierre Thierry           |
| 2023  | Cassel                    | Mathias Ribeiro Da Cruz     | Baptiste Gillet    | Yoann Paillot            |
| 2024  | Saint-Martin-de-Landelles | Mathias Ribeiro Da Cruz (2) | Corentin Ermenault | Oscar Nilsson-Julien     |
| 2025  | Les Herbiers              | Mathias Ribeiro Da Cruz (3) | Artus Jaladeau     | Alan Villemin            |
| 2026  | La Tour-du-Pin            |                             |                    |                          |
| 2027  | Altkirch                  |                             |                    |                          |

Multi-titrés
| Titres | Coureurs                |
| ------ | ----------------------- |
| 3      | Mathias Ribeiro Da Cruz |
| 2      | Yoann Paillot           |

### Amateurs Femmes
La catégorie Élite Femmes Amateur apparait pour la première fois en 2024 et l'épreuve a lieu dans le même temps que l'épreuve Élite Femmes Professionnel. Dès 2025, la catégorie a sa propre épreuve en ligne disputée le vendredi matin.

#### Course en ligne
| Année | Lieu                      | Championne     | Deuxième          | Troisième    |
| ----- | ------------------------- | -------------- | ----------------- | ------------ |
| 2024  | Saint-Martin-de-Landelles | Sarah Pope     | Clémence Latimier | Justine Gegu |
| 2025  | Les Herbiers              | Noémie Abgrall | Émilie Morier     | Justine Gegu |
| 2026  | La Tour-du-Pin            |                |                   |              |
| 2027  | Altkirch                  |                |                   |              |

#### Contre-la-montre
| Année | Lieu                      | Championne        | Deuxième         | Troisième        |
| ----- | ------------------------- | ----------------- | ---------------- | ---------------- |
| 2024  | Saint-Martin-de-Landelles | Balladyne Tritsch | Marine Maugé     | Charlotte Allard |
| 2025  | Les Herbiers              | Solène Muller     | Charlotte Allard | Noémie Abgrall   |
| 2026  | La Tour-du-Pin            |                   |                  |                  |
| 2027  | Altkirch                  |                   |                  |                  |

## Palmarès Avenir

### Espoirs Hommes (U23)

#### Course en ligne
| Année | Lieu                      | Champion            | Deuxième            | Troisième          |
| ----- | ------------------------- | ------------------- | ------------------- | ------------------ |
| 1994  | Marmande                  | Cyril Saugrain      | Anthony Morin       | Yvan Martin        |
| 1995  | Apremont                  | Brice Bouniot       | Carlos Da Cruz      | Nicolas Perthuis   |
| 1996  | Apremont                  | Samuel Plouhinec    | Frédéric Finot      | Stéphane Auroux    |
| 1997  | Ussel                     | Stéphane Bergès     | Alexandre Grux      | Denis Salmon       |
| 1998  | Montpinchon               | Stéphane Cougé      | Florent Brard       | Ludovic Martin     |
| 1999  | Bollène                   | Freddy Ravaleu      | Christophe Laurent  | Nicolas Dieudonné  |
| 2000  | Vertou                    | Nicolas Boulenger   | Franck Havidic      | Anthony Charteau   |
| 2001  | Marmande                  | Niels Brouzes       | Jérôme Pineau       | Samuel Rouyer      |
| 2002  | Ussel                     | Yann Pollet         | Christophe Kern     | Éric Berthou       |
| 2003  | Cusset                    | Kilian Patour       | Matthieu Sprick     | Lloyd Mondory      |
| 2004  | Brignoles                 | Julien Loubet       | Benoît Sinner       | Yann Huguet        |
| 2005  | Pont-du-Fossé             | Aurélien Passeron   | Stéphane Poulhiès   | Benoît Sinner      |
| 2006  | Ussel                     | Florian Morizot     | Guillaume Le Floch  | Blaise Sonnery     |
| 2007  | Mussidan                  | Jérôme Coppel       | Guillaume Levarlet  | Blel Kadri         |
| 2008  | Cusset                    | Arnaud Courteille   | Arthur Vichot       | Romain Hardy       |
| 2009  | Vendôme                   | Alexandre Lemair    | Geoffrey Soupe      | Anthony Delaplace  |
| 2010  | Brécey                    | Geoffrey Soupe      | Thomas Damuseau     | Adrien Petit       |
| 2011  | Ussel                     | Damien Le Fustec    | Arnaud Démare       | Rudy Molard        |
| 2012  | La Chapelle-Caro          | Quentin Bernier     | Alexis Gougeard     | Maxime Renault     |
| 2013  | Albi                      | Flavien Dassonville | Jules Pijourlet     | Guillaume Thévenot |
| 2014  | Saint-Omer                | Jérémy Leveau       | David Cherbonnet    | Guillaume Thévenot |
| 2015  | Les Pieux                 | Hugo Hofstetter     | Franck Bonnamour    | Paul Sauvage       |
| 2016  | Civaux                    | Paul Ourselin       | Benoît Cosnefroy    | Corentin Ermenault |
| 2017  | Saint-Amand-Montrond      | Victor Lafay        | Benoît Cosnefroy    | Damien Touzé       |
| 2018  | Plougastel-Daoulas        | Cyril Barthe        | Alexys Brunel       | Maxime Jarnet      |
| 2019  | Beauvais                  | Théo Delacroix      | Anthony Jullien     | Matis Louvel       |
| 2020  | Gray                      | Axel Zingle         | Florian Dauphin     | Matis Louvel       |
| 2021  | Lorrez-le-Bocage-Préaux   | Valentin Retailleau | Mathis Le Berre     | Antoine Devanne    |
| 2022  | Saint-Martin-de-Landelles | Nicolas Breuillard  | Théo Degache        | Romain Grégoire    |
| 2023  | Plédran                   | Alexy Faure-Prost   | Maximilien Juillard | Axel Huens         |
| 2024  | Altkirch                  | Noa Isidore         | Brieuc Rolland      | Louis Rouland      |
| 2025  | La Tour-du-Pin            | Ugo Fabries         | Adrien Boichis      | Antoine L'Hote     |

Multi-titrés
Aucun

#### Contre-la-montre
| Année | Lieu                      | Champion             | Deuxième            | Troisième          |
| ----- | ------------------------- | -------------------- | ------------------- | ------------------ |
| 1995  | Les Herbiers              | Christophe Bassons   | Sébastien Noël      | Anthony Langella   |
| 1996  | Malbuisson                | Cyril Dessel         | Anthony Langella    | Jérôme Bonnace     |
| 1997  | Malbuisson                | Florent Brard        | Stéphane Delimauges | Stéphane Bergès    |
| 1998  | Montpinchon               | Florent Brard (2)    | Frédéric Finot      | Fabrice Salanson   |
| 1999  | Charade                   | Sandy Casar          | Nicolas Fritsch     | Sylvain Chavanel   |
| 2000  | Le Poiré-sur-Vie          | Yan Tournier         | Christophe Edaleine | Eddy Lamoureux     |
| 2001  | Marmande                  | Christophe Kern      | Yohann Charpenteau  | Benoît Vaugrenard  |
| 2002  | Ussel                     | Damien Monier        | Christophe Kern     | Christophe Riblon  |
| 2003  | Cusset                    | Julien Mazet         | Jonathan Ferrand    | Damien Monier      |
| 2004  | Brignoles                 | Florian Morizot      | Dimitri Champion    | Kilian Patour      |
| 2005  | Pont-du-Fossé             | Dimitri Champion     | Jérôme Coppel       | Florian Morizot    |
| 2006  | Ussel                     | Jérôme Coppel        | Florian Morizot     | Sylvain Georges    |
| 2007  | Mussidan                  | Jérôme Coppel (2)    | Tony Gallopin       | Anthony Roux       |
| 2008  | Cusset                    | Tony Gallopin        | Nicolas Boisson     | Cyril Bessy        |
| 2009  | Vendôme                   | Romain Lemarchand    | Nicolas Bonnet      | Geoffrey Soupe     |
| 2010  | Brécey                    | Nicolas Bonnet       | Johan Le Bon        | Matthieu Boulo     |
| 2011  | Ussel                     | Johan Le Bon         | Yoann Paillot       | Rudy Molard        |
| 2012  | La Chapelle-Caro          | Johan Le Bon (2)     | Alexis Guérin       | Kévin Labèque      |
| 2013  | Albi                      | Yoann Paillot        | Bruno Armirail      | Alexis Gougeard    |
| 2014  | Saint-Omer                | Bruno Armirail       | Rémi Cavagna        | Nans Peters        |
| 2015  | Les Pieux                 | Rémi Cavagna         | Marc Fournier       | Nans Peters        |
| 2016  | Civaux                    | Rémi Cavagna (2)     | Corentin Ermenault  | Thibault Guernalec |
| 2017  | Saint-Amand-Montrond      | Alexys Brunel        | Thibault Guernalec  | Corentin Ermenault |
| 2018  | Plougastel-Daoulas        | Alexys Brunel (2)    | Jérémy Defaye       | Thibault Guernalec |
| 2019  | Beauvais                  | Thibault Guernalec   | Thomas Denis        | Thomas Delphis     |
| 2020  | Gray                      | Thomas Delphis       | Quentin Bezza       | Kévin Vauquelin    |
| 2021  | Lorrez-le-Bocage-Préaux   | Kévin Vauquelin      | Enzo Paleni         | Thomas Delphis     |
| 2022  | Saint-Martin-de-Landelles | Eddy Le Huitouze     | Romain Grégoire     | Pierre Thierry     |
| 2023  | Plédran                   | Eddy Le Huitouze (2) | Baptiste Gillet     | Pierre Thierry     |
| 2024  | Altkirch                  | Maxime Decomble      | Maximilian Cushway  | Erwan Basnier      |
| 2025  | La Tour-du-Pin            | Arthur Blaise        | Maxime Decomble     | Louis Chaleil      |

Multi-titrés
- 2 : Florent Brard, Jérôme Coppel, Johan Le Bon, Rémi Cavagna, Alexys Brunel, Eddy Le Huitouze

### Espoirs Femmes (U23)
Les épreuves sont organisées en même temps que les épreuves élites jusqu'en 2018 inclus puis séparément dans les championnats de l'Avenir dès 2019.

#### Course en ligne
| Année | Lieu                      | Championne              | Deuxième                | Troisième               |
| ----- | ------------------------- | ----------------------- | ----------------------- | ----------------------- |
| 2000  | Le Poiré-sur-Vie          | Sophie Creux            | Sandrine Marcuz         | Virginie Moinard        |
| 2001  | Argenton-sur-Creuse       | Juliette Vandekerckhove | Sophie Creux            | Virginie Moinard        |
| 2002  | Briançon                  | Béatrice Thomas         | Sophie Creux            | Virginie Moinard        |
| 2003  | Plumelec                  | Delphine Guille         | Juliette Vandekerckhove | Sophie Creux            |
| 2004  | Pont-du-Fossé             | Marina Jaunâtre         | Magali Mocquery         | Fanny Riberot           |
| 2005  | Boulogne-sur-Mer          | Karine Gautard          | Fanny Riberot           | Nathalie Jeuland        |
| 2006  | Chantonnay                | Pascale Jeuland         | Karine Gautard          | Eugénie Mermillod       |
| 2007  | Aurillac                  | Julie Krasniak          | Nathalie Jeuland        | Mélanie Bravard         |
| 2008  | Semur-en-Auxois           | Julie Krasniak (2)      | Émilie Blanquefort      | Amélie Rivat            |
| 2009  | Saint-Brieuc              | Julie Krasniak (3)      | Mélodie Lesueur         | Audrey Cordon           |
| 2010  | Chantonnay                | Mélodie Lesueur         | Amélie Rivat            | Audrey Cordon           |
| 2011  | Boulogne-sur-Mer          | Audrey Cordon           | Amélie Rivat            | Pauline Ferrand-Prévot  |
| 2012  | Saint-Amand-les-Eaux      | Marion Rousse           | Marion Azam             | Steffi Jamoneau         |
| 2013  | Pays des Abers            | Aude Biannic            | Pauline Ferrand-Prévot  | Marion Sicot            |
| 2014  | Futuroscope               | Pauline Ferrand-Prévot  | Coralie Demay           | Marine Strappazzon      |
| 2015  | Chantonnay                | Émilie Rochedy          | Séverine Eraud          | Soline Lamboley         |
| 2016  | Vesoul                    | Léna Gérault            | Victorie Guilman        | Séverine Eraud          |
| 2017  | Saint Omer                | Fanny Zambon            | Victorie Guilman        | Pauline Allin           |
| 2018  | Mantes-la-Jolie           | Gladys Verhulst         | Juliette Labous         | Lucie Jounier           |
| 2019  | Beauvais                  | Évita Muzic             | Gladys Verhulst         | Lucie Jounier           |
| 2020  | Gray                      | Laura Asencio           | Marie Le Net            | Victoire Berteau        |
| 2021  | Lorrez-le-Bocage-Préaux   | India Grangier          | Maëva Squiban           | Anaïs Morichon          |
| 2022  | Saint-Martin-de-Landelles | Amandine Fouquenet      | Dilyxine Miermont       | Line Burquier           |
| 2023  | Plédran                   | Océane Mahé             | Églantine Rayer         | Maëva Squiban           |
| 2024  | Altkirch                  | Lise Ménage             | Clémence Latimier       | Heidi Gaugain           |
| 2025  | La Tour-du-Pin            | Marion Bunel            | Célia Gery              | Églantine Rayer Girault |

Multi-titrés
- 3 : Julie Krasniak

#### Contre-la-montre
| Année | Lieu                      | Championne                 | Deuxième               | Troisième               |
| ----- | ------------------------- | -------------------------- | ---------------------- | ----------------------- |
| 2005  | Boulogne-sur-Mer          | Alna Burato                | Angelique Saldana      | Fanny Riberot           |
| 2006  | Chantonnay                | Karine Gautard             | Florence Girardet      | Alna Burato             |
| 2007  | Aurillac                  | Julie Krasniak             | Florence Girardet      | Emmanuelle Merlot       |
| 2008  | Semur-en-Auxois           | Julie Krasniak (2)         | Jennifer Fischer       | Emmanuelle Merlot       |
| 2009  | Saint-Brieuc              | Julie Krasniak (3)         | Mélodie Lesueur        | Caroline Mani           |
| 2010  | Chantonnay                | Aude Biannic               | Julie Krasniak         | Mélodie Lesueur         |
| 2011  | Boulogne-sur-Mer          | Audrey Cordon              | Pauline Ferrand-Prévot | Mélodie Lesueur         |
| 2012  | Saint-Amand-les-Eaux      | Pauline Ferrand-Prévot     | Aude Biannic           | Mélodie Lesueur         |
| 2013  | Pays des Abers            | Pauline Ferrand-Prévot (2) | Lucie Pader            | Aude Biannic            |
| 2014  | Futuroscope               | Pauline Ferrand-Prévot (3) | Lucie Pader            | Séverine Eraud          |
| 2015  | Chantonnay                | Annabelle Dreville         | Séverine Eraud         | Mathilde Favre          |
| 2016  | Vesoul                    | Séverine Eraud             | Annabelle Dreville     | Fanny Zambon            |
| 2017  | Saint-Omer                | Séverine Eraud (2)         | Juliette Labous        | Marion Borras           |
| 2018  | Mantes-la-Jolie           | Juliette Labous            | Fanny Zambon           | Maëlle Grossetête       |
| 2019  | Beauvais                  | Maëlle Grossetête          | Marion Borras          | Évita Muzic             |
| 2020  | Gray                      | Juliette Labous (2)        | Typhaine Laurance      | Marie Le Net            |
| 2021  | Lorrez-le-Bocage-Préaux   | Cédrine Kerbaol            | Marine Allione         | Maëva Squiban           |
| 2022  | Saint-Martin-de-Landelles | Célia Le Mouel             | Marine Allione         | Dilyxine Miermont       |
| 2023  | Plédran                   | Églantine Rayer            | Maëva Squiban          | Charlotte Allard        |
| 2024  | Altkirch                  | Océane Mahé                | Charlotte Allard       | Lise Ménage             |
| 2025  | La Tour-du-Pin            | Amandine Muller            | Solène Muller          | Églantine Rayer Girault |

Multi-titrés
- 3 : Julie Krasniak, Pauline Ferrand-Prévot
- 2 : Séverine Eraud, Juliette Labous

### Juniors Hommes (U19)
Le Premier pas Dunlop, course créée en 1923 et ouverte alors aux coureurs « débutants », c'est-à-dire « n'ayant jamais possédé de licences, n'ayant jamais couru de courses », est reconnue en 1952 par la Fédération française de cyclisme comme championnat de France sur route des débutants, puis comme championnat de France sur route des juniors en 1974. De 1982 à 1990, le titre est décerné à l'issue d'une course en ligne et d'un contre-la-montre. Il est réservé aux coureurs âgés de 17 et 18 ans.

#### Course en ligne
| Année | Lieu                        | Champion             | Deuxième            | Troisième              |
| ----- | --------------------------- | -------------------- | ------------------- | ---------------------- |
| 1952  | Montlhéry                   | Jacques Olivier      | Roger Napolitano    |                        |
| 1953  | Bordeaux                    | Jacques Sadot        | Damien Pomeon       | Robert Dugue           |
| 1954  | Strasbourg                  | Bernard Deconinck    | Hubert Ferrer       | Jacky Chantelouve      |
| 1955  | Rennes                      | Claude Cousseau      | Bernard Eychenne    | Marcel Cruz            |
| 1956  | Reims                       | Yves Laboulais       | Francis Bazire      | Christian Battiston    |
| 1957  | Nice                        | Christian Buiatti    | Alain Vera          | Henri Cubito           |
| 1958  | Rouen                       | Gilbert Bourban      | Michel Reymond      | Daniel Jacquelin       |
| 1959  | Nancy                       | Paul Lemeteyer       | Michel Brie         | Michel Ringeard        |
| 1960  | Saint-Etienne               | Henri Rabaute        | Michel Marie        | Neyt                   |
| 1961  | Toulouse                    | Pierre Trentin       | Daniel Fix          | Daniel Morelon         |
| 1962  | Dijon                       | Jacques Delarue      | Jean-Louis Gauthier | Jacques Guiot          |
| 1963  | Nantes                      | Michel Briant        | René Bachelard      | Élie Beaugrand         |
| 1964  | Grenoble                    | Jean-Pierre Livet    | Cyrille Guimard     | Claude Guyot           |
| 1965  | Montpellier                 | Mariano Martinez     | Jacques Remstein    | Patrick François       |
| 1966  | Montluçon                   | Xavier Salles        | Bernard Bringuier   | Michel Lory            |
| 1967  | Marseille                   | Jean-Luc Molinéris   | Jacky Portejoie     | Gérard Berthomet       |
| 1968  | Épernay                     | Bernard Thévenet     | Alain Germain       | Gérard Comby           |
| 1969  | Bordeaux                    | Guy Dolhats          | Jean-Marc Clisson   | Henri Jarrot           |
| 1970  | Vénissieux                  | Jacques Marget       | Jean-Michel Avril   | Jean-Luc Manchon       |
| 1971  | Albi                        | Jean-Marie Vasseur   | Dominique Sandon    | Jean-Luc Blanchardon   |
| 1972  | Arras                       | Bernard Hinault      | Didier Lebaud       | Gérard Naddéo          |
| 1973  | Quimper                     | Yves Chagny          | Jean-Claude Benoit  | Yves Daniel            |
| 1974  | Royan                       | Pascal Simon         | Frédéric Motte      | Christian Levavasseur  |
| 1975  | Kaysersberg                 | Pascal Knepper       | Pierre Sclavounos   | Philippe Gueydon       |
| 1976  | Épernay                     | Yves Rimbaud         | Philippe Dalibard   | Pascal Trimaille       |
| 1977  | Saint-Hilaire-Saint-Florent | Christian Merlot     | Michel Cornelise    | Pascal Guyot           |
| 1978  | Dax                         | Patrick Duhaut       | Philippe Chevallier | Bruno Guillou          |
| 1979  | Menetou-Salon               | Philippe Chevallier  | Jean-Luc Gilbert    | Philippe Lauraire      |
| 1980  | Carcassonne                 | Vincent Barteau      | Patrice Camus       | Charly Mottet          |
| 1981  | Saint-Hilaire-du-Harcouët   | Thierry Lerall       | Jean-Marc Manfrin   | Éric Boyer             |
| 1982  | Annemasse                   | Philippe Bouvatier   | Jean-Luc Braillon   | Thierry Haour          |
| 1983  | Auxerre                     | Jean Vallès          | Philippe Brenner    | Pascal Audoux          |
| 1984  | Marmande                    | William Pérard       | Fabian Pantaglou    | Yvon Le Fur            |
| 1985  | Plouaret                    | Philippe Peugnet     | Bruno Bonnet        | Vincent Lacressonnière |
| 1986  | Châteaulin                  | Armand de Las Cuevas | Christophe Faudot   | Jean-Luc Bertrand      |
| 1987  | Lugny                       | Jean-Cyril Robin     | Eddy Seigneur       | Philippe Ermenault     |
| 1988  | Saint-Etienne               | Cyril Sabatier       | Denis Marie         | Emmanuel Mallet        |
| 1989  | Montluçon                   | Frédéric Pere        | Ludovic Auger       | Jean-François Guérin   |
| 1990  | Crémieu                     | Frédéric Lasalle     | Philippe Gaumont    | Jean-Yves Mançais      |
| 1991  | Pacé                        | Samuel Pelcat        | Franck Trotel       | Mickael Pichon         |
| 1992  | Pont-du-Fossé               | Benoît Salmon        | Franck Bouyer       | Frédéric Mainguenaud   |
| 1993  | Wingersheim                 | Antoine Skvor        | Nicolas Boncourt    | Cyril Legrand          |
| 1994  | Marmande                    | Alexandre Grux       | Florent Brard       | Nicolas Charles        |
| 1995  | Apremont                    | Gaël Moreau          | Vincent Grenèche    | Robert Crepeau         |
| 1996  | Apremont                    | Loïc Lamouller       | Gaël Moreau         | Fabrice Parent         |
| 1997  | Ussel                       | Régis Lhuillier      | Eddy Lembo          | Cédric Gouxette        |
| 1998  | Montpinchon                 | Régis Lhuillier (2)  | Jean Zen            | Alexandre Naulleau     |
| 1999  | Bollène                     | Sébastien Morvan     | Olivier Cambet      | Serge Canouet          |
| 2000  | Vertou                      | Kilian Patour        | Kevin Enfer         | David Cancian          |
| 2001  | Marmande                    | Régis Franchequin    | Julien Belgy        | Mathieu Claude         |
| 2002  | Ussel                       | Arnaud Gérard        | Fabien Pasquier     | Kenny Lembo            |
| 2003  | Cusset                      | Mikaël Cherel        | Jonathan Hivert     | Nicolas Hartmann       |
| 2004  | Brignoles                   | Alexandre Binet      | Blel Kadri          | Aurélien Stelhy        |
| 2005  | Pont-du-Fossé               | Sébastien Ivars      | Yannick Valette     | Alexandre Lemair       |
| 2006  | Ussel                       | Étienne Pieret       | Aurélien Duval      | Sylvain Dechereux      |
| 2007  | Mussidan                    | Anthony Delaplace    | Maxime Cornic       | Étienne Fédrigo        |
| 2008  | Cusset                      | Kenny Elissonde      | Pierre Bonnet       | Grégoire Tarride       |
| 2009  | Vendôme                     | Warren Barguil       | Romain Guyot        | Aurélien Lapalus       |
| 2010  | Brécey                      | Mathieu Le Lavandier | Geoffrey Millour    | Anthony Mira           |
| 2011  | Ussel                       | Romain Faussurier    | Pierre Latour       | Valentin Dufour        |
| 2012  | La Chapelle-Caro            | Félix Pouilly        | Kévin Goulot        | Marc Fournier          |
| 2013  | Albi                        | Élie Gesbert         | Axel Journiaux      | Mathias Le Turnier     |
| 2014  | Saint-Omer                  | Rayane Bouhanni      | Léo Danès           | Arthur Didelot         |
| 2015  | Les Pieux                   | Théo Menant          | Alexys Brunel       | Romain Pommelet        |
| 2016  | Civaux                      | Théo Nonnez          | Tristan Montchamp   | Quentin Grolleau       |
| 2017  | Saint-Amand-Montrond        | Antoine Raugel       | Florian Fattier     | Antoine Burger         |
| 2018  | Plougastel-Daoulas          | Donavan Grondin      | Quentin Emorine     | Louis Barré            |
| 2019  | Beauvais                    | Kévin Vauquelin      | Thibault D'Hervez   | Guillaume Broudeur     |
| 2020  | Gray                        | Romain Grégoire      | Bastien Tronchon    | Antonin Souchon        |
| 2021  | Lorrez-le-Bocage-Préaux     | Romain Grégoire (2)  | Pierre Gautherat    | Lenny Martinez         |
| 2022  | Saint-Martin-de-Landelles   | Antoine L'Hote       | Matys Grisel        | Lenaïc Langella        |
| 2023  | Plédran                     | Noé Melot            | Hugo Tapiz          | Edwin Mercier          |
| 2024  | Altkirch                    | Camille Charret      | Rémi Daumas         | Paul Seixas            |
| 2025  | La Tour-du-Pin              | Théophile Vassal     | Alexandre Trouvain  | Lancelot Chevignon     |

Multi-titrés
- 2 : Régis Lhuillier, Romain Grégoire

#### Contre-la-montre
| Année | Lieu                      | Champion            | Deuxième                 | Troisième             |
| ----- | ------------------------- | ------------------- | ------------------------ | --------------------- |
| 1995  | Les Herbiers              | Jean-Patrick Nazon  | Nicolas Vogondy          | Frédéric Finot        |
| 1996  | Malbuisson                | Eddy Lamoureux      | Grégory Lapalud          | Stephane Celle        |
| 1997  | Malbuisson                | Anthony Geslin      | Éric Duteil              | Florent Chemain       |
| 1998  | Malbuisson                | Anthony Geslin (2)  | Thomas Bodo              | Guillaume Canet       |
| 1999  | Charade                   | Guillaume Canet     | Christophe Riblon        | William Bonnet        |
| 2000  | Le Poiré-sur-Vie          | William Bonnet      | Rémy Quignon             | Romain Genter         |
| 2001  | Marmande                  | Romain Genter       | Kévin Gouellain          | Fabien Sanchez        |
| 2002  | Ussel                     | Thierry Hupond      | Sébastien Coeffier       | Fabrice Jeandesboz    |
| 2003  | Cusset                    | Rémy Di Grégorio    | Julien Loubet            | Maxime Bouet          |
| 2004  | Brignoles                 | Jérôme Coppel       | Maxime Bouet             | Blel Kadri            |
| 2005  | Pont-du-Fossé             | Étienne Pieret      | Stéphane Rossetto        | Sébastien Ivars       |
| 2006  | Ussel                     | Étienne Pieret (2)  | Tony Gallopin            | Nicolas Bonnet        |
| 2007  | Mussidan                  | Fabien Taillefer    | Dimitri Le Boulch        | Jordane Gate          |
| 2008  | Cusset                    | Romain Bacon        | Johan Le Bon             | Jérémie Souton        |
| 2009  | Vendôme                   | Kévin Labèque       | Jimmy Turgis             | Yoann Paillot         |
| 2010  | Brécey                    | Alexis Gougeard     | Émilien Viennet          | Geoffrey Thévenez     |
| 2011  | Ussel                     | Alexis Gougeard (2) | Pierre-Henri Lecuisinier | Olivier Le Gac        |
| 2012  | La Chapelle-Caro          | Maxime Piveteau     | Nicolas Carret           | Rémi Cavagna          |
| 2013  | Albi                      | Élie Gesbert        | Jérémy Defaye            | Martin Rapin          |
| 2014  | Saint-Omer                | Corentin Ermenault  | Rayane Bouhanni          | Jérémy Defaye         |
| 2015  | Les Pieux                 | Louis Louvet        | Alexys Brunel            | Julien Durbesson      |
| 2016  | Civaux                    | Clément Davy        | Alexys Brunel            | Tanguy Turgis         |
| 2017  | Saint-Amand-Montrond      | Léo Judas           | Antoine Raugel           | Alexis Renard         |
| 2018  | Plougastel-Daoulas        | Kévin Vauquelin     | Antoine Devanne          | Donavan Grondin       |
| 2019  | Beauvais                  | Hugo Page           | Hugo Toumire             | Kévin Vauquelin       |
| 2020  | Gray                      | Eddy Le Huitouze    | Enzo Paleni              | Pierre Gautherat      |
| 2021  | Lorrez-le-Bocage-Préaux   | Romain Grégoire     | Pierre Thierry           | Lenny Martinez        |
| 2022  | Saint-Martin-de-Landelles | Thibaud Gruel       | Estevan Delaunay         | Titouan Fontaine      |
| 2023  | Plédran                   | Eliott Boulet       | Vincent Bodet            | Léo Bisiaux           |
| 2024  | Altkirch                  | Paul Seixas         | Eliott Boulet            | Camille Charret       |
| 2025  | La Tour-du-Pin            | Théophile Vassal    | Soen Le Pann             | Soren Bruyère Joumard |

Multi-titrés
- 2 : Anthony Geslin, Étienne Pieret, Alexis Gougeard

### Juniors Femmes (U19)
La catégorie est créée en 1987.

#### Course en ligne
| Année | Lieu                      | Championne                 | Deuxième                  | Troisième                 |
| ----- | ------------------------- | -------------------------- | ------------------------- | ------------------------- |
| 1987  | Lugny                     | Nathalie Cantet            |                           |                           |
| 1988  | Saint-Etienne             | Catherine Marsal           | L. Maguer                 | Barbara Aulnette          |
| 1989  | Montluçon                 | Laurence Leboucher         | Armelle Chenet            | Rachel Leroux             |
| 1990  | Crémieu                   | Armelle Chenet             | Séverine Bordener         | Maryline Salvetat         |
| 1991  | Pacé                      | Maryline Salvetat          | Sonia Huguet              | Sophie Swaertvaeger       |
| 1992  | Pont-du-Fossé             | Maryline Salvetat (2)      | Claire Poncelet           | Élisabeth Chevanne-Brunel |
| 1993  | Wingersheim               | Sophie Swaertvaeger        | Élisabeth Chevanne-Brunel | Soizic Ribault            |
| 1994  | Marmande                  | Aurélie G'Styr             | Emmanuelle Farcy          | Soizic Ribault            |
| 1995  | Apremont                  | Aurélie G'Styr (2)         | Virginie Carton           | Gwladys Morey             |
| 1996  | Apremont                  | Alexandra Le Hénaff        | Mélanie Morenvillez       | Carine Peter              |
| 1997  | Ussel                     | Carine Peter               | Séverine Prior            | Fanny Jouvin              |
| 1998  | Montpinchon               | Delphine Tonini            | Élodie Touffet            | Sophie Creux              |
| 1999  | Bollène                   | Virginie Moinard           | Rebecca Menart            | Ludivine Prévost          |
| 2000  | Vertou                    | Camille Valla              | Juliette Vandekerckhove   | Marina Jaunatre           |
| 2001  | Marmande                  | Magali Mocquery            | Vicky Fournial            | Karine Gautard            |
| 2002  | Ussel                     | Vicky Fournial             | Clotilde Giraudo          | Sandrine Le Berr          |
| 2003  | Cusset                    | Eugénie Mermillod          | Angélique Saldana         | Aude Pollet               |
| 2004  | Brignoles                 | Sandrine Allais            | Christel Pourias          | Blandine Stapf            |
| 2005  | Pont-du-Fossé             | Joanne Duval               | Jennifer Fischer          | Julie Krasniak            |
| 2006  | Ussel                     | Émilie Blanquefort         | Audrey Cordon             | Amélie Rivat              |
| 2007  | Mussidan                  | Élise Delzenne             | Laurena Cussy             | Justine Delannoy          |
| 2008  | Cusset                    | Aude Biannic               | Aurore Verhoeven          | Marion Royer              |
| 2009  | Vendôme                   | Pauline Ferrand-Prévot     | Roxane Fournier           | Aude Biannic              |
| 2010  | Brécey                    | Pauline Ferrand-Prévot (2) | Pauline Godey             | Valentine Morin           |
| 2011  | Ussel                     | Manon Souyris              | Fleur Faure               | Valentine Morin           |
| 2012  | La Chapelle-Caro          | Iris Sachet                | Marine Lemarié            | Ségolène Lebéron          |
| 2013  | Albi                      | Laura Perry                | Séverine Eraud            | Solène Vinsot             |
| 2014  | Saint-Omer                | Soline Lamboley            | Fanny Zambon              | Chloé Fortin              |
| 2015  | Les Pieux                 | Typhaine Laurance          | Gladys Verhulst           | Pauline Corbet            |
| 2016  | Civaux                    | Juliette Labous            | Pauline Clouard           | Noémie Abgrall            |
| 2017  | Saint-Amand-Montrond      | Evita Muzic                | Jade Wiel                 | Célia Le Mouël            |
| 2018  | Plougastel-Daoulas        | Maïna Galand               | Jade Wiel                 | Marie Le Net              |
| 2019  | Beauvais                  | Cédrine Kerbaol            | Ysoline Corbineau         | Amandine Fouquenet        |
| 2020  | Gray                      | Coline Raby                | Flavie Boulais            | Marie Camenen             |
| 2021  | Lorrez-le-Bocage-Préaux   | Églantine Rayer            | Maurène Trégouët          | Lise Ménage               |
| 2022  | Saint-Martin-de-Landelles | Titia Ryo                  | Lise Ménage               | Alizée Rigaux             |
| 2023  | Plédran                   | Léane Tabu                 | Alice Brédard             | Marine Ferré              |
| 2024  | Altkirch                  | Célia Gery                 | Amandine Muller           | Amalia Debarges           |
| 2025  | La Tour-du-Pin            | Thaïs Poirier              | Lise Revol                | Lilou Jauvin              |

Multi-titrés
- 2 : Maryline Salvetat, Aurélie G'Styr, Pauline Ferrand-Prévot

#### Contre-la-montre
| Année | Lieu                      | Championne                 | Deuxième                | Troisième          |
| ----- | ------------------------- | -------------------------- | ----------------------- | ------------------ |
| 2005  | Pont-du-Fossé             | Julie Krasniak             | Nathalie Mousques       | Julie Augizeau     |
| 2006  | Ussel                     | Julie Krasniak (2)         | Jennifer Fischer        | Émilie Blanquefort |
| 2007  | Mussidan                  | Audrey Cordon              | Jennifer Letué          | Amélie Rivat       |
| 2008  | Cusset                    | Mélodie Lesueur            | Jennifer Letué          | Laurena Cussy      |
| 2009  | Vendôme                   | Pauline Ferrand-Prévot     | Aude Biannic            | Roxane Fournier    |
| 2010  | Brécey                    | Pauline Ferrand-Prévot (2) | Mathilde Favre          | Alexia Muffat      |
| 2011  | Ussel                     | Mathilde Favre             | Eugénie Duval           | Marine Strappazzon |
| 2012  | La Chapelle-Caro          | Séverine Eraud             | Marine Strappazzon      | Manon Bourdiaux    |
| 2013  | Albi                      | Séverine Eraud (2)         | Hélène Gérard           | Manon Bourdiaux    |
| 2014  | Saint-Omer                | Margot Dutour              | Greta Richioud          | Laura Perry        |
| 2015  | Les Pieux                 | Juliette Labous            | Maëlle Grossetête       | Typhaine Laurance  |
| 2016  | Civaux                    | Juliette Labous (2)        | Dorine Granade          | Maëlle Grossetête  |
| 2017  | Saint-Amand-Montrond      | Marie Le Net               | Dorine Granade          | Jade Wiel          |
| 2018  | Plougastel-Daoulas        | Jade Wiel                  | Marie Le Net            | Dilyxine Miermont  |
| 2019  | Beauvais                  | Léa Curinier               | Maëva Squiban           | Cédrine Kerbaol    |
| 2020  | Gray                      | Mathilde Demontreuille     | Marie-Morgane Le Deunff | Charlotte Allard   |
| 2021  | Lorrez-le-Bocage-Préaux   | Églantine Rayer            | Pauline Devaux          | Flavie Boulais     |
| 2022  | Saint-Martin-de-Landelles | Églantine Rayer (2)        | Ambre Radadi            | Julie Bego         |
| 2023  | Plédran                   | Léane Tabu                 | Alice Brédard           | Amandine Muller    |
| 2024  | Altkirch                  | Célia Gery                 | Amandine Muller         | Mélanie Dupin      |
| 2025  | La Tour-du-Pin            | Thaïs Poirier              | Lise Revol              | Zoé Bihan          |

Multi-titrés
- 2 : Julie Krasniak, Pauline Ferrand-Prévot, Séverine Eraud, Juliette Labous, Églantine Rayer

### Cadets (U17)

#### Course en ligne
| Année                    | Lieu                      | Champion                | Deuxième            | Troisième               |
| ------------------------ | ------------------------- | ----------------------- | ------------------- | ----------------------- |
| 1957                     |                           | F. Chassignoux          | Pétain              | M. Mierkiewicz          |
| 1958                     | Saumur                    | Jacques Suire           | M. Mierkiewicz      | Ponce                   |
| 1959                     | Montbéliard               | Maurice Izier           | Gérard Norce        | Bernard Cateau          |
| 1960                     | Lille                     | R. Héry                 | Martial Terrades    | Raymond Berthou         |
| 1961                     | La Bresse                 | Pierre Grimard          | Gauthier            | Francis Ducreux         |
| 1962                     | Limoges                   | Claude Guyot            | Raymond Kergoff     | Bardy                   |
| 1963                     | Aix-en-Othe               | Daniel Ducreux          | Alain Redolfi       | Cyrille Guimard         |
| 1964                     | Escarbotin                | Jean-Claude Pailleux    | Jean-Paul Sauvignat | Jean-Pierre Guitard     |
| 1965                     | Saint-Gobain              | Raymond Martin          | Thierry Grandsir    | Ruyer                   |
| 1966                     | Xertigny                  | Robert Jouan            | Gilbert Giraudon    |                         |
| 1967                     | Chalonnes-sur-Loire       | Bernard Maes            | Jean Bielinski      | Michel André            |
| 1968                     | Torigni-sur-Vire          | Hubert Linard           | Eymond              | Jean-Pierre Maccali     |
| 1969                     | Confolens                 | Jean-Pierre Devreese    | Jacky Hardy         | Baud                    |
| 1970                     | Ferrière-la-Grande        | Gérard Naddeo           | Petit               |                         |
| 1971                     |                           | Bernard Vallet          | Marc Merdy          |                         |
| 1972-1985 : Pas organisé |                           |                         |                     |                         |
| 1986                     | Châteaulin                | Cyril Sabatier          | Michel Occhipinti   | Jean-Yann Bernainous    |
| 1987                     | Lugny                     | David Lafitte           | Bertrand Carabin    | Thierry Legrain         |
| 1988                     | Saint-Etienne             | Olivier Macedo          | Laurent Davion      | Romuald Pombourcq       |
| 1989                     | Montluçon                 | Éric Haushalter         | Anthony Supiot      | Éric Le Rigoleur        |
| 1990                     | Crémieu                   | Benoît Salmon           | Jérôme Delbove      | Sébastien Hinault       |
| 1991                     | Pacé                      | Patrice Bourgon         | Cédric Meyrueis     | Cyril Legrand           |
| 1992                     | Pont-du-Fossé             | Sylvain Anquetil        | Nicolas Rousseau    | Florent Brard           |
| 1993                     | Wingersheim               | Frédéric Finot          | Grégoire Daulny     | Stéphane Roland         |
| 1994                     | Marmande                  | Gaël Moreau             | Grégory Lapalud     | Sébastien Garron        |
| 1995                     | Apremont                  | Thierry Herbreteau      | Romuald Saint-Yves  | Mickaël Buffaz          |
| 1996                     | Apremont                  | Samuel Dumoulin         | Jérôme Boeffard     | Éric Berthou            |
| 1997                     | Ussel                     | Mathieu Lamothe         | Olivier Cambet      | Thomas Degand           |
| 1998                     | Montpinchon               | Lloyd Mondory           | Emmanuel Folinais   | Jérôme Ballabriga       |
| 1999                     | Bollène                   | Romain Genter           | Stéphane Penaud     | Anthony Boyer           |
| 2000                     | Vertou                    | Mathieu Perget          | Jordan Chazal       | Thierry Hupond          |
| 2001                     | Marmande                  | Rémy Di Gregorio        | Anthony Jaunet      | Sébastien Hoareau       |
| 2002                     | Ussel                     | Gildas Duret            | Blel Kadri          | Florent Teghillo        |
| 2003                     | Cusset                    | Gaël Bernard            | Anthony Roux        | Yannick Martinez        |
| 2004                     | Brignoles                 | Antonin Azam            | Alexandre Lemair    | Sylvain Greiner         |
| 2005                     | Pont-du-Fossé             | Thomas Girard           | Dimitri Le Boulch   | Romain Simonnet         |
| 2006                     | Ussel                     | Jérémie Souton          | Damien Le Fustec    | Boris Zimine            |
| 2007                     | Mussidan                  | Régis Leguevaque        | Jérémy Royez        | Arnaud Démare           |
| 2008                     | Cusset                    | Émilien Viennet         | Bastien Duculty     | Sébastien Bergeret      |
| 2009                     | Vendôme                   | Florian Sénéchal        | Anthony Morel       | Pierre Latour           |
| 2010                     | Brécey                    | Anthony Turgis          | Lucas Destang       | Thomas Garcia           |
| 2011                     | Ussel                     | Romain Tomasi           | Vincent Ginelli     | Mehdi Benhamouda        |
| 2012                     | La Chapelle-Caro          | Valentin Ortillon       | Romain Guillot      | Étienne Fabre           |
| 2013                     | Albi                      | Simon Guglielmi         | Alan Riou           | Jonathan Couanon        |
| 2014                     | Saint-Omer                | Clément Bétouigt-Suire  | Anthony Jullien     | Tanguy Turgis           |
| 2015                     | Les Pieux                 | Donavan Grondin         | Guerand Le Pennec   | Corentin Lesage         |
| 2016                     | Civaux                    | Clément Aulnette        | Oscar Lentini       | Léo Guichard            |
| 2017                     | Saint-Amand-Montrond      | Marc Bequet             | Logan Gros          | Antonin Corvaisier      |
| 2018                     | Plougastel-Daoulas        | Florian Richard Andrade | Fabien Sélivert     | Baptiste Vadic          |
| 2019                     | Beauvais                  | Gauthier Rouxel         | Léo Kraemer         | Julien Azile Lozach     |
| 2020                     | Gray                      | Mathis Pichon           | Thibaud Gruel       | Paul Mathieu            |
| 2021                     | Lorrez-le-Bocage-Préaux   | Paul Seixas             | Similien Hamon      | Baptiste Grégoire       |
| 2022                     | Saint-Martin-de-Landelles | Johan Chardon           | Aurélien Kayser     | Vincent Lebon           |
| 2023                     | Plédran                   | Hugo Boucher            | Simon Schwartz      | Gaspard Presse          |
| 2024                     | Altkirch                  | Paul Becchio            | Gabriel Genter      | Robin Brugier           |
| 2025                     | La Tour-du-Pin            | Enzo Conan              | Victor Devos        | Camille Alric-Thouvenin |

#### Contre-la-montre
| Année | Lieu           | Champion        | Deuxième                | Troisième     |
| ----- | -------------- | --------------- | ----------------------- | ------------- |
| 2024  | Altkirch       | Gabriel Genter  | Soren Bruyère Joumard   | Noa Filippi   |
| 2025  | La Tour-du-Pin | Julien Breugnot | Camille Alric-Thouvenin | Thomas Moreau |

### Minimes-Cadettes (U15/U17)
La catégorie est dénommé critérium des espoirs ou critérium des débutantes à son début.

#### Course en ligne
| Année | Lieu                      | Championne                  | Deuxième                | Troisième              |
| ----- | ------------------------- | --------------------------- | ----------------------- | ---------------------- |
| 1979  | Neufchâtel-en-Saosnois    | Isabelle Gautheron          | Florence Gilles         | Fabienne Hecquet       |
| 1980  | Villié-Morgon             | Agnès Balançon              | Cécile Odin             | Fabienne Amedro        |
| 1981  | Charleville-Mézières      | Christine Gourmelon         | Cécile Odin             | Ranucci                |
| 1982  | Bressuire                 | Martine L'Haridon           | Florence Noël           | Nathalie Trompille     |
| 1983  | Wintzenheim               | Sandrine Lestrade           | Genevaux                | Raffenaud              |
| 1984  | Berck                     | Karine Fiszer               |                         |                        |
| 1985  | Chailley                  | Catherine Marsal            | Françoise Quesnel       | Chantale Ricelli       |
| 1986  | Châteaulin                | Catherine Marsal (2)        | Christelle Richard      | Amblard                |
| 1987  | Lugny                     | Christelle Richard          | Corinne Mico            | Barbara Aulnette       |
| 1988  | Saint-Etienne             | Véronique Bleunven          | Karine Dubois           | Randin                 |
| 1989  | Montluçon                 | Valérie Le Gall             | Sandrine Bastien        | Alice Leblanc          |
| 1990  | Crémieu                   | Anne Le Moing               | Christelle Lebris       | Laure Bonnet           |
| 1991  | Pacé                      | Laëtitia Huguet             | Aurélie G'styr          | Servane Le Borgne      |
| 1992  | Pont-du-Fossé             | Aurélie G'styr              | Virginie Carton         | Laëtitia Huguet        |
| 1993  | Wingersheim               | Aurélie G'styr (2)          | Cécile Chanel           | Laëtitia Huguet        |
| 1994  | Marmande                  | Cécile Chanel               | Laurie Herbain          | Céline Corsaint        |
| 1995  | Apremont                  | Sandrine Adamiak            | Sabrina Arhab           | Carine Peter           |
| 1996  | Apremont                  | Juliette Vandekerckhove     | Elodie Touffet          | Sabrina Arhab          |
| 1997  | Ussel                     | Juliette Vandekerckhove (2) | Ludivine Prevost        | Marine Flochlay        |
| 1998  | Montpinchon               | Ludivine Prevost            | Magali Simonot          | Marina Jaunâtre        |
| 1999  | Bollène                   | Clara Sanchez               | Fanny Riberot           | Stéphanie L'helguen    |
| 2000  | Vertou                    | Vicky Fournial              | Joëlle Michelet         | Nathalie Tirard-Collet |
| 2001  | Marmande                  | Alexandra Flammand          | Sylvie Duquenne         | Caroline Beaudemont    |
| 2002  | Ussel                     | Emmanuelle Merlot           | Nathalie Mousques       | Elodie Reynaud         |
| 2003  | Cusset                    | Elodie Henriette            | Pascale Jeuland         | Marie Le Moing         |
| 2004  | Brignoles                 | Julie Krasniak              | Laurena Cussy           | Fanny Ennelin          |
| 2005  | Pont-du-Fossé             | Pauline Ferrand-Prévot      | Justine Delannoy        | Fiona Dutriaux         |
| 2006  | Ussel                     | Laurena Cussy               | Pauline Ferrand-Prévot  | Flavie Montuslclat     |
| 2007  | Mussidan                  | Pauline Ferrand-Prévot (2)  | Laurie Berthon          | Catherine Tworzydlo    |
| 2008  | Cusset                    | Mathilde Favre              | Pauline Ferrand-Prévot  | Alexia Muffat          |
| 2009  | Vendôme                   | Manon Souyris               | Mathilde Favre          | Eloïse Bec             |
| 2010  | Brécey                    | Iris Sachet                 | Marie Fumey             | Camille Robert         |
| 2011  | Ussel                     | Solène Vinsot               | Alphanie Midelet        | Marine Lemarie         |
| 2012  | La Chapelle-Caro          | Soline Lamboley             | Clémence Ondet          | Pascaline Duchesne     |
| 2013  | Albi                      | Clara Copponi               | Chloé Fortin            | Maëlle Grossetete      |
| 2014  | Saint-Omer                | Juliette Labous             | Maëlle Grossetete       | Pauline Clouard        |
| 2015  | Les Pieux                 | Célia Le Mouël              | Jade Wiel               | Clara Copponi          |
| 2016  | Civaux                    | Victoire Berteau            | Marie Le Net            | Jade Wiel              |
| 2017  | Saint-Amand-Montrond      | Maëva Squiban               | Line Burquier           | Olivia Onesti          |
| 2018  | Plougastel-Daoulas        | Line Burquier               | Marie-Morgane Le Deunff | Maylis Sarron          |
| 2019  | Beauvais                  | Olivia Onesti               | Line Burquier           | Eglantine Rayer        |
| 2020  | Gray                      | Julie Bego                  | Elyne Roussel           | Eglantine Rayer        |
| 2021  | Lorrez-le-Bocage-Préaux   | Célia Gery                  | Julie Bego              | Titia Ryo              |
| 2022  | Saint-Martin-de-Landelles | Célia Gery (2)              | Léane Tabu              | Amandine Muller        |
| 2023  | Plédran                   | Lana Le Guilloux            | Lise Revol              | Maeva Plagniol         |
| 2024  | Altkirch                  | Lise Revol                  | Camille Basset          | Justine Baud           |
| 2025  | La Tour-du-Pin            | Thaïs Barrier Paiva         | Lucie Elizalde          | Aziliz Sigalas         |

Multi-titrés
- 2 : Catherine Marsal, Aurélie G'Styr, Juliette Vandekerckhove, Pauline Ferrand-Prévot, Célia Gery

#### Contre-la-montre
| Année | Lieu           | Championne    | Deuxième    | Troisième     |
| ----- | -------------- | ------------- | ----------- | ------------- |
| 2024  | Altkirch       | Zoé Bihan     | Lise Revol  | Zélie Lambert |
| 2025  | La Tour-du-Pin | Axelle Bonora | Iléna Simon | Romane Prioul |

### Relais mixte
Uniquement juniors (U19) entre 2019 et 2023, cadets (U17) et juniors (U19) depuis 2024.
| Année                    | Lieu                      | Champions | Deuxièmes | Troisièmes |
| ------------------------ | ------------------------- | --- | --- | --- |
| 2019                     | Beauvais                  | Comité Bretagne - Tom Aguillon - Thibault D'Hervez - Nathan Le Piouffe - Floriane Huet - Maëva Squiban - Cédrine Kerbaol             | Comité Auvergne-Rhône Alpes - Mattéo Vercher - Bastien Tronchon - Alexis Delzangle - Lola Bernigaud - Flavie Granade - Jade Téolis      | Comité Grand-Est - Flavien Arnould - Louis Coqueret - Hugo Thirotel - Lucie Delecourt - Mathilde Demontreuille - Julie Schmidt         |
| 2020-2021 : Pas organisé |                           | | | |
| 2022                     | Saint-Martin-de-Landelles | Comité Bretagne - Alizée Rigaux - Titia Ryo - Maurène Trégouët - Victor Dattin - Baptiste Gillet - Antoine Hue                       | Comité Normandie - Marion Bunel - Lise Klaës - Églantine Rayer - Samuel Lebreton - Léandre Lozouet - Romain Noël                        | Comité Centre-Val de Loire - Clémence Chéreau - Aurore Pernollet - Léane Tabu - Gabriel Coulondre - Gabin Ducournau - Florian Gaillard |
| 2023                     | Plédran                   | Comité Centre-Val de Loire - Florian Gaillard - Thibaud Duret - Nathanaël Boutron - Clémence Chéreau - Léane Tabu - Violette Demay   | Comité Auvergne-Rhône-Alpes- Tom Lambert Wetzel - Louis Chaleil - Camille Charret - Marie Moissonnier - Marine Ferré - Nina Levenu      | Comité Bretagne - Pierre Choblet - Brayann Barguil - Ivann Ravaleu - Tifenn Yannic - Alice Brédard - Ilona Rouat                       |
| 2024                     | Altkirch                  | Comité Auvergne-Rhône Alpes - Eline Joncheray - Nina Lavenu - Célia Gery - Camille Charret - Paul Seixas - Valentin Martinet         | Comité Bretagne - Zoé Bihan - Ilona Rouat - Karla Saintillan - Ivann Ravaleu - Eliott Boulet - Maxime Vezie                             | Comité Grand-Est - Léa Rondel - Noémie Richardot - Amandine Muller - Gaspard Doute - Diégo Valerio - Aubin Sparfel                     |
| 2025                     | La Tour-du-Pin            | Comité Bourgogne-Franche-Comté - Charlotte Bouhier - Zélie Lambert - Louane Famy - Tom Champenois - Timéo Gantois - Théophile Vassal | Comité Auvergne-Rhône-Alpes - Ninon Humbert - Eline Joncheray - Maéva Plagniol - Soren Bruyère Joumard - Samuel Berthet - Gustave Blanc | Comité Grand Est - Marianne Buchert - Eléna Amann - Salomée Lambert - Louka Didier - Julien Pierron - Simon Schwartz                   |

## Autres championnats

### Indépendants Hommes
Indépendant est un statut auquel les coureurs cyclistes amateurs pouvaient accéder en France et en Belgique, sous réserve de l'atteinte d'un certain niveau (la première catégorie en France). Ce statut permettait de se confronter à d'autres amateurs mais également à des professionnels sur des courses mixtes.
| Année     | Lieu                               | Champion            | Deuxième            | Troisième           |
| 1910      | Nantes                             | Victor Gemptel      | Louis Chacornac     | François Guéguen    |
| 1911      | Toulouse                           | Émile Wirtz         | Albert Tournié      | Gaston Degy         |
| 1912      | Périgneux                          | Honoré Barthélémy   | René Chassot        | René Pichon         |
| 1913      | Vichy                              | Frank Henry         | René Vandenhove     | Victor Philippe     |
| 1914      | Nantes                             | Jean Billy          | Léon Parisot        | Fernand Bonnet      |
| 1915-1924 | Pas organisé ou résultats inconnus |                     |                     |                     |
| 1925      | Toulon-sur-Arroux                  | Louis Gras          | Gédéon Vanel        | Marcel Vincent      |
| 1926-1948 | Pas organisé ou résultats inconnus |                     |                     |                     |
| 1949      | Reims                              | Paul Matteoli       | Noël Draoulec       | Pierre Lagrange     |
| 1950      | Toulouse                           | Sauveur Neri        | Étienne Goni        | Georges Galliano    |
| 1951      | Cherbourg                          | Tino Sabbadini      | Jacques Bianco      | Pineau              |
| 1952      | Carcassonne                        | André Lesca         | Jacques Bianco      | Adolphe Ferrigno    |
| 1953      | Lyon                               | Jacques Bianco      | Julien Vasquez      | Claude Vincent      |
| 1954      | Rouen                              | Joseph Thomin       | Eugène Tamburlini   | Pierre Rancon       |
| 1955      | Montlhéry                          | André Lesca (2)     | Armand Finet        | Jacques Pallu       |
| 1956      | Monaco                             | Anatole Novak       | René Faure          | Jacques Pallu       |
| 1957      | Strasbourg                         | Alphonse Allanic    | Anatole Novak       | Alex Gnaldi         |
| 1958      | Nancy                              | André Foucher       | Hubert Fraisseix    | Jean Lecesne        |
| 1959      | Morlaix                            | Gilbert Salvador    | Émile Le Bigaut     | André Cloarec       |
| 1960      | Annemasse                          | Claude Vallée       | Lucien Arnaud       | Élie Rascagnères    |
| 1961      | Pau                                | Claude Mazeaud      | Jean-Claude Lebaube | Jean-Marie Cieleska |
| 1962      | Saint-Hilaire-du-Harcouët          | Albert Baldasseroni | Jacques Bachelot    | François Hamon      |
| 1963      | Sancerre                           | Claude Vallée (2)   | Jacques Bachelot    | André Zimmermann    |
| 1964      | Coutances                          | Jean-Paul Paris     | Claude Sénicourt    | Marc Huiart         |
| 1965      | Bully-les-Mines                    | Raymond Guilbert    | André Delort        | Maurice Benet       |

Multi-titrés
- 2 : André Lesca, Claude Vallée

### Amateurs hors catégorie
| Année | Lieu         | Champion          | Deuxième       | Troisième        |
| 1966  | Maurs        | François Le Bihan | Raymond Riotte | Bernard Champion |
| 1967  | Plumelec     | Roland Berland    | Guy Seyve      | Claude Perrotin  |
| 1968  | Montbron     | Pierre Matignon   | René Grelin    | Charles Rigon    |
| 1969  | Saint-Priest | Guy Grimbert      | Claude Mazeaud | Charles Rigon    |

### Aspirants Hommes
| Année | Lieu               | Champion           | Deuxième         | Troisième          |
| 1930  | Monthléry          | François Favé      | Germain Nicot    | Adrien Buttafocchi |
| 1931  | Monthléry          | Maurice Berlu      | Pierre Saliou    | François Favé      |
| 1932  | Bruay-en-Artois    | André Vanderdonckt | Henri Bergerioux | Alexandre Hamelin  |
| 1933  | Vichy              | Vincent Salazard   | Isidore Jamay    | André Vanderdonckt |
| 1934  | Arcachon           | Camille Louvel     | Louis Bonnefond  | Marcel Mazeyrat    |
| 1935  | Annecy             | Jean Fréchaut      | Rémi Royer       | André Gobillon     |
| 1936  | Dieppe             | Lucien Lauk        | Marcel Blanchon  | Jean Le Goff       |
| 1937  | La Roche-sur-Yon   | Fabien Galateau    | Louis Arangoitz  | Rémi Royer         |
| 1938  | Cannes             | Joseph Aureille    | Edmond Revel     | Edmond Browaeys    |
| 1939  | Montceau-les-Mines | Louis Gauthier     | Raoul Rémy       | Pierre Olivier     |

### Minimes Hommes
| Année | Lieu                | Champion           | Deuxième       | Troisième          |
| 1963  | Aix-en-Othe         | Jackie Quentin     | Gilles Trentin | Mauduit            |
| 1964  | Friville-Escarbotin | M. Roget           |                |                    |
| 1965  | Saint-Gobain        | Alain Couturier    | René Defraire  | Alvaro             |
| 1966  | Xertigny            | Patrick Letailleur | Bourhis        | Serge Guyot        |
| 1967  | Chalonnes-sur-Loire | Hubert Linard      | Jacky Barteau  | Joseph Solero      |
| 1968  | Torigni-sur-Vire    | Bernard Vallet     | Michel Esteban | Michel Casalini    |
| 1969  | Confolens           | Richard Kern       | Anchisi        | J.-P. Bortot       |
| 1970  | Ferrière-la-Grande  | Jean-Paul Boulan   | Patrick Lavery | Jean-Jacques Wilck |

### Militaires Hommes
| Année     | Lieu                               | Champion               | Deuxième              | Troisième              |
| 1920      | Champigny                          | Fernand Canteloube     | Maurice Ville         | Marcel Gobillot        |
| 1921      | Champigny                          | Fernand Canteloube (2) | Marcel Gobillot       | Paul Delbart           |
| 1922      | Champigny                          | Alexandre              | Lales                 | Fontanel               |
| 1923      | Champigny                          | Paul Tramier           | Marcel Bidot          | Georges Wambst         |
| 1924      | Champigny                          | Armand Blanchonnet     | Louis Voisin          | Julien Moineau         |
| 1925      | Champigny                          | André Leducq           | Germain Hervaud       | Marcel Gleyroux        |
| 1926      | Champigny                          | André Cauet            | Étienne Gaudet        |                        |
| 1927      | Champigny                          | Octave Dayen           | Camille Foucaux       | Jules Merviel          |
| 1928      | Champigny                          | Auguste Pitte          | Blondy ou Blandy      | Henri Bergerioux       |
| 1929      | Champigny                          | Fernand Cornez         | Désiré Lelaizant      | Joseph Vuillemin       |
| 1930      | Champigny                          | René Lecomte           | A. Rahli              | Pierre Hargous         |
| 1931      | Champigny                          | Gabriel Le Goff        | Julien Clermont       | Jean Noret             |
| 1932      | Champigny                          | Joseph Bévillard       | Jean Colotte          | René Le Grévès         |
| 1933      | Champigny                          | Robert Farges          | Pierre Janvier        | Honoré Granier         |
| 1934      | Champigny                          | Robert Renoncé         | Guy Allory            | R. Perriau             |
| 1935      | Champigny                          | Paul Maye              | Marcel Blanchon       | Fabien Galateau        |
| 1936      | Champigny                          | Gérard Virol           | Paul Couderc          | Marcel Potiron         |
| 1937      | La Queue-en-Brie                   | Fernand Lesguillon     | Paul Couderc          | Michel Rognat          |
| 1938      | Montlhéry                          | Pierre Cogan           | Gabriel Claverie      | Alphonse Antoine       |
| 1939      | Montlhéry                          | Jean-Marie Goasmat     | Marcel Matron         | Lionel Talle           |
| 1940-1947 | Pas organisé                       |                        |                       |                        |
| 1948      | ?                                  | Jacques Dupont         | Jacques Prévotal      | Yves Pauvert           |
| 1949      | ?                                  | Roland Bezamat (de)    | Roger Bisetti         | Georges Dautel         |
| 1950      | ?                                  | Lionel Rentien         | René Depardieu        | Robert Varnajo         |
| 1951      | Dijon                              | Jacques Vivier         | Lucien Mazet          | Alain Léocat           |
| 1952      | Strasbourg-Luneville               | Raymond Elena          | Joseph Thomin         | Pierre Malhaize        |
| 1953      | Montpellier                        | Jean Stablinski        | Janvier Lombardo      | Lucien Fliffel         |
| 1954      | Bayonne                            | René Fournier          | Marcel Carfantan      | G. Léger               |
| 1955      | Angers                             | Maurice Moucheraud     | Pierre Everaert       | Roger Spicarolen       |
| 1956      | Bourges                            | Gilbert Ruel           | Pierre Everaert       | Ange Kottak            |
| 1957      | Arcachon                           | Jean Milesi            | René Bianchi          | Édouard Delberghe      |
| 1958      | Pas organisé                       |                        |                       |                        |
| 1959      | Alger                              | Hubert Ferrer          | Christian Hamelin     | Jack André             |
| 1960      | ?                                  | Roland Lacombe         | Henri Duez            | Bernard Glais          |
| 1961      | Montpellier                        | Jacky Lepolard         | Barthélémy Risso      | René Jousset           |
| 1962      | Revel                              | Henri Belena           | René Jousset          | Lucien Aimar           |
| 1963      | Dijon                              | Paul Gutty             | Désiré Letort         | Michel Gros            |
| 1964      | Colmar                             | Gérard Norce           | Maurice Izier         | Charly Grosskost       |
| 1965      | Libourne                           | André Bayssière        | José Samyn            | Pierre Campagnaro      |
| 1966      | Pas organisé                       |                        |                       |                        |
| 1967      | Pau                                | Michel Périn           | Alain Escudier        | Alain Vasseur          |
| 1968      | Pas organisé                       |                        |                       |                        |
| 1969      | Les Rousses                        | Yves Hézard            | Alain Santy           | Guy Maingon            |
| 1970      | Monthléry                          | Claude Magni           | André Mollet          | Alain Meslet           |
| 1971      | Xertigny                           | Maurice Le Guilloux    | Jean-Claude Meunier   | Michel Le Denmat       |
| 1972      | Carcassonne                        | Bernard Bourreau       | Roger Penon           | Gérard Auguet          |
| 1973-1977 | Pas organisé                       |                        |                       |                        |
| 1978      | Reims                              | Marc Durant            | Patrick Vandaele      | Michel Delolme         |
| 1979      | Tours                              | Pierre Le Bigaut       | Daniel Amardeilh      | Richard Fortin         |
| 1980      | Luxeuil                            | Frédéric Vichot        | Pascal Poisson        | Pierre-Henri Menthéour |
| 1981      | Brest                              | Pascal Jules           | Christian Corre       | Thierry Peloso         |
| 1982-1984 | Pas organisé                       |                        |                       |                        |
| 1985      | Monthléry                          | Thierry Gault          | Pascal Dubois         | Didier Champion        |
| 1986      | Cambrai                            | Pascal Lino            | Franck Boucanville    | Didier Thueux          |
| 1987      | Cambrai                            | Gilles Delion          | Yves Passot           | Laurent Madouas        |
| 1988      | La Valbonne                        | Laurent Jalabert       | Jean-François Bresset | Didier Virvaleix       |
| 1989      | Châteauneuf-du-Pape                | Yvon Ledanois          | Franck Vilpoux        | Didier Méry            |
| 1990      | Landivisiau                        | Francisque Teyssier    | Stéphan Gaudry        | Gilles Maignan         |
| 1991      | Landivisiau                        | Bruno Thibout          | Pascal Deramé         | Didier Rous            |
| 1992      | Dinan                              | Éric Charrier          | Didier Aumenier       | Jean-Christophe Drouet |
| 1993      | Saint-Émilion                      | Laurent Roux           | Vincent Danguillaume  | François Urien         |
| 1994      | Toulon                             | Nicolas Jalabert       | Christophe Rinero     | Yvan Martin            |
| 1995      | Landivisiau                        | Patrice Halgand        | Jacques Bogdanski     | Anthony Morin          |
| 1996      | Pas organisé ou résultats inconnus |                        |                       |                        |
| 1997      | Vizille                            | Karl Zoetemelk         | Franck Faugeroux      | Sébastien Laroche      |

Multi-titrés
- 2 : Fernand Canteloube

### FSGT Hommes
La Fédération sportive et gymnique du travail (FSGT) est une fédération omnisports agréée Jeunesse et Sport et Jeunesse et Éducation populaire. Elle a été créée en 1934 par fusion de la Fédération sportive du travail (FST) et de l'Union des sociétés sportives et gymniques du travail (USSGT).
| Année                                         | Lieu                               | Champion               | Deuxième               | Troisième           |
| Championnat de France Jeunesse et Sport (JST) |                                    |                        |                        |                     |
| 1919                                          | Bezons                             | Julien Balagny         | Deudon                 | Aumoudriez          |
| 1920-1927                                     | Résultats inconnus                 |                        |                        |                     |
| 1928                                          | Saint-Denis                        | Chancel                | Maurice Kropp          | Coupey              |
| 1929-1930                                     | Pas organisé ou résultats inconnus |                        |                        |                     |
| 1931                                          | Versailles                         | Albert Froment         | Pique                  | Dewidehem           |
| 1932                                          | Paris                              | Boyer                  | Duigou                 | Gandy               |
| 1933                                          | Paris                              | Louis                  | Fazio                  | Beuques             |
| 1934                                          | Paris                              | André Renaud           | Kozak                  | Guillot             |
| Championnat de France USSGT                   |                                    |                        |                        |                     |
| 1934                                          | Paris                              | César Marcelak         | Demolemare             | D'Hooghe            |
| Championnat de France FSGT                    |                                    |                        |                        |                     |
| 1935                                          | Paris                              | Richard Van Vaeyenberg | Piccin                 | Dulong              |
| 1936                                          | Paris                              | Paul Legrand           | André Cazal            | Sudré               |
| 1937                                          | Paris                              | Adolphe Deledda        | Laplanche              | Meneux              |
| 1938                                          | Dijon                              | Robert Pétigny         | Auguste Desvarenne     | Léon Marnier        |
| 1939                                          | Villeurbanne                       | Jacques Valtre         | Jourdan                | Fuscy               |
| 1940-1941                                     | Pas organisé                       |                        |                        |                     |
| 1942                                          | Vitry-sur-Seine                    | Jacques Ducoutumany    | Édouard Durand         | Oscar Roy           |
| 1943                                          | Le Blanc-Mesnil                    | René Frétillé          | Louis Dupriez          | Jean Lagniez        |
| 1944                                          | Pas organisé                       |                        |                        |                     |
| 1945                                          | Limoges                            | Jean Marchi            | Gabriel Terradès       | Pierre Roux         |
| 1946                                          | Nice                               | Jean Pizzichetti       | Adolphe Deledda        | Henri Bonnet        |
| 1947                                          | Nantes                             | Antoine Tarréga        | Henri Colpaert         | Frère               |
| 1948                                          | Nice                               | Antoine Tarréga        | Joseph Bertetto        | Perez               |
| 1949                                          | Bessèges                           | Jacques Alix           | Franck Vriet           | Charles Riegert     |
| 1950                                          | Paris                              | Raymond Gauthier       | Jacques Alix           | Maurice Herbulot    |
| 1951                                          | La Seyne-sur-Mer                   | Jean Cortinovis        | Michel Sanchez         | Edmond Pierre       |
| 1952                                          | Alès                               | Pierre Lloret          | René Burgat            | José Martinez       |
| 1953                                          | Nice                               | Henri Bonnet           | Jean Bonifassi         | Pierre Milano       |
| 1954                                          | Châteauroux                        | Christian Radigon      | André Ré               | Henri Bonnet        |
| 1955                                          | Paris                              | José Martinez          | Maurice Le Boulch      | Pierre Cordier      |
| 1956                                          | Valenciennes                       | Bernard Leitschmann    | Jean Leullier          | Antoine Tudella     |
| 1957                                          | Longwy                             | Antoine Tudella        | Christian Radigon      | André Gautereau     |
| 1958                                          | Alès                               | Jacques Raynaud        | Roger Sabathier        | Marius Bourgoin     |
| 1959                                          | Saint-Étienne                      | Jacques Raynaud        | Michel Ferrando        |                     |
| 1960                                          | Nice                               | Roland Feuillas        | Gilbert Bellone        | Pierre Moal         |
| 1961                                          | Notre-Dame-de-Gravenchon           | André Brézillon        | Yvon Réaux             | Jean Castellano     |
| 1962                                          | Blaye-les-Mines                    | Roland Blanchet        | Claude Rigot           | Henri Bandera       |
| 1963                                          | Romilly-sur-Seine                  | Pierre Ropert          | Jean-Pierre Schielotto | Bernard Lebel       |
| 1964                                          | Lézat-sur-Lèze                     | Pierre Ropert          | Claude Rigot           | Jean Poinsotte      |
| 1965                                          | Montbard                           | Santos Gimeno          | Jean-Claude Dieumegard | Jacques Gros        |
| 1966                                          | Saint-Just-sur-Loire               | Santos Gimeno          | Jean-Claude Dieumegard | Edmond Abadie       |
| 1967                                          | Rabastens-de-Bigorre               | Antoine Lombardo       | Jean Bellay            | Michel Flotte       |
| 1968                                          | Alès                               | Bernard Aulas          | Michel Boudet          | Vieillot            |
| 1969                                          | Lézat-sur-Lèze                     | Robert Gauthier        | Henri Prévost          | Georges Fernandez   |
| 1970                                          | Roanne                             | Michel Gauthier        | Robert Gauthier        | Gérard Lettoli (it) |
| 1971                                          | Saint-André-les-Vergers            | Robert Gauthier        | Marc Pauwels           | Daniel Caqueret     |
| 1972                                          | Alès                               | Marc Pauwels           | Claude Panes           | Bernard Dupin       |
| 1973                                          | Mandelieu                          | Jean-Louis Marionneau  | Marc Pauwels           | Masseglia           |
| 1974                                          | Tremblay-lès-Gonesse               | Jean-Pierre Boulard    | Marc Pauwels           | Biondi              |
| 1975                                          | Saint-Galmier                      | Jean-Pierre Boulard    | Jean-Claude Breure     | Marc Vidal          |
| 1976                                          | Nîmes                              | Jean-Claude Breure     | Jean-Louis Marionneau  | Lango               |
| 1977                                          | Rabastens-de-Bigorre               | Serge Governatori      | Bernard Dupin          | Jean-Claude Breure  |
| 1978                                          | Colomiers                          | Jean-Claude Breure     | Pierre Descot          | Gérard Malinvaud    |
| 1979                                          | Romilly-sur-Seine                  | Jean-Claude Breure     | Gérard Malinvaud       | Alain Brougnes      |
| 1980                                          | Alès                               | Gérard Millet          | Jean-Pierre Poggini    | André Regny         |
| 1981                                          | Châlons-sur-Marne                  | Jean-Claude Breure     | Serge Governatori      | Marcel Zablocki     |
| 1982                                          | Clichy-sous-Bois                   | Jean-Paul Cornette     | Daniel Gueudin         | Claude Barre        |
| 1983                                          | Mellac                             | Loubé Blagojevic       | Daniel Gueudin         | Jean Chauvet        |
| 1984                                          | Lutterbach                         | Jean-Paul Cornette     | Alexandre Morandin     | Christian Didier    |
| 1985                                          | Audincourt                         | Alexandre Morandin     | Pierre Rosse           | Patrick Bérard      |
| 1986                                          | Arles                              | Bernard Siguenza       | Alexandre Morandin     | Jean-Paul Le Verges |
| 1987                                          | Cahors                             | Bernard Février        | Jacques Descoins       | Michel Icard        |
| 1988                                          | Alès                               | Jean-Yves Couput       | Laurent Schenten       | Michel Bernard      |
| 1989                                          | Romilly-sur-Seine                  | Gilles Benichon        | Serge Pinchera         | Frédéric Dorotte    |
| 1990                                          | Flavignac                          | Francis Faivre         | Serge Lopez            | Gilles Benichon     |
| 1991                                          | Saint-André-les-Vergers            | Fabien Mandrou         | Pascal Garcia          | Hervé Doueil        |
| 1992                                          | La Martyre                         | Henning Sindahl        | Pascal Garcia          | Pascal Tabanelli    |
| 1993                                          | Lasserre/Pradère-les-Bourguets     | Jean-Claude Tonti      | Francis Faivre         | Michel Oustry       |
| 1994                                          | Ganges                             | Michel Oustry          | Benoît Bock            | Philippe Hervy      |
| 1995                                          | Grasse                             | Jean-Michel Agut       | Francis Faivre         | Fabien Mandrou      |
| 1996                                          | Varilhes                           | Régis Favarès          | Laurent Bernier        | Ludovic Chalaye     |

Multi-titrés
- 4 : Jean-Claude Breure
- 2 : Antoine Tarréga, Jacques Raynaud, Pierre Ropert, Santos Gimeno, Robert Gauthier

### Sapeurs-pompiers hommes
| Année     | Lieu                 | Champion             | Deuxième              | Troisième              |
| 1983      | Alençon              | Philippe Chaize      | François Morier       | Pascal Peyramaure      |
| 1984      | Nantes               | Pascal Peyramaure    | Gilles Jacquet        | Didier Grollier        |
| 1985      | Tulle                | Pascal Peyramaure    | Didier Saumon         | Serge Dieter           |
| 1986      | Sète                 | Michel Pugos         | Christian Laparte     | Serge Dieter           |
| 1987      | Caen                 | Thierry Lemoine      | Marc Carlier          | Jackie Jobit           |
| 1988      | Rennes               | Patrick Ducourneau   | Marc Carlier          | Gilles Jacquet         |
| 1989      | Nancy                | Patrick Aiglehoux    | Cyril Boisseau        | Gilles Jacquet         |
| 1990      | Mont-de-Marsan       | Laurent Orion        | Didier Saumon         | Patrick Leonardelli    |
| 1991      | Les Mureaux          | Didier Saumon        | Patrick Ducourneau    | Cyril Boisseau         |
| 1992      | Tergnier             | Olivier Guillard     | David Rimasson        | Didier Saumon          |
| 1993      | Alençon              | Emmanuel Piard       | Philippe Riou         | Joël Palengat          |
| 1994      | Besançon             | Éric Fouix           | Didier Saumon         | Stéphane Le Gourrierec |
| 1995      | Plumelec             | Éric Fouix           | Gilles Jacquet        | Éric Daragnès          |
| 1996      | Arcachon             | Franck Begyn         | Stéphane Cheylan      | Joël Palengat          |
| 1997      | Poitiers             | Jean-Louis Colliard  | Philippe Kuschnick    | Stéphane Le Gourrierec |
| 1998      | Le Mans              | Éric Daragnès        | Philippe Kuschnick    | Yann Payen             |
| 1999      | Plougastel           | Jérôme Mutter        | Emmanuel Rives        | Jean-Philippe Tellier  |
| 2000      | Hennebont            | Alexandre Lecocq     | Michaël Sabourin      | Yann Payen             |
| 2001      | Loches               | Alexandre Lecocq     | Nicolas Mille         | Laurent Aube           |
| 2002      | Pau                  | Emmanuel Rives       | Jean-Philippe Tellier | Alexandre Lecocq       |
| 2003      | Pierrefeu-du-Var     | Cyrille Le Gall      | Alexandre Le Bras     | Stéphane Wiand         |
| 2004      | Montville            | Alexandre Le Bras    | Yann Payen            | Stéphane Wiand         |
| 2005      | Replonges            | Stéphane Wiand       | Cyrille Delvitto      | Frédéric Arnaud        |
| 2006      | Florensac            | Cyrille Delvitto     | Alexandre Le Bras     | Sébastien Le Baron     |
| 2007      | Bédoin               | Stéphane Wiand       | Christophe Vilpellet  | Cyrille Delvitto       |
| 2008      | Louviers             | Cyrille Delvitto     | Christophe Vilpellet  | Tony Baudry            |
| 2009      | Villemur-sur-Tarn    | Grégoire Tarride     | Cyrille Delvitto      | Julien Gombert         |
| 2010      | Plérin               | Matthias Collet      | Cyrille Delvitto      | Gaylor Bouchart        |
| 2011      | Ghisonaccia          | Matthias Collet      | Adrien Tanguy         | Gaylor Bouchart        |
| 2012      | Vivonne              | Alexandre Le Bras    | Adrien Tanguy         | Florian Nocquet        |
| 2013      | Plouay               | Christophe Vilpellet | Alexandre Le Bras     | Jérôme Levarlet        |
| 2014      | L'Île-Bouchard       | Alexandre Le Bras    | Guillaume Payen       | Kévin Guillebault      |
| 2015      | Gueux                | Benjamin Bouttier    | Morgan Cluzan-Prince  | Florian Nocquet        |
| 2016      | Saint-Pierre-du-Mont | Mathieu Urbain       | Anthony Pin           | Alexandre Genaudeau    |
| 2017      | Poigny-la-Forêt      | Benjamin Bouttier    | Grégory Pauchet       | Kévin Guillebaut       |
| 2018      | Saintes              | Mathieu Urbain       | Grégory Pauchet       | Anthony Pin            |
| 2019      | Le Boulou            | Mathieu Urbain       | Mathieu Valade        | Jean-Baptiste Duverger |
| 2020-2021 | Annulé               |                      |                       |                        |

Multi-titrés
- 3 : Alexandre Le Bras, Mathieu Urbain
- 2 : Pascal Peyramaure, Éric Fouix, Alexandre Lecocq, Stéphane Wiand, Cyrille Delvitto, Matthias Collet

### Cheminots/SNCF/UCSF
| Année     | Champion                           | Deuxième         | Troisième        |
| 1954      | Edmond Suzzi                       | Vauquet          | Gobbi            |
| 1955      | René Bianchi                       |                  |                  |
| 1956-1958 | Pas organisé ou résultats inconnus |                  |                  |
| 1959      | Francis Cote                       |                  |                  |
| 1960      | Pas organisé ou résultats inconnus |                  |                  |
| 1961      | François Chevigny                  |                  |                  |
| 1962-1963 | Pas organisé ou résultats inconnus |                  |                  |
| 1964      | Jean-Claude Theillière             |                  |                  |
| 1965      | Pascal ou Pierre Bellantino        |                  |                  |
| 1966-1967 | Pas organisé ou résultats inconnus |                  |                  |
| 1968      | Michel Brèque                      |                  |                  |
| 1969      | Jacques Marquette                  | Bourand          | Loïc Le Bourhis  |
| 1970-1971 | Pas organisé ou résultats inconnus |                  |                  |
| 1972      | Bernard Laurent                    | Blanchard        | Ch. Grondin      |
| 1973      | Jean-Jacques Moirier               |                  |                  |
| 1974      | Résultats inconnus                 |                  |                  |
| 1975      | Bernard Laurent                    |                  |                  |
| 1976      | Georges Renaudin                   |                  |                  |
| 1977      | Georges Renaudin                   |                  |                  |
| 1978      | Michel Dupuytren                   |                  |                  |
| 1979      | Michel Dupuytren                   |                  |                  |
| 1980      | Michel Dupuytren                   |                  |                  |
| 1981      | Michel Dupuytren                   |                  |                  |
| 1982      | Éric Dudoit                        | Michel Dupuytren |                  |
| 1983      | Pas organisé ou résultats inconnus |                  |                  |
| 1984      | Philippe Glowacz                   |                  |                  |
| 1985      | Kistler                            |                  |                  |
| 1986      | Didier Arbault                     | V. Vauzelle      | Patrick Pagès    |
| 1987      | Bruno Teillet                      | Michel Dupuytren | Michel Friedmann |
| 1988      | Pierre Rolland                     |                  |                  |
| 1989-1990 | Pas organisé ou résultats inconnus |                  |                  |
| 1991      | Éric Heulot                        | Denis Schinella  | Félix Urbain     |
| 1992-2004 | Pas organisé ou résultats inconnus |                  |                  |
| 2005      | Adrien Urbain                      | Bertrand Sainz   | Jérôme Verin     |
| 2006-2011 | Pas organisé ou résultats inconnus |                  |                  |
| 2012      | Frédéric Finot                     |                  |                  |
| 2013      | Kévin Soubes                       | Nicolas Meunier  | Eddy Bèvre       |
| 2014      | Alexandre Caudoux                  | Cédric Cornet    | Frédéric Finot   |

Multi-titrés
- 4 : Michel Dupuytren
- 2 : Bernard Laurent, Georges Renaudin

### Contre-la-montre par équipes
- 1922-1939 : Championnat de France des sociétés
- 1941-1942 : Critérium de France des sociétés
- 1943-1973 : Championnat de France des sociétés
- 1974-? : Championnat de France des comités
- Dernière édition en 1996

Podiums

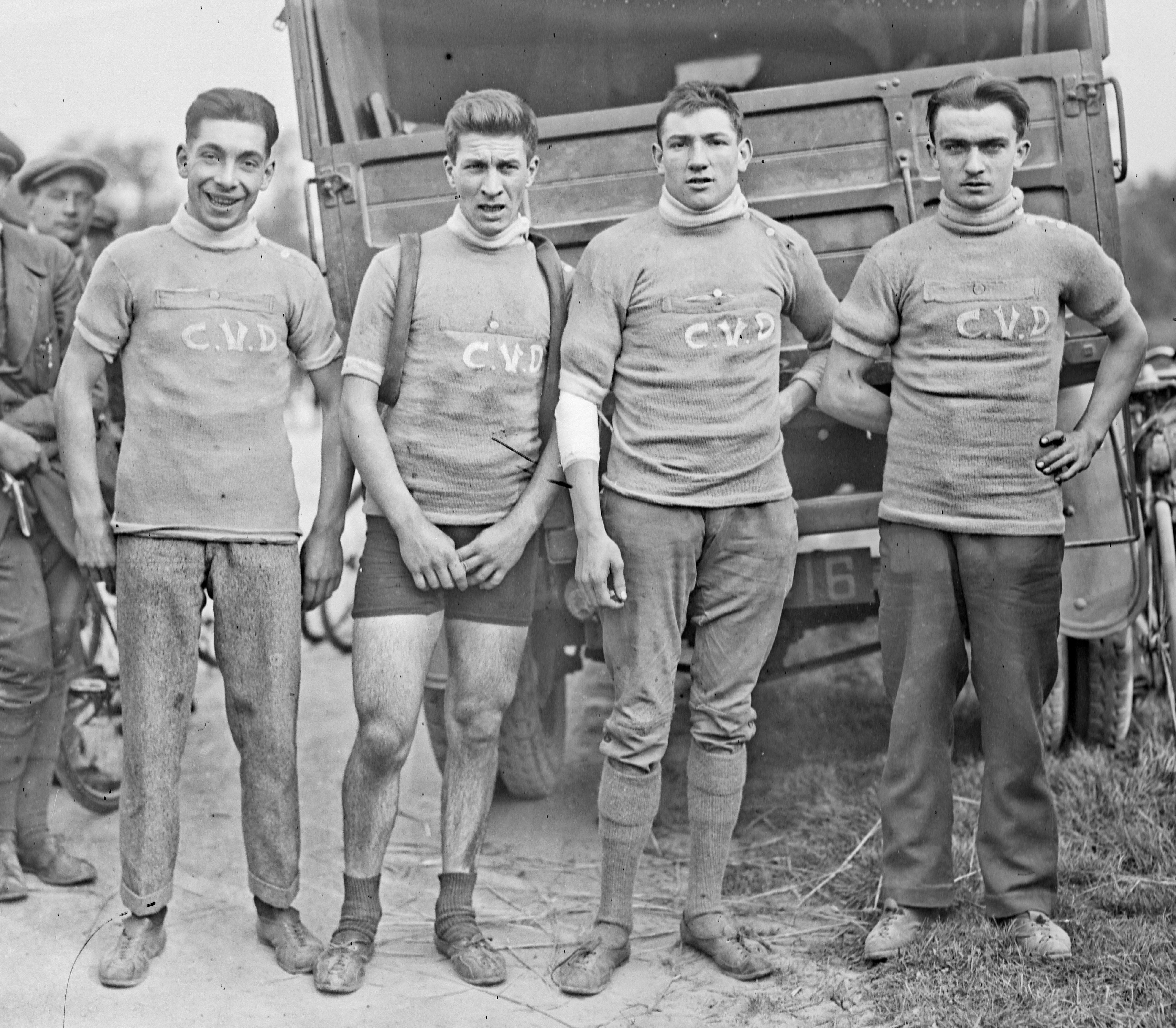
L'équipe du CV Dionysien durant le championnat de France des sociétés 1924

- 1922-1924 : départ en équipes (un coureur de chaque équipe), couru par relais (quatre coureurs) à chaque tour de circuit de 25 km
- 1925-1928 : contre-la-montre par équipes de quatre coureurs, classement sur le troisième arrivant
- 1929-1967 : contre-la-montre par équipes de cinq coureurs, classement sur le troisième arrivant
- 1968-1996 : contre-la-montre par équipes de quatre coureurs, classement sur le troisième arrivant

| Année     | Champion | Deuxième | Troisième                                                                                         |
| 1922      | VC Levallois - Maurice Bonney - Georges Gatier - Armand Lemée - Roger                                           | Suresnes - Legoux - Choquet - Schlick - Pirard                                                                 | CA Société Générale - André Vugé - Paul Minella - Jules Lenoir - Goslimond                        |
| 1923      | CA Société Générale - Alexis Blanc-Garin - Antonin Magne - André Vugé - Pierre Tremblay                         | CV Dionysien - Armand Blanchonnet - Léon Loisard - Bierillion                                                  | VC Pris - René Marronnier - Hurdeley - Jusseaume                                                  |
| 1924      | Club sportif international - Henri Sausin - Mercier - Loobeck - Jaquet                                          | CV Dionysien - Alfred Bier                                                                                     | CS Montrouge - Berthy                                                                             |
| 1925      | VC Levallois - Armand Blanchonnet - Marc Bocher - Bianchi - Georges                                             | CV Dionysien - Jules Merviel - Henri Bergerioux - Maxime Roger - Charles Drezet                                | CA Société Générale - Clément Vottier - Lamirault - Buffard - Bouigne                             |
| 1926      | VC Levallois - André Aumerle - Octave Dayen - André Raynaud                                                     | CV Dionysien - Henri Bergerioux - Bertheun - Maxime Roger                                                      | Asnières Sports - André Leducq - Thiétard - De Koker                                              |
| 1927      | VC Levallois - André Aumerle - Octave Dayen - René Brossy - Jules Merviel                                       | HS Lille - Raymond Combescot - Baudoux - Fleury - Peglion                                                      | US Fontenay - André Trantoul - Fernand Cornez - Blondy - Blanchard                                |
| 1928      | VC Levallois - André Aumerle - Octave Dayen - René Brossy - Jules Merviel                                       | HS Lille - Raymond Combescot - Baudoux - Fleury - Georges Bridier                                              | CV Dionysien - Hilaire Berthelin - Rey - Jacob                                                    |
| 1929      | CV Dionysien - Henri Bergerioux - Pierre Hirschinger - Lefebvre                                                 | CC Saint-Maurice - Henri Deconinck - Auguste Bisiaux - De Bruycker                                             | Club sportif international                                                                        |
| 1930      | CV Dionysien - Henri Bergerioux - Hilaire Bertellin - René Le Grevès                                            | US Clermont - Jean Montpied - François Mizoule - Lucien Flauraud                                               | CSH Enders - André Collorec - Ramier - Hammerlin                                                  |
| 1931      | Club sportif international - Jean Noret - Philippe Bono - Étienne Parizet - Léon Level - Georges Vey            | CV Dionysien - Marcel Duc - Georges Bridier - Raymond Bassier - Roger Jarousse - Vincent                       | Stade Français - Bernard Masson - Robert Dagner - Honoré Granier - Robert Granier - Louis Lahalle |
| 1932      | Club sportif international - Jean Noret - Pierre Jaminet - Étienne Parizet                                      | AC Boulogne-Billancourt - René Durin - Albert Carapezzi - Henri Laspougeas                                     | CCM Rouen - Max Paumier - Louis Halbourg - Rémi Royer                                             |
| 1933      | Club sportif international - Georges Vey - Chesneau - Galle - Tual                                              | CCT Nice - Amédée Rolland - Joseph Neri - Alfred Basso - Serge Rosso                                           | AC Boulogne-Billancourt - Edmond Pagès - Albert Carapezzi - Eugène Grenu                          |
| 1934      | Club sportif international - Marcel Blanchon - Raymond Bon - Georges Naisse                                     | AC Boulogne-Billancourt - Edmond Pagès - Maurice Anselme - Henri Laspougeas                                    | VC Marseille - Vincent Rizzitelli - Roger Castelbon - Michel Cassese                              |
| 1935      | VC Levallois - Robert Charpentier - Séverin Vergili - Eugène Mangin - Jean Goujon                               | AC Boulogne-Billancourt - Edmond Pagès - Bruno Carini - Victor Cosson - Thomas                                 | CCL Bordeaux - Robert Pruney - André Duplé - Lopez - Laborie                                      |
| 1936      | Club sportif international - Robert Dorgebray - Georges Naisse - Bocquemet - Jaminet - Pauret                   | AC Boulogne-Billancourt - Laurent - Pages - Albert Carapezzi                                                   | AC Sotteville - Henri Salmon - André Boucher - Cheminel                                           |
| 1937      | Club sportif international - Robert Dorgebray - Camille Leroy - Édouard Muller - Serge Svoboda - Delvoye        | CCL Bordeaux - Gabas - Duple - Laborie - Meyroux                                                               | Angers Sportif - Émile Desvignes - Georges Laizé - Paul Chupin - Georges Loubet - Léon Dubar      |
| 1938      | Club sportif international - Robert Dorgebray - Georges Roux - Ange Le Strat - Louis Dolhem                     | AVC Aix-en-Provence - Godin - Brun - Louche                                                                    | AC Boulogne-Billancourt - Lionel Talle - Roger Bailleux - Daniel Clément                          |
| 1939      | AC Boulogne-Billancourt - Georges Chocque - Robert Panier - Pierre Hacquart - Lionel Talle - André Godher       | Club sportif international - Georges Roux - Ange Le Strat - Jack Rousset - Robert Dorgebray                    | VCL Bordeaux - Labory - Cazenave - Gabo                                                           |
| 1940      | Pas organisé | |                                                                                                   |
| 1941      | AC Boulogne-Billancourt - José Alvarez - Robert Panier - Robert Mignat - Lionel Talle - Robert Bonnaventure     | Club sportif international - Édouard Muller - Raymond Guégan - Jack Rousset - Maurice Le Boulch - Urbain Caffi | VC Levallois - Raymond Goussot - Georges Guillier - Lucien Roussel - Guy Solente - André Dupuis   |
| 1941      | OGC Nice - Lucien Teisseire - Pierre Scalbi - Charles Palazetti                                                 | AS Aciéries Marseille - Isidore Montalban - Raoul Rémy - Albert Vercellino                                     | AC Clermont - Antoine Bartin - Henri Pellabout - Auzon                                            |
| 1942      | AC Boulogne-Billancourt - Robert Bonnaventure - André Kergoët - Maurice Cardoux - Roger Huraux - Robert Mignat  | Gros-Caillou Sportif - Jean Tixier - Roger Piel - Max Wucher - Barivet - Cognac                                | Avia Club - Maurice Quentin - Georges Lesire - Robert Mensier - André Mahé - Guy Bethery          |
| 1942      | OGC Nice - Alfred Basso - Jacques Bodino - Jacques Minardi - Émile Teisseire - Émile Rol                        | VS Musulman - Abdel-Kader Abbes - Abdel-Kader Zaaf - Mohamed Amara - Amari - Djillali                          | VC Le Blanc                                                                                       |
| 1943      | Pédale Joyeuse Marseille - Raoul Rémy - Fernand Decanali - Romain Mélissent - Alexandre Barbaroux - Jean Marchi | AC Boulogne-Billancourt - André Brulé - Robert Mignat - Guy Bethery - Max Cuoc - Robert Mensier                | VC Brotteaux                                                                                      |
| 1944-1945 | Pas organisé | |                                                                                                   |
| 1946      | ASPTT Bordeaux - René Berton - André Bramard - Kléber Demanes - Antoine Latorre - Jean Taris                    | VC Brotteaux - Pierre Baratin - Hugues Guelpa - Martin                                                         | Courbevoie Sports - Pierre Coudert - Léon Duau - Raoul Florquin                                   |
| 1947      | ASPTT Bordeaux - André Bramard - Kléber Demanes - André Joulin - André Micas - René Pailler                     | AC Boulogne-Billancourt - Louis Forlini - Roger Huraux - Jacques Marinelli                                     | ?                                                                                                 |
| 1948      | AC Boulogne-Billancourt - Louis Forlini - Pierre Challeau - Nori Amano - Jean Le Nizerhy - Michard              | BSG Angers - Jean Hernu - Denis Lainé - Fernand Lesbats                                                        | UV Aube - Jean Lemonier - Jusselin                                                                |
| 1949      | VC Courbevoie - Robert Varnajo - Pierre Gaudot - André Labeylie - Georges Decaux - Roger Bourgeteau             | VC Bondy - Blaise Quaglieri - L. Verdier - Roux                                                                | CC Forez - Pierre Bardel - René Cador - Jean Rebout                                               |
| 1950      | Jeunesse Populaire Sportive - Roger Huraux - Jean Carle - Jean Leullier - Louis Viola - Lagrande                | AC Vaise - Jean Rambaudi - Alexis Moncel - Paul Rousson                                                        | UC Auch - Pierre Rancon - Julien Vasquez - Édouard Laudet                                         |
| 1951      | VC Courbevoie-Asnières - Jean Thaurin - Pierre Michel - Jean Petotot - Christian Fanuel - Claude Brugerolles    | UV Auch - Pierre Rancon - Julien Vasquez - Édouard Laudet                                                      | VC Auxerre                                                                                        |
| 1952      | UV Auch - Julien Vasquez - Édouard Laudet - Yvan Dubarry - André Boucard - Robert Briscadieu                    | Vienne Cycliste                                                                                                | AC Bercy                                                                                          |
| 1953      | AC Sotteville - Jacques Anquetil - Claude Le Ber - Fernand Levasseur - Michel Brière - Roland Leneutre          | ES Juvisy-Viry - P. Cornilleau - Maillard - Jean Champie                                                       | VC Auxerre                                                                                        |
| 1954      | VC Courbevoie-Asnières - Claude Barmier - Pierre Gouget - Jean Hoffmann - Daniel Jolivet Christian Fanuel       | AC Sotteville - Fernand Levasseur - Roland Leneutre - Lecomte                                                  | Girondins de Bordeaux - Michel Gonzalès - Félix Merino - Jean Rinco                               |
| 1955      | VC Courbevoie-Asnières - Claude Barmier - Pierre Gouget - Christian Fanuel - Claude Omnès                       | Saint-Étienne Cycle - Roger Rivière - Raymond Guitay - Stéphane Klimek                                         | VC Rouen - Pierre Poulingue - D. Leboeuf - Bouvatier                                              |
| 1956      | AC Boulogne-Billancourt - René Pavard - Michel Vermeulin - Orphée Meneghini - Arnaud Geyre                      | VC Rouen - Marcel Demare - Jean-Claude Lebaube - Michel Breemersch                                             | VC Grenoble - René Tabarini - Pierre Villard - Jean Collomb                                       |
| 1957      | AC Boulogne-Billancourt - René Pavard - Michel Vermeulin - Orphée Meneghini - Arnaud Geyre - Guy Claud          | AC Sotteville - André Cloarec - Marcel Fabrice - Larde                                                         | JPS - Raymond Mastrotto - Jacques Marcellan - Alex Gnaldi                                         |
| 1958      | AC Sotteville - André Cloarec - Marcel Fabrice - Alphonse Legagneur - Dominique Motte - Jacques Ricque          | VMC Valentigney - Jean Buchwalter - Georges Zellvègre - Franchini                                              | AVC Aix-en-Provence - Organ Iacoponi - Baldassari - Gourdet                                       |
| 1959      | VC Morlaisien - François Hamon - Raymond Hamon - Jacques Simon - Roger Troadec - Daniel                         | Pédale Chantenaysienne - Rovist - René Segault - Gilles Durand - Roger Provost                                 | Toulouse Cycliste - Yves Rouquette - Louis Lavergne - Andrieux - Marius Prosdocimi                |
| 1960      | Toulouse Cycliste - Panizulti - Yves Rouquette - Louis Lavergne - Marius Prosdocimi - Bombisel                  | AC Sotteville - Jean Jourden - André Cloarec - Marcel Demare                                                   | UC Grenoble                                                                                       |
| 1961      | AC Sotteville - Jean Jourden - Marcel Demare - Guy Godere - Christian Constantin - Marcel Bidault               | AC Boulogne-Billancourt - Jacques Gestraud - Jacky Lepolard - Jean Arze                                        | VC 12e Paris                                                                                      |
| 1962      | AC Sotteville - Francis Bazire - Marcel Bidault - Christian Constantin - Jean Devigne - Dominique Motte         | Pédale Rezéenne - Louis Charlot - Joseph Eliard - Daniel Guillou                                               | AC Boulogne-Billancourt - Jean Arze - Michel Béchet - Alain Vera                                  |
| 1963      | AC Boulogne-Billancourt - Jean Arze - Michel Bocquillon - Alain Vera - Michel Béchet - Christian Cuch           | VC 12e Paris - Lucien Aimar - Paul Lemeteyer - Salmon                                                          | AC Sotteville - Francis Bazire - Marcel Bidault - Dominique Motte                                 |
| 1964      | AC Boulogne-Billancourt - Désiré Letort - Roger Milliot - Raymond Delisle - Jean Jourden - Christian Raymond    | VC 12e Paris - Paul Lemetayer - Salmon - Lucien Aimar                                                          | AC Sotteville - Francis Bazire - Marcel Bidault - Tilliez                                         |
| 1965      | AC Boulogne-Billancourt - Joseph Paré - Pierre Le Bouhoulec - Jean-Yves Lebreton - Christian Cuch - Jean Sadot  | Pédale Châlonnaise - Jean-Pierre Boulard - Aimable Denhez - Gilbert Lepage                                     | CSM Puteaux - André Desvages - Jean-Claude Le Dortz - Pierre Campagnaro                           |
| 1966      | AC Sotteville - Bernard Roudeillac - Michel Vermeulin - Christian Constantin - Robert Lucas - Michel Roques     | AC Boulogne-Billancourt - Jean Sadot - Robert Bouloux - Joseph Paré - Robert Hiltenbrand - Patrick Charron     | VC Pont-Audemer - Gérard Swertvaeger - Daniel Yon - P. Yon - Delau - Daniel Ducreux               |
| 1967      | AC Boulogne-Billancourt - Robert Bouloux - Yves Ravaleu - Michel Drenne - Daniel Proust - Jean-Jacques Cornet   | CC Bordelais - Michel Périn - Bernard Dupuch - Francis Duteil - Alexis Eyquart - Jean Comme                    | US Créteil - Michel Lieti - Claude Guyot - Alain Redolfi - Jean-Jacques Sanquer - Bernard Croyet  |
| 1968      | AC Boulogne-Billancourt - Bernard Thévenet - Gérard Briend - Daniel Proust - Robert Bouloux                     | Pédale Châlonnaise - Jean-Pierre Boulard - Robert Fuhrel - Gilbert Lepage - Claude Person                      | AC Sotteville - Pierre Gaugain - Le Nahédic - Robert Lucas - Michel Roques                        |
| 1969      | Pédale Châlonnaise - Jean-Pierre Boulard - Robert Fuhrel - Bernard Janson - Gilbert Lepage                      | AC Boulogne-Billancourt - Gérard Briend - Régis Ovion - Daniel Proust - Bernard Thévenet                       | UV Caen - Jacky Chan-Tsin - Daniel Fouchard - Jacques Hurel - Gérard Jeanne                       |
| 1970      | Pédale Châlonnaise - Jean-Pierre Boulard - Robert Fuhrel - Bernard Janson - Gilbert Lepage                      | CA Civray - Daniel Barjolin - Bernard Bourreau - André Corbeau - Jean-Noël Provost                             | UV Caen - Jacky Chan-Tsin - Guy Grimbert - Level - Marie                                          |
| 1971      | CSM Puteaux - André Corbeau - Jean-Pierre Guitard - Claude Aiguesparses - Christian Poissenot                   | UC Briochine - Claude Buchon - Alain Huby - Maurice Le Guilloux - Michel Le Denmat                             | US Bouscat - Alain Bernard - Alain Cigana - Guy Frosio - Patrick Raymond                          |
| 1972      | UC Briochine - Claude Buchon - Alain Huby - Maurice Le Guilloux - Michel Le Denmat                              | AC Boulogne-Billancourt - Régis Ovion - Guy Sibille - Patrick Chardon - Patrick Béon                           | CSM Puteaux - Jean-Pierre Guitard - Claude Aiguesparses - Claude Duterme - Christian Poissenot    |
| 1973      | AC Boulogne-Billancourt - Patrick Chardon - Alain Meunier - Patrick Béon - André Corbeau                        | VC Annemasse - Joseph Vercellini - Rémy Anglade - Goussot - Jacques Michaud                                    | CSM Puteaux - Alain Miroglio - Christian Poissenot - Hubert Linard - Christian Muselet            |
| 1974      | Normandie - Jacky Hardy - Christian Lefèbvre - Jean-Marie Vasseur - Jacky Gadbled                               | Île-de-France - Michel Laurent - Alain Meunier - Patrick Chardon - Claude Behué                                | Bretagne - Jean-Paul Maho - Marcel Duchemin - André Chalmel - Alain Meslet                        |
| 1975      | Bretagne - Claude Buchon - Alain Meslet - Michel Le Denmat - Jean-Paul Maho                                     | Normandie - Christian Lefèbvre - Christian Gravelle - Thieury - Gilbert Gruel                                  | Pyrénées - Daniel Salles - Bernard Lalanne - Daniel Armengaud - Loubet                            |
| 1976      | Bretagne - Claude Buchon - Jean-Paul Maho - Jean-Michel Richeux - Loïc Gautier                                  | Orléanais - Guy Dubois - Alain Vidalie - Philippe Bodier - Jacky Hélion                                        |                                                                                                   |
| 1977      | Normandie - Christian Lefèbvre - Jean-Paul Letourneur - Christian Gravelle - Pierre Groult                      | Pyrénées - Serge Perin - Joseph Kerner - Jean-Pierre Bergès - Michel Guiraudie                                 | Île-de-France - Jean-Pierre Cabare - Joël Gallopin - Gérard Le Dain - Alain Urvoy                 |
| 1978      | Normandie - Christian Lefèbvre - Jean-Paul Letourneur - Christian Gravelle - Pierre Groult                      | Pyrénées - Bernard Lalanne - Joseph Kerner - Christian Fauré - Jean-Pierre Bergès                              | Île-de-France - Jean-Pierre Cabare - Gérard Le Dain - Frédéric Motte - Guy Craz                   |
| 1979      | Atlantique-Anjou - Claude Moreau - Jean-Maurice Charrier - Joël Palmace - Gérard Rousseau                       | Normandie - Christian Lefèbvre - Christian Gravelle - Joël Soudais - Patrice Langelier                         | Pyrénées - Christian Fauré - Jean-Pierre Bergès - Patrick Audeguil - Michel Duffour               |
| 1980      | Bretagne - Marc Gomez - Marc Madiot - Gérard Kerbrat - Jean-Pierre Guernion                                     | Flandre-Artois - Philippe Poissonnier - Michel Cornelise - Alain Molmy - Frédéric Karas                        | Orléanais - Thierry Desèvres - Philippe Bodier - Alain Bizet                                      |
| 1981      | Île-de-France - Laurent Fignon - Pascal Jules - Fabien De Vooght - Alain Gallopin                               | Bretagne - Marc Gomez - Hubert Graignic - Jean-Pierre Guernion - Jacky Gesbert                                 | Orléanais - Patrice Esnault - Thierry Desèvres - Alain Renaud - Daniel Lafaix                     |
| 1982      | Bretagne - Bruno Cornillet - Dominique Gaigne - Jean-Luc Moreul - Philippe Tranvaux                             | Poitou-Charentes - Philippe Glowacz - Dominique Landreau - Raymond Perrin - Charles Turlet                     | Orléanais - Patrice Esnault - Denis Roux - Alain Renaud - Thierry Desèvres                        |
| 1983      | Bretagne - Bruno Cornillet - Jean-Luc Moreul - Patrick André - Jean-Noël Galand                                 | Normandie - Christian Lefèbvre - Philippe Bouvatier - Éric Ragneau - Dominique Fossard                         | Poitou-Charentes - Dominique Landreau - Raymond Perrin - Philippe Glowacz - Éric Dudoit           |
| 1984      | Orléanais - Pascal Dubois - Frédéric Garnier - Alain Renaud - Jacky Savaton                                     | Bretagne - Jean-Luc Moreul - Ronan Pensec - Jean-Louis Conan - Roland Le Clerc                                 | Normandie - Christian Lefèbvre - Jean-Paul Letourneur - Pierre Groult - Philippe Ménival          |
| 1985      | Bretagne - Jean-Luc Moreul - Jean Guérin - Loïc Le Flohic - Éric Heulot                                         | Île-de-France - Jean-Jacques Philipp - Jean-Marc Manfrin - Philippe Chaumontet - Bernard Mahier                | Orléanais - Laurent Bezault - Nicolas Dubois - Fabrice Henry - Philippe Brenner                   |
| 1986      | Bretagne - Jean-Luc Moreul - Éric Heulot - Gérard Rué - Jean-Louis Conan                                        | Orléanais - Laurent Bezault - Nicolas Dubois - Alain Renaud - Jean-Yann Daireaux                               | Lyonnais - Thierry Laurent - Dante Rezze - Philippe Galvez - Gilles Bernard                       |
| 1987      | Orléanais - Nicolas Dubois - Jean-Yan Daireaux - Fabrice Henry - Thierry Legeard                                | Flandre-Artois - Francis Moreau - Laurent Pillon - William Pérard - Jacques Dutailly                           | Normandie - Christian Lefèbvre - Sébastien Flicher - Pierre Pietralunga - Branton Wild            |
| 1988      | Île-de-France - Jacky Durand - Pascal Lino - Laurent Bezault - Thierry Laurent                                  | Lorraine - Jean-Louis Harel - Zbigniew Krasniak - Thierry Arnould - Jean-Michel Lance                          | Normandie - Sébastien Flicher - Branton Wild - Gérard Henriet - Pascal Lemaitre                   |
| 1989      | Bretagne - Éric Heulot - Jean Guérin - Camille Coualan - Jean-Philippe Rouxel                                   | Île-de-France - Nicolas Dubois - Jean-Louis Harel - Sébastien Flicher                                          | Flandre-Artois - Laurent Pillon - Jacques Dutailly - Jean-Yann Dairaux - Gérard Henriet           |
| 1990      | Bretagne - Jean Guérin - Camille Coualan - Stéphane Heulot - Hervé Garel                                        | Lorraine | Lyonnais                                                                                          |
| 1991      | Île-de-France - Hervé Garel - Stéphane Heulot - Jean-Louis Harel - Didier Faivre-Pierret                        | Bretagne - Camille Coualan - Jacques Coualan - Stéphane Galbois - Rémy Quinton                                 | Orléanais - Nicolas Dubois - Fabrice Henry - David Danjoux - Arnaud Ligat                         |
| 1992      | Bretagne - Camille Coualan - Erwann Menthéour - Rémy Quinton - François Urien                                   | Pays de la Loire - Stéphane Pétilleau - Nicolas Aubier - Mickaël Boulet - Freddy Arnaud                        | US Créteil - Dominique Bozzi - Pascal Chanteur - Gilles Maignan - Sylvain Briand                  |
| 1993      | US Créteil - Dominique Bozzi - Jean-François Bresset - Jean-François Anti - Stéphane Cueff                      | CC Étupes - Christophe Moreau - Martial Locatelli - Patrick Vallet - Denis Moretti                             | Vendée-La Roche-sur-Yon - Blaise Chauvière - Pascal Deramé - Stéphane Boury - Christian Blanchard |
| 1994      | ASPTT Paris - Didier Faivre-Pierret - Emmanuel Hubert - Stéphane Boury - Jean-Yves Mançais                      | US Créteil - Dominique Bozzi - Gilles Maignan - Stéphane Cueff - François Urien                                | VC Lyon-Vaulx-en-Velin - Christophe Moreau - Cyril Sabatier - David Orcel - Frédéric Laubier      |
| 1995      | Gan (Pro) - Nicolas Aubier - Pascal Deramé - Cédric Vasseur - Arnaud Prétot                                     | Vendée U - Freddy Arnaud - Christian Blanchard - Damien Nazon - Sébastien Rondeau                              | Bernard Sports - Camille Coualan - Stéphane Conan - Gérard Bigot - Éric Bourout                   |
| 1996      | Vendée U - Samuel Plouhinec - Freddy Arnaud - Christophe Barbier - Christian Blanchard                          | La Poste - Stéphane Barthe - Guillaume Auger - Vincent Templier - Sébastien Guénée                             | VC Saint-Quentin - Jean-Michel Thilloy - Éric Frutoso - Sylvain Lajoie - Patrice Limoges          |

Multi-titrés
- 12 : AC Boulogne-Billancourt
- 10 : Comité de Bretagne
- 8 : Club sportif international
- 6 : VC Levallois
- 5 : AC Sotteville
- 4 : VC Courbevoie-Asnières
- 3 : Comité de Normandie, Comité d'Île-de-France
- 2 : CV Dionysien, OGC Nice, ASPTT Bordeaux, Pédale Châlonnaise, Comité de l'Orléanais

## Fédération cycliste française (FCF)
Palmarès des Championnats nationaux routiers de la Fédération Cycliste Française sur 100 km :
- 1935, le 22 septembre à Lyon[26]
  - Lucarelli, étranger, est Champion des Internationaux et vainqueur du jour
  - Jean Françon[27], premier français au classement de l'épreuve, est Champion de France

- 1936, le 2 août, à Lyon[28],[29]
  - André Berruezo[30]

- 1937, le 19 septembre, à Lyon[31]
  - De Carolis

- 1938, le 10 juillet, à Toulouse[32],[33]
  - Ferrandis

- 1939, le 9 juillet, à Albi[34],[35]
  - Jules Gillard